# Западноевропейская мода 1600—1650 годов

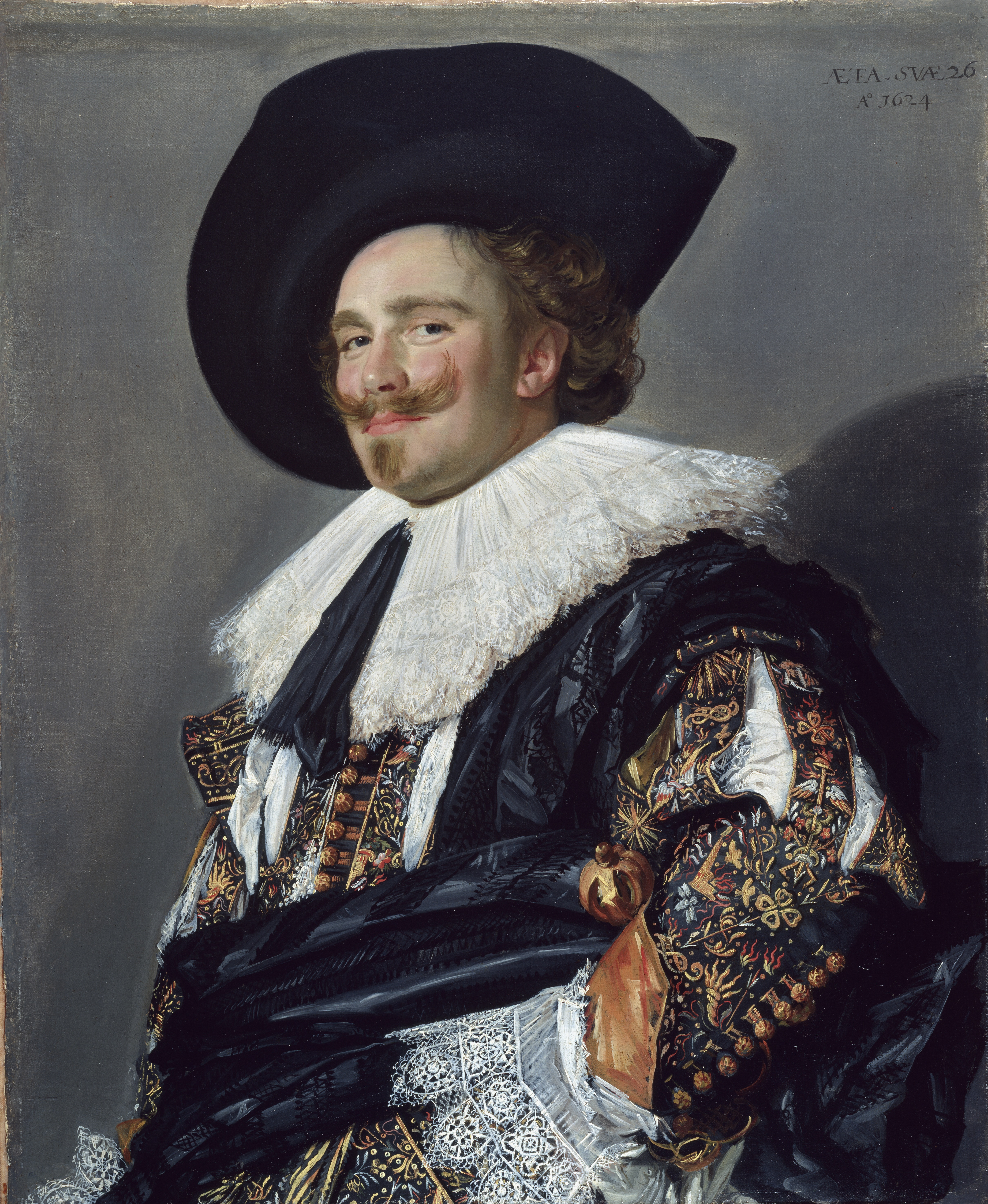
«Улыбающийся кавалер», полотно Франса Халса из собрания Уоллеса, 1624 г. Изображённый мужчина — в дублете с прорезями, широким кружевным воротником и манжетами из кружева ретичелла, на голове — широкополая шляпа

Мода периода 1600—1650 годов в западноевропейской одежде является наиболее узнаваемой за весь XVII век, чему, в частности, поспособствовал историко-приключенческий жанр литературы (и впоследствии кино) т. н. «плаща и шпаги», популярный в XIX веке, его самым известным представителем являются «Три мушкетёра» Александра Дюма-отца. Она характеризуется заменой горгеры (фрезы) в пользу широких кружевных воротников. Талия силуэта «приподнялась» вверх как у мужчин, так и у женщин. Среди других примечательных изменений в моде того времени можно отметить полные рукава с прорезями и высокие или широкие шляпы с полями. У мужчин вместо плундров появились бриджи, продержавшиеся в моде вплоть до самого конца XVIII века. Также в это время широко распространяется обувь на каблуках: так, в Англии ещё в конце XVI века туфли (и мужские, и женские) по большей части были с плоской подошвой.

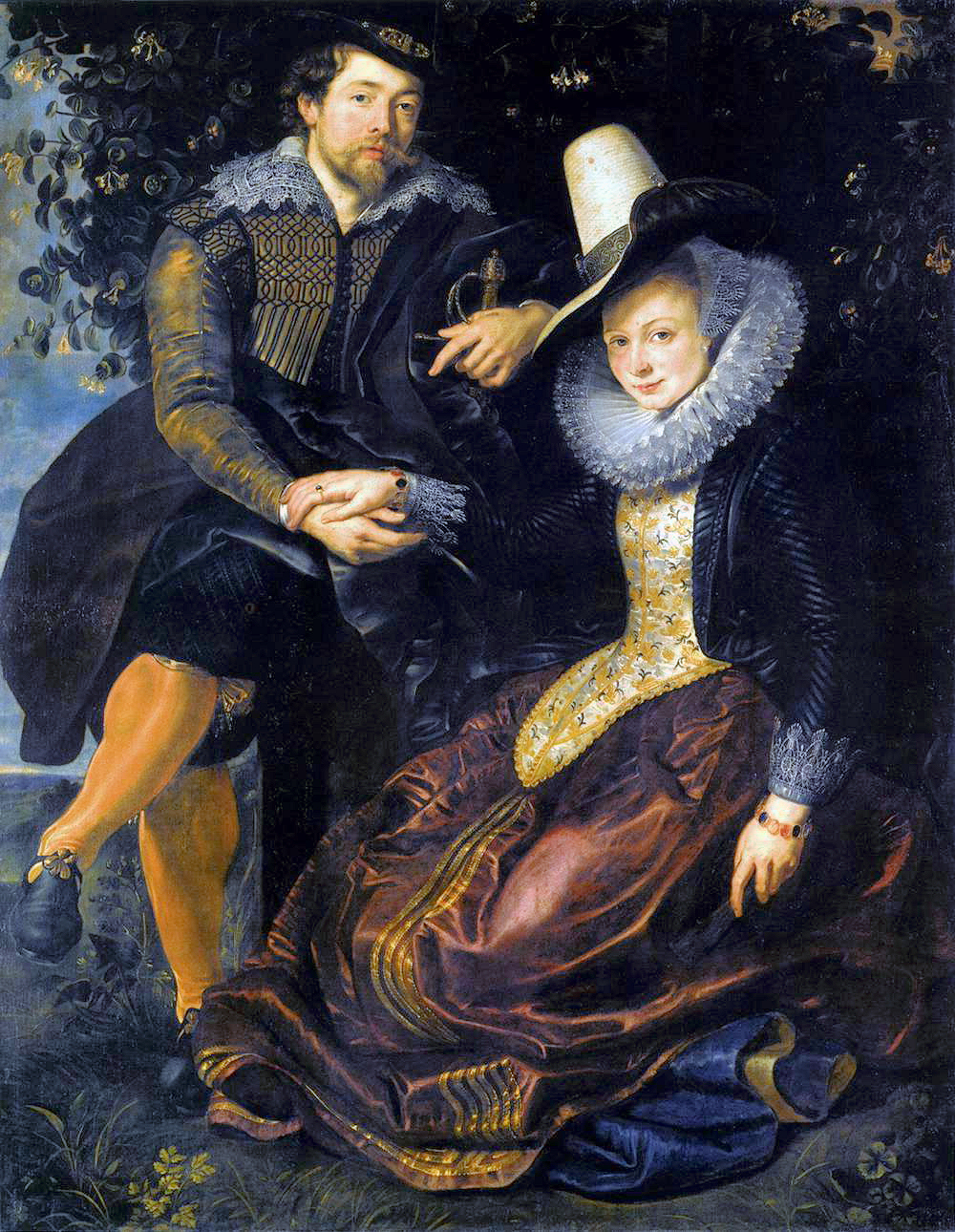
Автопортрет Пауля Рубенса со своей первой женой, ок. 1610 г.

Силуэт, максимально прилегающий к телу, с узкими рукавами и низкой заостренной талией примерно к 1615 году начал постепенно смягчаться и расширяться. Рукава стали очень широкими, и в 1620-х и 1630-х годах их часто сшивали из лоскутков или делали разрезы для демонстрации рубашек и сорочек под ними.
В данный промежуток времени центр моды переместился из Испании во Францию, тренды и новые веяния начал задавать французский королевский двор.
Испанская мода в начале-середине XVII века оставалась консервативной, впрочем равно, как и в её бывшем владении — в Нидерландах, где последние парижские модные веяния проникали с опозданием на десять, а то и на двадцать лет. Именно в Испании и Нидерландах, фреза продержалась дольше всего, исчезнув сначала у мужчин, а затем у женщин (также женщины носили фрезы во Франции и Англии).
Социальная напряженность, приведшая к Английской революции, отразилась на английской моде: сложные французские стили, популярные при дворе Якова I и его сына Карла I, контрастировали с практичной тёмно-белой гаммой пуританской одежды, занесённой в Новый Свет (в частности, в Новую Англию) в результате их бегства от угнетения на Альбионе.
В первые десятилетия века тенденция среди поэтов и художников на меланхолию находит свое отражение и в моде. Характерными признаками являются темные цвета, открытые воротники, расстегнутые платья или дублеты, а также в целом растрепанный вид, сопровождаемый на портретах утомленными позами и грустными выражениями лица.
Начиная с самостоятельного правления с 1654 года французского короля Людовика XIV, «короля-солнце», развитие моды примет новый характер, обусловленный не в последнюю очередь личностью самого государя. В частности, когда Людовик XIV начнёт лысеть, в моду войдут парики, напоминавшие некогда пышные кудри короля. Последствия отражаются в моде оставшихся лет этого столетия и в начале XVIII века.

## Ткани

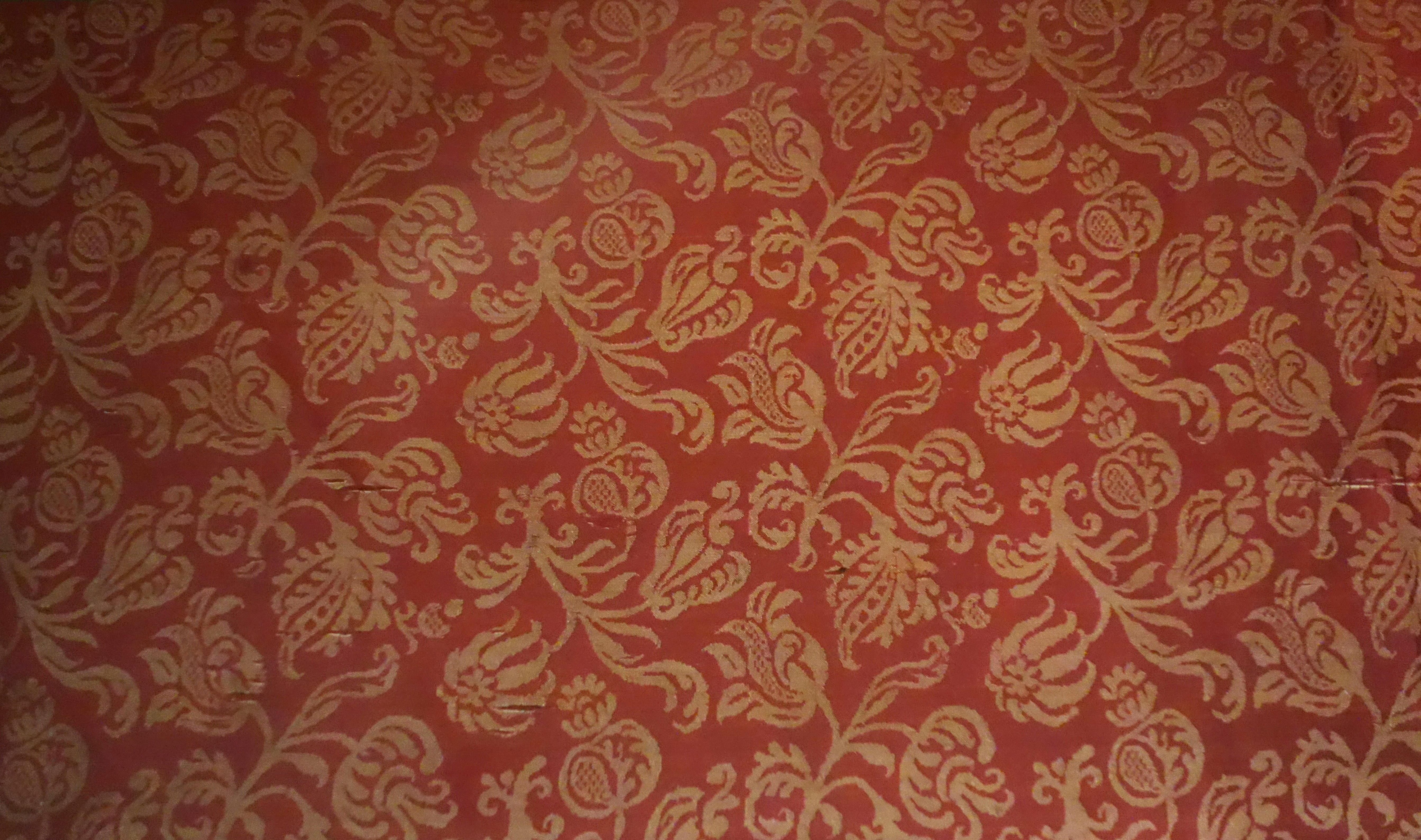
Узорчатая дамастовая ткань, Италия, 1600—1650-е гг. Из собрания королевского музея Онтарио (Торонто, Канада)

Уже к тому моменту в ряде мест был налажен промысел изготовления тканей, и даже их промышленное производство. Так, во Франции производство шёлка было налажено в Лионе, в Руане — производство тонких тканей, в Санлисе появляется собственный кружевной промысел (в соседнем городе Шантильи в следующем столетии также появится собственный кружевной промысел), в Провансе в это столетие появляется промысел изготовления набивных тканей, основанных на аналогичных индийских (начавших импортироваться во Францию между 1630—1640 гг., а в 1654 г. основывается одна из первых мануфактур, в Марселе). Что интересно, многими из основателей мануфактур по изготовлению набойки были гугеноты, что печально скажется на промысле после отмены Нантского эдикта в 1681 году. Вообще, производство набивных тканей в XVII в. налаживается во многих западноевропейских странах, помимо Франции — также в Англии, Голландии, Германии, Швейцарии и Италии (в предыдущее столетие бывшей лидером по производству набойки в Европе). В Англии официальный ввоз набойки азиатского происхождения был разрешён особым королевским указом 1631 года, эту привилегию получила Английская Ост-Индская компания, однако собственное производство набойки в Англии будет налажено позднее данного периода. Как и во Франции, английские мастера-набойщики за основу взяли восточные набойные ткани.
Узоры, их характер и наличие в данный период менялись с течением времени и в зависимости от местности. Так, известные ещё с прошлого столетия узорчатые шелка со сложными и замысловатыми узорами в виде граната или артишока в данный промежуток времени всё ещё были в моде, особенно в Испании. Однако большей популярностью (особенно в Англии) пользовались более лёгкие узоры с цветочными мотивами-завитушками, выполненные вышивкой или же вытканные. Помимо растительного орнамента, использовались узоры в виде вазонов, корон, корзин и т. д. Начиная с 1620-х годов узорные ткани выходят из моды, и на смену им приходят однотонные атласные ткани.

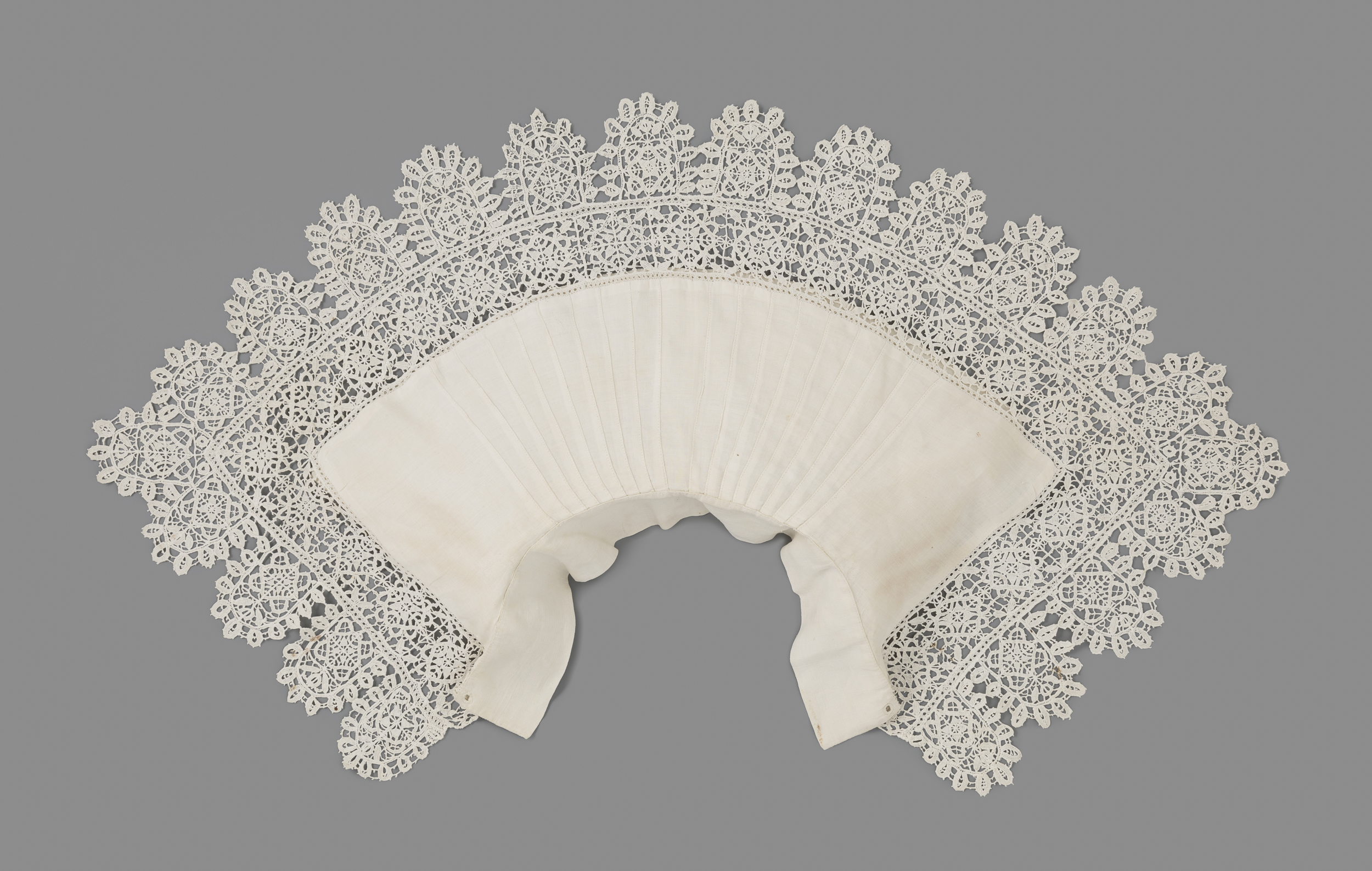
Льняной ворот с кружевной каймой (ретичелла), ок. 1630—1635 гг., Рейксмюсеум

Кружево активно использовалось пир декорировании белья — рубах, сорочек и их воротников. На этот период приходится расцвет игольчатого кружева. Ретичелла, стиль, характеризующийся геометрическими орнаментами стиль кружева, эволюционировавший из вышивки-ришелье (вопреки устоявшемуся в русском языке названию, известной ещё с позднего Средневековья), в данный период всё ещё не терял своей актуальности. Однако на её основе возник новый стиль — пунто-ин-ария (итал. punto in aria, англ. point lace, с итал. — «стежок в воздухе, воздушное плетение»), в котором также было возможно выполнять популярные тогда завитые узоры растительной тематики, и главным отличием которой являлось отсутствие тканой основы, подразумевавшейся в случае с ретичеллой. В конце концов на протяжении данного периода пунто-ин-ария окончательно вытеснило ретичеллу.

Повседневная мужская одежда шилась из холста и сукна. Женские платья чаще всего шились из сукна и шерстяных тканей. Одежда знатных женщин, к примеру, придворных дам, изготавливалась из таких дорогостоящих тканей, как атлас, бархат, тафта и узорчатый шёлк. Простолюдины шили одежду из наиболее доступных и дешёвых тканей — сукна, льна и шерстяных тканей.
Одежда знатных людей нередко украшалась бриллиантами и жемчугом, использовавшихся, например, в вышивке и тому подобной отделке.
Во Франции в данный период цветовая гамма повседневной мужской одежды была жёлто-коричневая, синий и красный же цвета были более нарядными. Ношение одежды белого цвета было лишь прерогативой французского короля. В протестантских странах (а также в общинах протестантов в католических странах) в одежде преобладал чёрный цвет. Вообще, в протестантских странах, по сравнению с католическим, яркие цвета в одежде были не так выражены, как в католических. Так, в тех же Нидерландах красный цвет в одежде практически не встречался, зато, помимо чёрного цвета, были распространены жёлтые, серые и белые тона, чуть оттенённые оранжевым или тёмно-синим узором. Знать облачалась в фиолетовое, помимо чёрного, притом главные элементы костюма изготовлялись из матовых тканей, а менее значимые — из блестящих. Подобная практика была прежде всего связана с целомудрием и смирением. В частности, в тех же Нидерландах любая изысканность в одежде осуждалась вплоть до 1650-х годов. В Англии же, несмотря на англиканство — протестантское движение в качестве государственной религии — мода была больше ориентирована на Францию.

## Регуляция государством

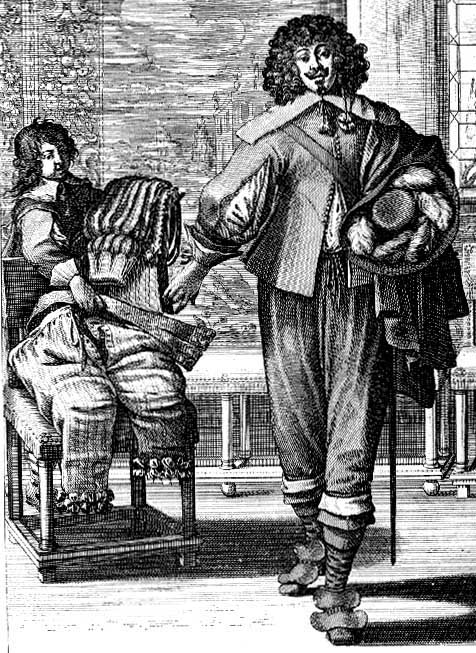
Гравюра Абрахама Босса, 1633 г., отображающая результаты эдикта того же года: французский дворянин отказывается от нарядов с буфами и разрезами в пользу более простых

Помимо собственно модных веяний, на одежду данного периода оказывало законодательное регулирование, запрещавшее те или иные элементы одежды, ограничивавшие пользование предметами роскоши, и предписывавшее одеваться тем или иным образом (впрочем, подобные законы о роскоши, они же сумптуарные, известны и в предыдущие эпохи). Так, в 1629 году во Франции был приняты эдикты, запрещавшие ношение кружев, одежды с роскошной вышивкой и золотным шитьём для всех, за исключением высшей знати и королевской семьи. Помимо этого, действие эдиктов ограничивало (или прямо запрещало) использование разрезов и лент на одежде, а также буфов. В 1633 году данный эдикт был принят повторно. Говоря о распространённости законов о роскоши до этого, отметим, что данные ограничение были введены в ответ на невиданное распространение в одежде роскоши, проявившееся после смерти Генриха IV, в своё время также принявшего аналогичный закон, хотя в реальности они оказались довольно слабодейственными. Царствующий в этот период французский король Людовик XIII вообще привык экономить на всём, включая одежду, и потому одевался просто и неброско, и по той же причине не раз пенял своего фаворита, Анри де Сен-Мара, за то, что тот в будний день носил, к примеру, парчовый колет с покрывающим плечи воротом из тонких кружев, и расшитых золотом штанах. Впрочем, на собственную казнь франт Сен-Мар также отправился богато вырядившись: в суконном костюме коричневого цвета с золотыми кружевами в два пальца шириной, и с чёрной шляпой, украшенной фазаньим пером на голове. В числе других законодательных актов, принятых Людовиком, было запрещение заграничных кружев и тканей, дабы поддержать отечественное производство.
Испанский король Филипп IV своим указом отменил горгеры и их ношение с подачи своего соправителя, графа-герцога де Оливареса.
Свои особенности регуляции одежды были в восточноевропейских странах, включая Россию. Уже позднее, в 1675 г. вышел указ Алексея Михайловича «О неношении иноземного платья и нестрижении волос по иноземскому обычаю», по которому служилым людям и дворянам в случае ношения иной одежды, кроме русской, грозило понижение в чине. В данный период, в царствование Михаила Фёдоровича, прямых ограничений на ношение западной одежды, включая западноевропейскую, не налагалось; но тем не менее, в Московской Руси к западной одежде относились с подозрением и в то же время интересом и изумлением. Это было особо выражено среди простонародья, в отличие от знати, никогда не видевших иностранцев. Западноевропейский мужской костюм (немецкий в тогдашней терминологии), демонстрирующий ноги, носившими долгополые одежды москвитянами мог сравниваться с обликом журавля. Некоторые прохожие, видя разодетых «по-немецки» иностранцев, дразнили их «Карлухами — журавлиные ноги» (об этом упоминает Джером Горсей в своей дневниковой записи за 1583 г.) и кричали вслед: «Хрыг (то есть журавль)! Кыш на Кокуй!», во втором случае как бы прогоняя в Немецкую слободу, стоявшую на этой ныне несуществующей реке (при том немецкий путешественник и дипломат Адам Олеарий в своём «Описании путешествия в Московию» вспоминал, что название реки могло трансформироваться в известное русское матерное выражение, как писал сам Адам: «русские повернули в срамное слово, означающее название мужеского уда»). Наиболее активные пытались избивать европейцев в своей «немецкой» одежде (Олеарий же приводит жалобу послов западноевропейских стран царю на частые избиения москвичами и последовавшую за этим меру: телесное наказание кнутом за оскорбление иностранцев). Кроме того, казавшаяся на взгляд жителей Московской Руси нелепой, западная одежда, в том числе в данный период, использовалась и в качестве шутовской: так, в 1630-е гг., немецкие платья были пошиты для главного потешника (шута) при дворе Михаила Фёдоровича и его товарищей, развлекавших государя и его семью по праздникам в особой потешной палате. Для развлекательных же целей в приблизительно это же время западноевропейские платья были пошиты для семилетнего царевича Алексея, его трехлетнего брата Ивана и игравших с ними боярских детей. Пожалуй, одним из немногих москвитян в данный период, достоверно искренне любивших западную одежду, был боярин Никита Романов, двоюродный брат Михаила Фёдоровича. Да и то, он одевался по-западному (во французский, а также в польский костюм) лишь в своей вотчине, выезжая на охоту и развлекаясь в потешной палате. Об этом упоминает и Олеарий, лично знавший двоюродного брата царя.
В Венгрии, где западноевропейскую одежду носили, но доминировала всё же собственно венгерская, чрезмерное увлечение западной модой также осуждалось. В качестве наказания надевших «немецкий» наряд, например, могли не пустить на бал.

## Влияние искусства
Начиная с 1630-х годов в Англии, под заметным влиянием литературы и т. н. «масок» (специфического английского литературно-драматургического жанра искусства), работавший здесь голландский живописец Антонис ван Дейк (пользовавшийся огромной популярностью) и его последователи создали своего рода моду на написание портретов в либо упрощённой на тот момент современной одежде, либо же в экзотических, исторических или пасторальных нарядах. Одежда дополнялась различными плащами, накидками, шарфами и изделиями из драгоценных камней, позволявших создать зрителю нужный настрой при просмотре и восприятии полотна, а также для того, чтобы портрет (и изображённая одежда) не выглядела впоследствии, в течение некоторого времени после написания полотна, устаревшими. Поэтому подобные картины не всегда являются надёжными историческими на одежду того периода.
Что интересно, подобная практика, во всяком случае, в английской портретной живописи, использовалась и в последующем столетии, ставшем золотым веком английского портрета (что, помимо, фантазийных костюмов (включая «вандейковское» платье), выразилось и в одинаковых платьях на портретах разных людей).

## Мужская одежда
Мужской костюм рассматриваемого периода состоял из рубашки, подштанников (при наличии), штанов, чулок, куртки-дублета, колета или камзола, плаща, шляпы в качестве головного убора и сапог или туфель в качестве обуви.

### Бельё

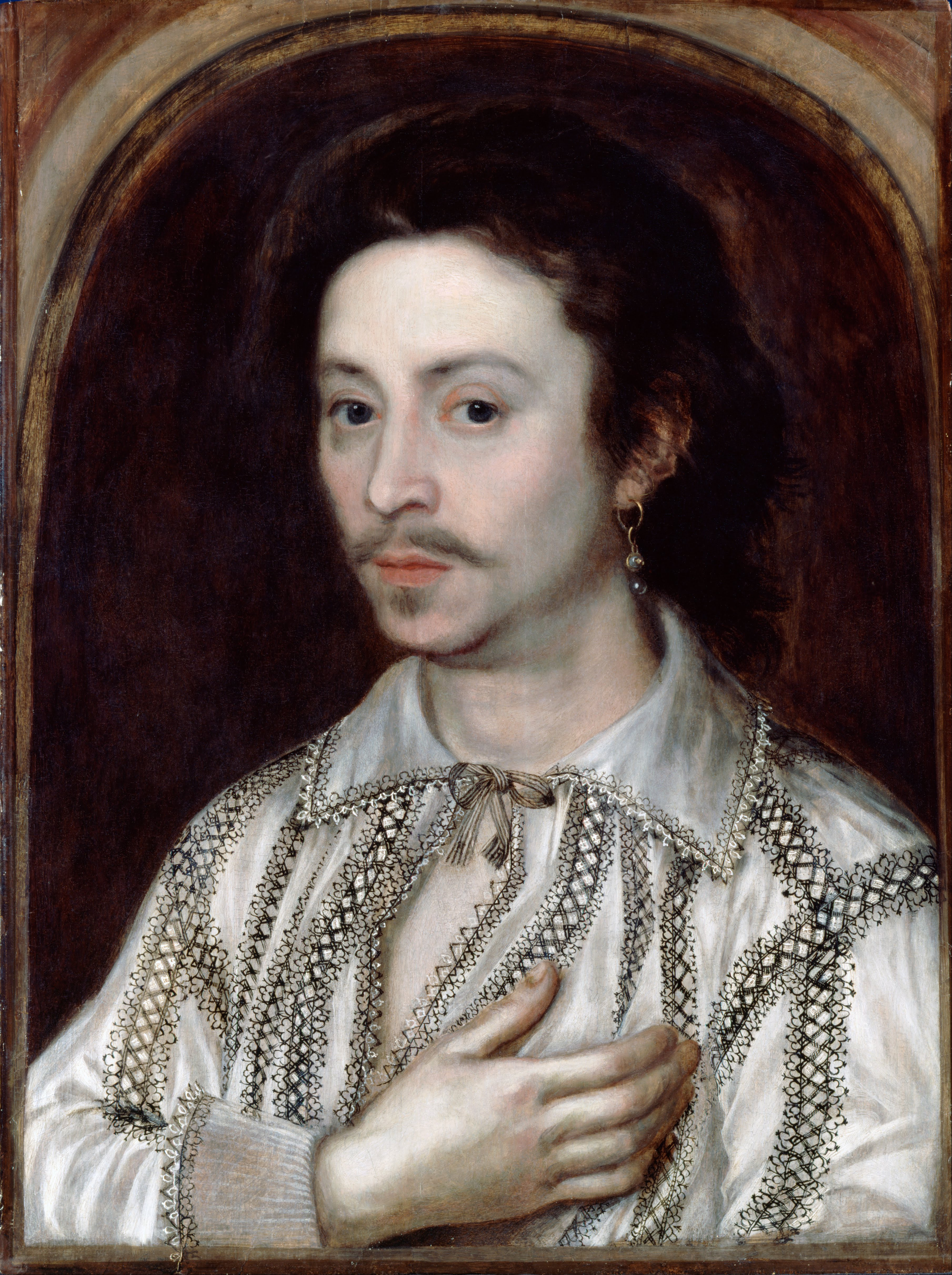
Актёр Натан Филд, работавший у Шекспира в вышитой чёрными нитями рубахе, портрет неизвестного художника ок. 1610-х гг., из собрания Далиджской картинной галереи

Мужская рубаха была туникообразного покроя, присборенная у ворота, в рукавах могли присутствовать ластовицы, воротник был небольшой. Мужские рубашки нередко оторачивались рюшем и кружевом, обладали высокими манжетами-обшлагами, на груди могло присутствовать жабо. С течением времени рукава рубахи всё более расширялись. Одним из самых частых материалов изготовления был лён, реже рубахи шили из шёлка. Рубаха проглядывала сквозь разрезы на надеваемую поверх одежду — дублет или колет.
Одним из немаловажных элементов костюма, как и мужского, так и женского, являлся ворот, поскольку был одним из немногих частей рубахи, выходивших наружу из-под многочисленных слоёв мужского костюма. Зачастую он был съёмным, пристяжным. Из предыдущего столетия был унаследован воротник из накрахмаленной и гофрированной (плоёной) ткани, носивший такие названия, как горгера, фреза или «мельничный жернов». Начиная с 1610—1620-х годов они выходят из моды, и на смену им приходят отложные воротники (также бывшие известные и в самом конце XVI века, но тогда ещё не получившие широкого распространения, как в описанный здесь период). У знатных людей зачастую они также могли украшаться кружевом, вороты попроще шились из белого льна небольшой плотности и не обладали декором. В Испании после законодательной отмены горгеры в моду вошла голилья — отложной ворот на стойке. Примерно такую же форму имел и ребато, отличавшийся от голильи зубчатыми краями и обильно украшавшийся кружевом. Ребато выйдет из моды после 1635 г., а голильи продержатся в Испании вплоть до конца столетия.
Подштанники по покрою мало отличались от верхних штанов. В Англии они назывались англ. breeches, хотя такой же термин применялся и к верхним штанам. Изготовлялись они из льна, могли украшаться кружевом, например, на отворотах штанах. По-видимому, подштанники были распространены далеко не повсеместно, главным образом среди дворян, и большинству мужчин приходилось надевать штаны прямо на голые ноги и рубаху, продетую под промежность.
На ногах носили чулки, как и вязаные, так и шитые. Несмотря на то, что вязальная машина была изобретена ещё в 1569 г., в рассматриваемый период чулки, вязаные на таких машинах, всё ещё не были широко распространены. Зимой для теплоты носили по несколько пар чулок (шёлковых у знати), могли существовать и чулки, подбитые мехом, изображённые, к примеру, на полотне голландского живописца Руланта Саверея 1604 г. «Мародёрство в деревне». С сапогами могли носить особый фасон чулок поверх обычных, верх которых, декорированный кружевом или вышивкой с фестонами, мог заходить за раструб голенищ (в Англии такую разновидность называли англ. boothose). Помимо этого, они несли и практически функцию, защищая тонкие вязаные чулки от износа. По другой версии, раструбы парадных сапог были изначально отделаны кружевом изнутри.
Ложась спать, мужчины надевали ночные рубашки, а на голову — ночные колпаки (оба предмета вошли в гардероб ещё в предыдущем, XVI-м веке). По покрою ночные рубашки мало отличались от денных, главным образом длиной: первые были, как правило, длиннее вторых. В Англии XVII столетия ночная рубашка была одним из самых изысканных предметов мужского гардероба, нередко украшавшаяся кружевами по вороту и рукавам и оборками на обшлагах. Бельё для сна было распространено среди знати и зажиточных буржуа, бедняки спали в дневных рубахах и подштанниках (при наличии).
Домашней одеждой были стёганые халаты-баньяны (в России подобный предмет одежды, появившийся после петровских реформ, стали называть шлафроками), во многом повторявшие фасоны азиатской халатообразной одежды: арабских, турецких, персидских, китайских халатов и японских кимоно. Помимо ваты, халаты могли подбиваться мехом. Подол их доходил до пят (хотя также мог доходить и до колена), часто рукава на уровне локтя могли обладать разрезом, в которые могли просовывать рукава, также рукава могли быть ложными. Буржуазия (например, в Нидерландах) также могла ходить в халатах не только дома, но и в лавке или мастерских. В Англии знатные господа и мужчины из среднего класса (особенно пожилые) могли носить халаты и на улице. Интересно, что в Англии находившиеся в трауре джентльмены могли носить ночные сорочки и колпаки чёрного цвета.

### Дублет, колет

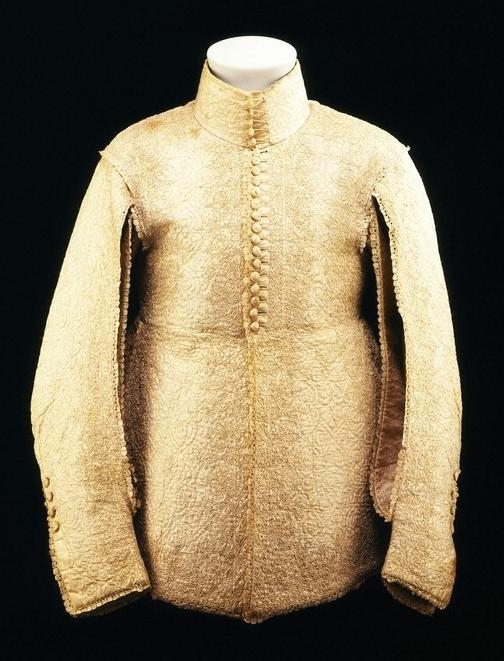
Дублет из расшитого льна (ок. 1635—1640 гг.), из собрания музея Виктории и Альберта

Основной одеждой служил дублет (фр. и англ. doublet, нем. Wams, швед. tröja) — короткая куртка, полукафтан распашного покроя, с баской, пришитой к талии и со стоячим воротником. Баска состояла из нескольких нескольких трапециевидных элементов (в зависимости от кроя и периода времени — от двух до шестнадцати), порой на её верху располагались гнёзда для шнура или лент, с помощью которых пристёгивались штаны. Декор дублета был разнообразным — обшивка галуном, тесьмой, пришитые ленты. В первой четверти XVII столетия покрой дублетов был аналогичен таковому в прошлом столетии: он плотно прилегал к телу, рукава были узкими, а подол — короткий. Постепенно рукава стали расширяться, а линия талии подниматься. В широких рукавах дублета начали делаться вертикальные прорези, позволявшие демонстрировать рубаху, и могшие обшиваться тесьмой. В районе плеча (между окатом рукава и проймой (к полочке)) дублеты могли украшаться набивными валиками или «крылышками», во второй половине 1620-х годов подобные «крылышки» могли быть как и выполненными из нескольких сегментов (например, десяти), так и цельными (при этом имитируя сегменты декором в виде тесьмы или галуна). Также рукава дублетов могли украшаться бантами из ленточек, розетками и эполетами. К 1640 году дублеты стали расширяться книзу, могли ниже талии носиться нараспашку, опять же, демонстрируя рубаху. Застёгивался дублет на ряд петель и пуговиц (деревянных, набивных и плетёных) или металлических крючков. 
Поверх дублета или же вместо него носили колет (фр. collet, англ. jerkin, швед. kyller), схожий по покрою с дублетом, но бывший без рукавов либо же с прорезями на рукавах. Благодаря этому колет не стеснял движения. Колет застёгивался сверху на несколько пуговиц и доходил до пояса, где его полы расходились, хотя в целом покрой колета во многом повторял покрой дублета, также, как и он, изменяясь с модными веяниями. Колеты были особо распространены среди военных, носивших кожаные безрукавные колеты. Шведские армейские колеты носились как и простыми солдатами, так и офицерами, и изготовлялись из лосиной кожи — толстой и эластичной. Офицерские колеты вышивались металлизированными нитями, украшались шёлковой тесьмой полосками бархата, или прошивкой нитью в несколько рядов по краям бортов.

### Штаны
В первые два десятилетия основным фасонов брюк были доминировавшие большую часть XVI века короткие шарообразные плундры (в частности, они могли доходить до середины бедра), однако с 1610-х годов они постепенно вытеснялись более длинными кюлотами-бриджами, известными ещё с самого конца XVI века, и окончательно закрепившихся в 1620-е годы. В Англии второй вид штанов был известен под названием англ. Venetian breeches (с англ. — «венецианские штаны»). Как и плундры, так и более поздние бриджи были широкими, присборенные к низу и в талии, но ближе к 1630-м годам штаны начинают кроиться более узкими. Штаны завязывались шнурками, пристёгиваясь к дублету с помощью специальных крючочков, обладали скошенным карманом спереди на правой штанине (по крайней мере, в Нидерландах и германских княжествах), гульфиком с прямым разрезом, застёгивавшимся на пуговицы (также на пуговицы мог застёгиваться и карман). В Швеции карманы штанов могли располагаться спереди, вертикально или по косой, а также вставляться в боковой шов и тоже застёгиваться на пуговицы. Внизу по бокам штанин присутствовали разрезы, завязывавшиеся на шнуры или застёгивавшиеся на пуговицы. Штаны спускались ниже колен и заправлялись в сапоги, парадные были короче и просторнее, выставляя на показ чулки. Украшали штаны лишь иногда, обшивая по краям и швам галунной тесьмой из металлических нитей.

### Верхняя одежда
Верхней одеждой служили плащи и накидки различных видов.
Неотъемлемой узнаваемой чертой эпохи, своеобразным мемом, стали форменные плащи французских королевских мушкетёров (голубого цвета с серебряным крестом) и гвардейцев кардинала Ришелье (красного цвета с серебряным крестом). Это было одно из немногих форменных различий военных формирований на то время, в войсках же по большей части униформы всё ещё не существовало.

### Причёски

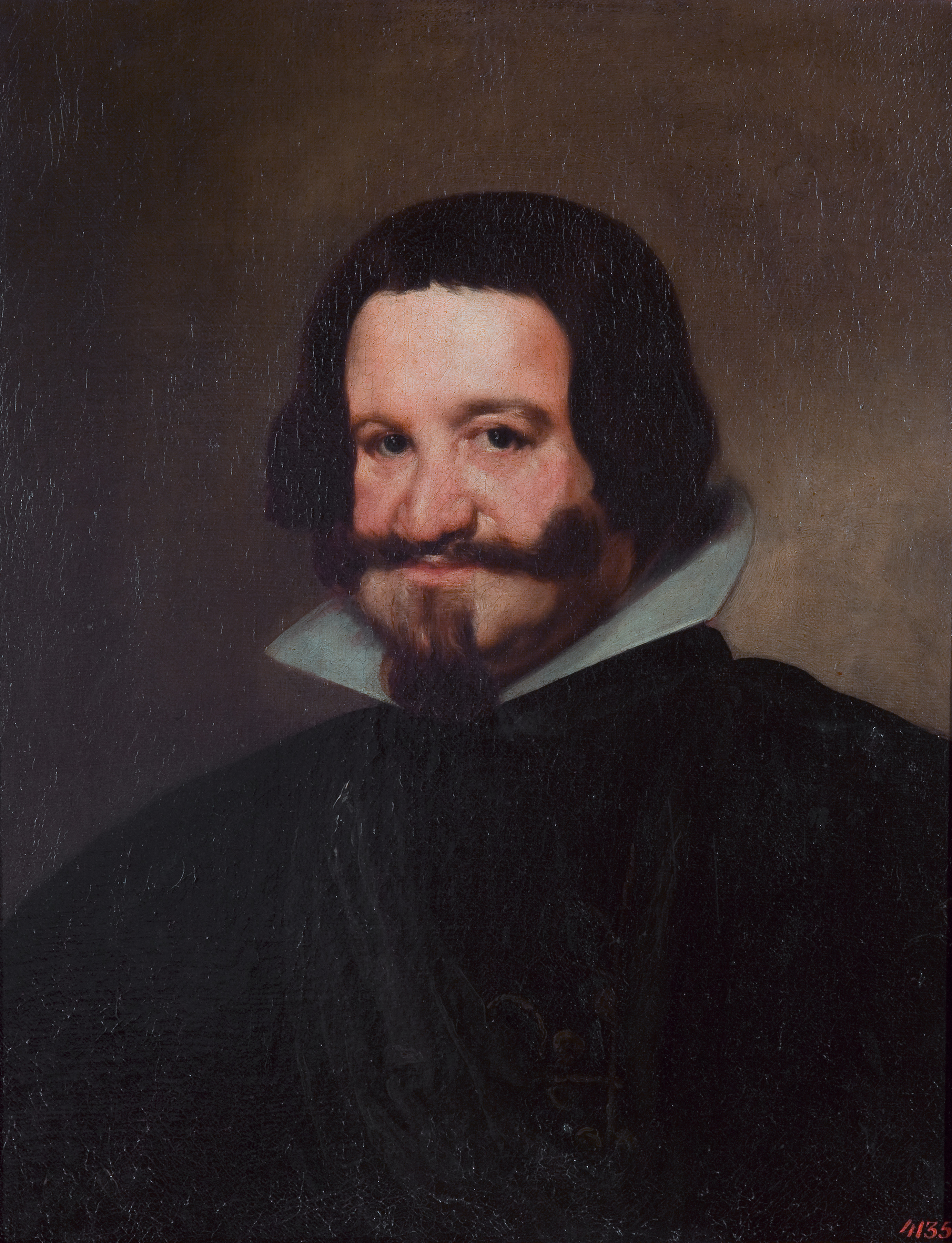
Портрет дона Гаспара де Гусмана, графа-герцога де Оливареса кисти Диего Веласкеса, из собрания Эрмитажа, 1638 г.

В первое десятилетие этого века мужчины ещё стригутся коротко, зачёсывая волосы назад, как и было заведено в XVI веке. Начиная с 1610-х годов, в моду входят удлинённые волосы, окончательно закрепившиеся к концу 1630-началу 1640-х годов. Кудри, расчёсывавшиеся на прямой пробор, отпускали до ушей и завивали, также волосы могли опускаться и до плеч. Некоторые модники, дабы показать привязанность к любимому человеку, завязывали из пряди волос косичку, закидывавшуюся на левое плечо. В Англии подобная коса получила название «лавлок». Простолюдины же стриглись попроще, чем знатные господа, привлекая к этому банщиков или цирюльников.
Как и в предыдущее, XVI-е столетие, мужчины носили на лице лихо закрученные усы и/или бородку-эспаньолку. Но со временем распространение растительности на лице всё более и более уменьшалось, и в 1650-е годы в моду выходит бритьё лица. К этому времени бороды носили лишь врачи и духовенство, да и то, в качестве профессионального признака.
Католическое духовенство в это время носит аналогичные причёски, что и миряне (за исключением монахов, всё ещё подстригающих тонзуру). Однако протестантское духовенство в это время (и вплоть до конца XVII века) стрижётся под горшок.
Что характерно, несмотря на существовавший престиж ремесла цирюльников (брадобреев), профессии парикмахера как таковой не существовало.

### Обувь
Как и в XVI веке, одним из самых распространённых видов обуви были туфли. В первой четверти XVII века каблук мужских туфель был невысокий. Язычки застёгивались на пряжки, которые также могли украшаться бантами или помпонами. Очень богатые люди могли украшать пряжки туфлей бриллиантами. В туфлях было положено появляться на балу.
Начиная с 1620-х годов, набирают популярность высокие сапоги-ботфорты в качестве уличной обуви. Данная обувь первоначально использовалась в войсках (конкретно в кавалерии), и в, частности, во Франции, популярность сначала при дворе, а затем по всей стране обрели не в последнюю очередь благодаря Людовику XIII, значительную часть жизни проведшему на полях брани, и, как уже было описано выше, старавшемуся одеваться максимально практично. Также они были довольно удобными для верховой езды. Каблуки сапог были высокими, шпоры — одно из неотъемлемых сапожных украшений могли не снимать даже при королевском дворе. Сапоги обладали отворотами и накладками в области подъёма в виде кожаных язычков или перемычек, к голенищу пришивались раструбы — пришивные клапаны, закрывавшие колено. Раструбы парадных сапог раскрывались подобно вазам, к 1650-м годам сапоги стали кроиться очень широкими.
В качестве домашней обуви использовались войлочные туфли-тапочки.

### Головные уборы

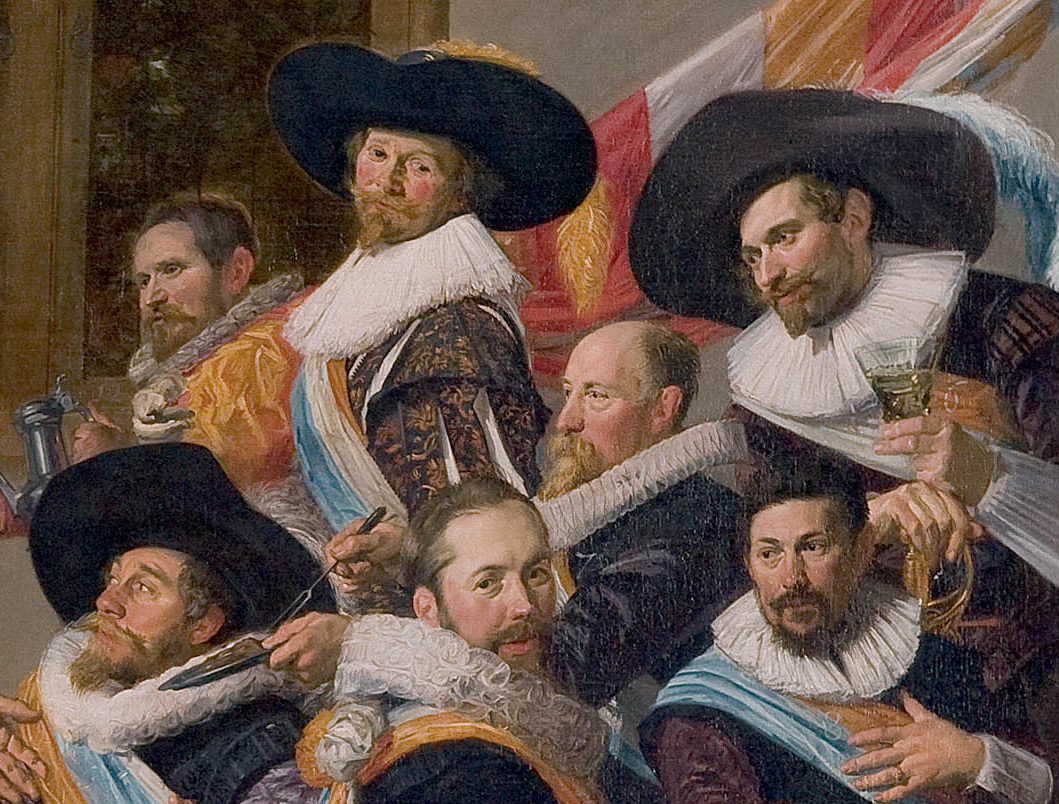
Фрагмент полотна «Банкет офицеров стрелковой роты св. Адриана» Франса Халса (ок. 1627 г., собрание музея Франса Халса), обратите внимание на шляпы

Основным мужским головным убором была фетровая шляпа, украшавшаяся лентами, шнурами и тесьмами из золотых или серебряных нитей, шедшими вокруг тульи, и привязывавшимися к ним перьями, чаще всего страусиными, и которые могли в том числе и окрашиваться в разные цвета. Существовало большое количество разных фасонов, отличавшихся размерами и гибкостью полей, формой и высотой тульи. Вплоть до ориентировочно 1620 года в моде был капотен — узкополая шляпа с высокой цилиндрической тульей. По другой версии, капотены и схожие по фасону шляпы с круглым верхом активно употреблялись до последней четверти XVII века, окончательно выйдя из употребления в 1690-х годах. В Нидерландах в 1600-е годы капотены обладали конической тульей и с широкими, загнутыми наверх мягкими полями. В 1620-е появился новый фасон — с жёсткой тульей и узкими полями.
В начале этого столетия набирают популярность широкополые шляпы. Как и в случае с сапогами, в цивильный гардероб эти шляпы пришли из военной формы. В войсках того времени шляпы изготавливались из войлока (поярка или фетра). Также шляпы изготовлялись из бархата и меха бобра. Однако в строю широкополые шляпы были относительно неудобны, поэтому края зачастую могли подгибаться в тулье. В частности, в середине XVII века стали загибать три конца шляпы, в результате чего появился новый фасон шляпы — треуголка, не терявший популярность оставшуюся часть этого века и практически весь XVIII век (до тех пор, пока не был вытеснен двууголкой).
Ночные колпаки, нёсшие скорее практическую функцию (согревали голову, что было важно в то время, без центрального домашнего отопления; и, кроме того, предотвращали от вшей) представляли собой невысокие шапки с округлым верхом, загнутыми вверх полями и порой кисточкой или помпоном на конце. Часто они могли украшаться вышивкой. В неформальной обстановке их могли носить и днём (а ремесленники и буржуа могли носить их, а также схожие по форме шапки, и на улице). В Англии немногие бедняки, могшие позволить ночные колпаки, довольствовались вязаными.
Английские моряки носили в качестве головных уборов вязаные «монмутские шапки», названные по одноимённому городу, где был развит промысел их изготовления. Были известны вязаные шапки и за пределами Англии: так, они были обнаружены и на печально известном шведском галеоне «Ваза», затонувшем в 1628 году сразу же при первом отплытии из стокгольмской гавани.
В начале 1630-х годов у военных в моду входят суконные шапки с пришитым козырьком, предшественники современных картузов.

### Аксессуары
Довольно популярным аксессуаром в мужском костюме были перчатки. Они могли изготовляться из кожи (как правило, ягнячьей или козьей) и ткани (в том числе могли вязаться из шёлковых или шерстяных нитей). Знатные могли себе позволить перчатки, украшенные вышивкой, жемчугом и драгоценными камнями. Также были известны и вязаные и кожаные рукавицы, по-видимому, распространённые в качестве рабочего предмета одежды у незнатных людей.
Также среди знати популярным украшением был широкий шарф-перевязь с бантом, изготовлявшийся из шёлка, украшавшийся кружевом по краям и носившийся через плечо. Также шарф был одним из элементов офицерского обмундирования, и поскольку офицерство в данный исторический период (и позднее) комплектовалось из дворян, то расцветка шарфа могла быть аналогичной гербовым цветам владельца.
Для хранения мелких вещей мужчины носили на поясе небольшие кошельки.
Уже в это время были известны карманные часы, носившиеся мужчинами в особом кармашке.

### Галерея

1600—1620-е гг.
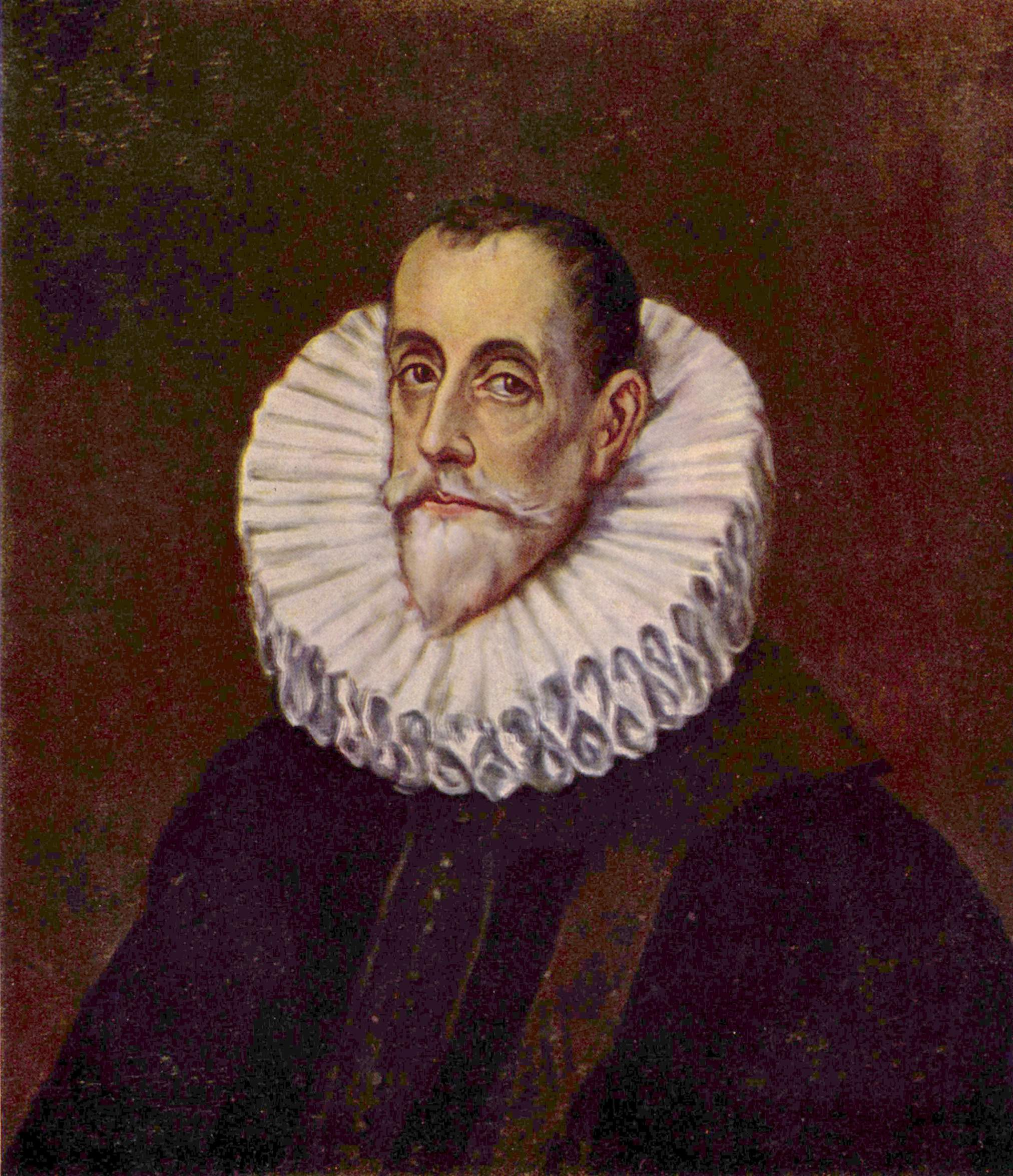
Портрет дона Родриго Васкеса кисти Эль Греко, 1600-1610-е гг. Из собрания Пушкинского музея
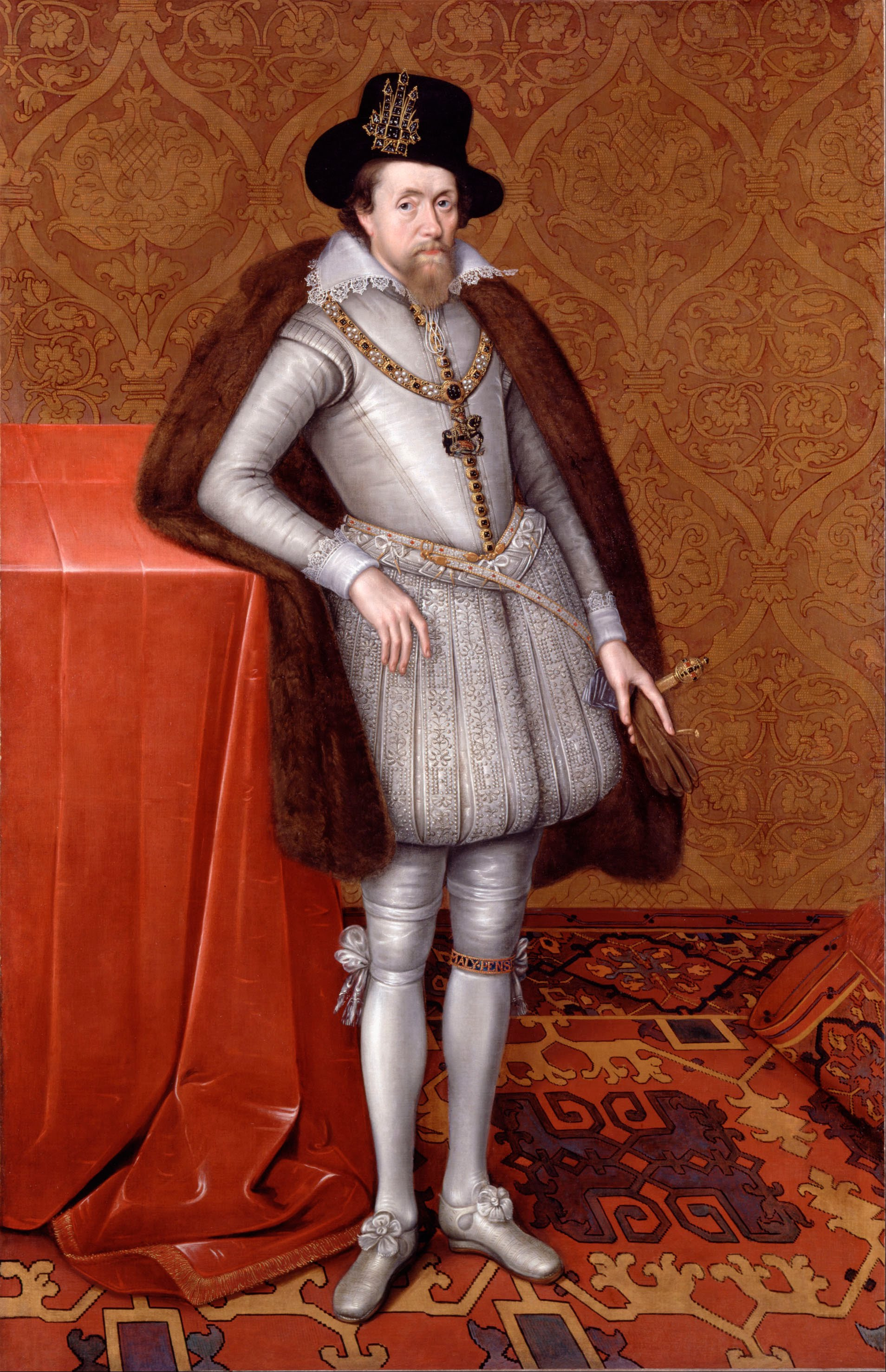
Английский король Иаков I (он же король Шотландии Иаков VI), портрет кисти Джона де Крица, ок. 1606 г. Из собрания Далиджской галереи
Коронационный костюм шведского короля Густава II Адольфа, 1617 г., из собрания Ливрусткаммарена (Стокгольм). Дублет и плундры изготовлены из белого атласа, обильно вышиты
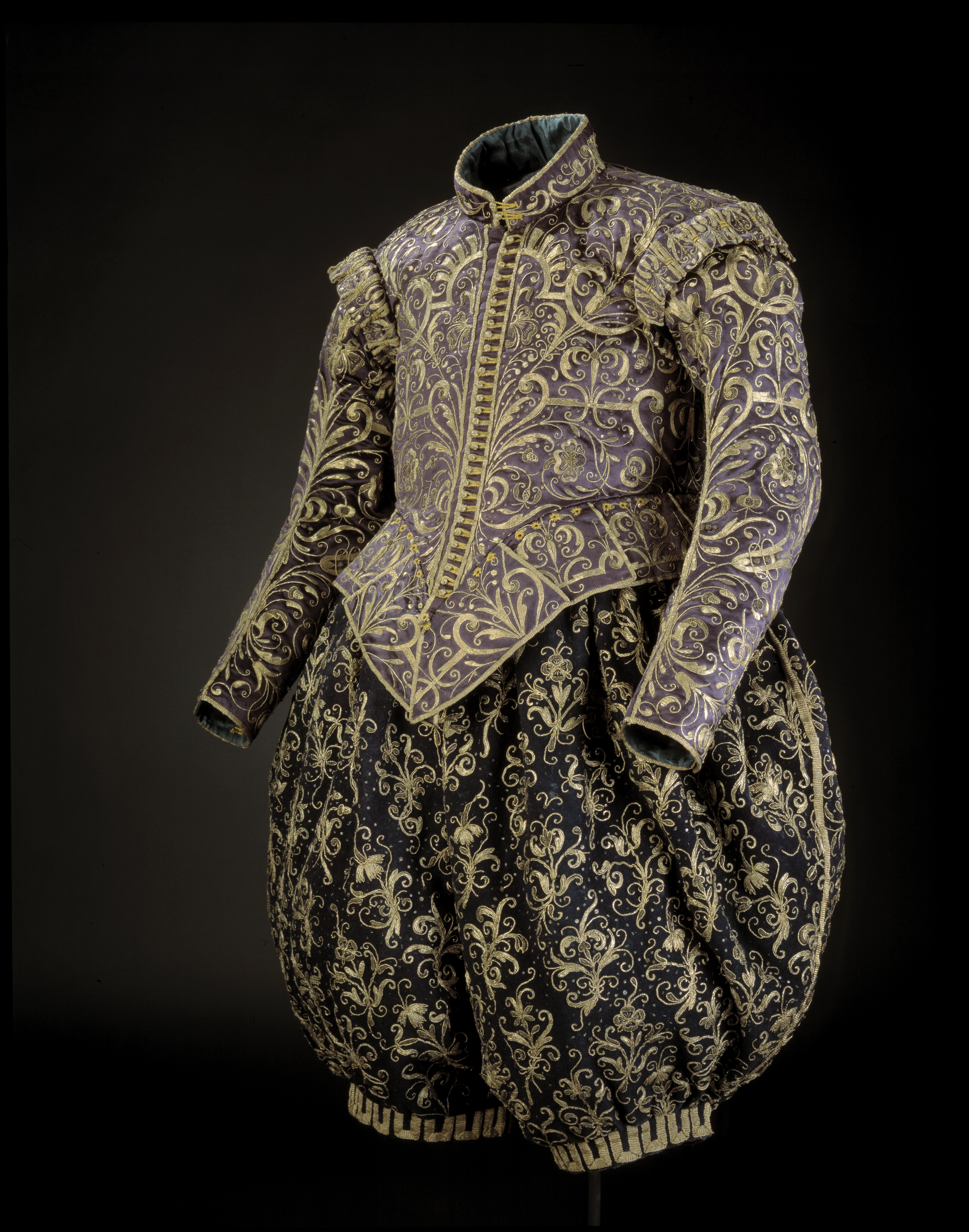
Наряд Густава II Адольфа с его свадьбы с Марией Элеонорой, 1620 г. Из собрания Ливрусткаммарена
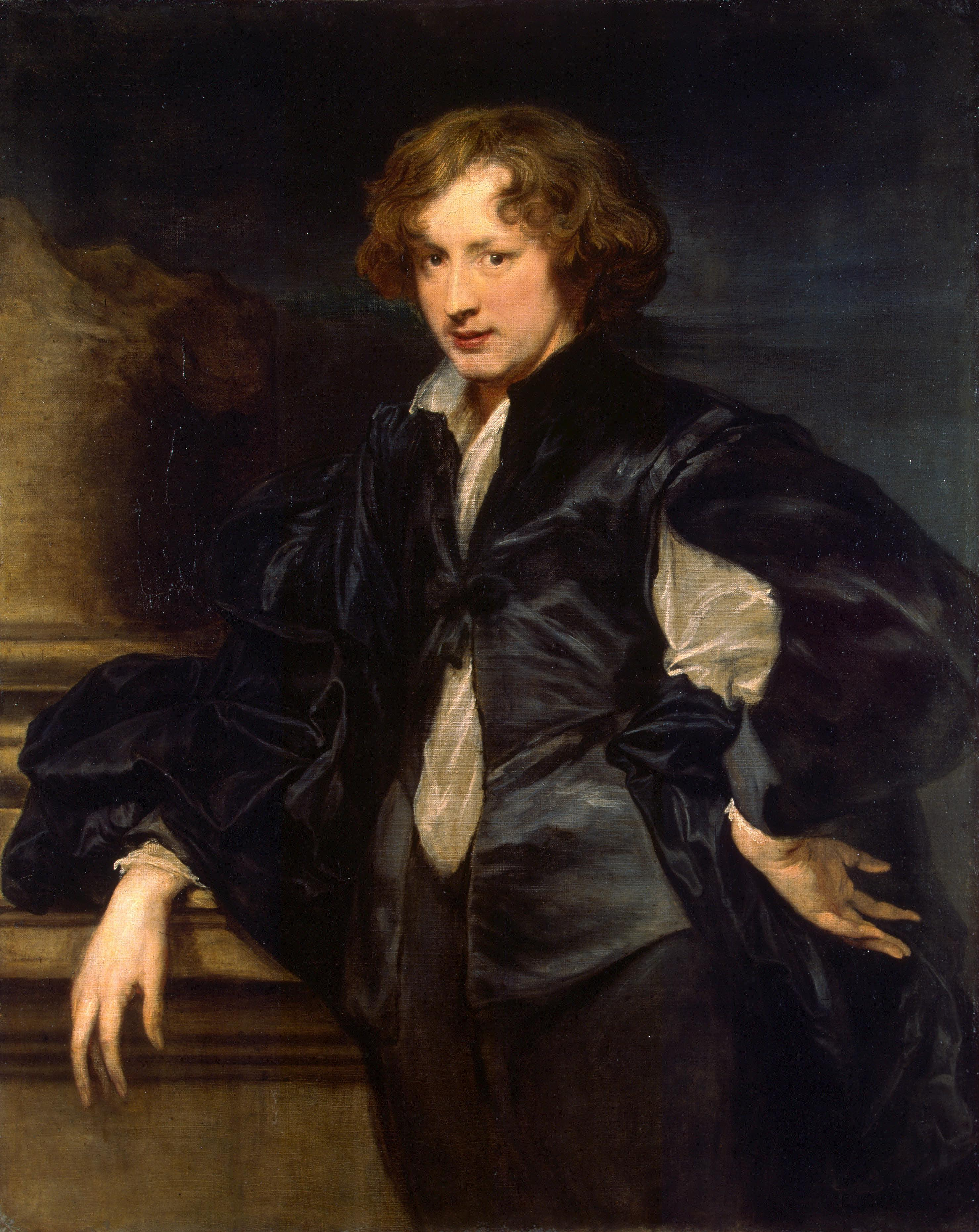
Автопортрет Антониса ван Дейка, 1622 г., из собрания Эрмитажа
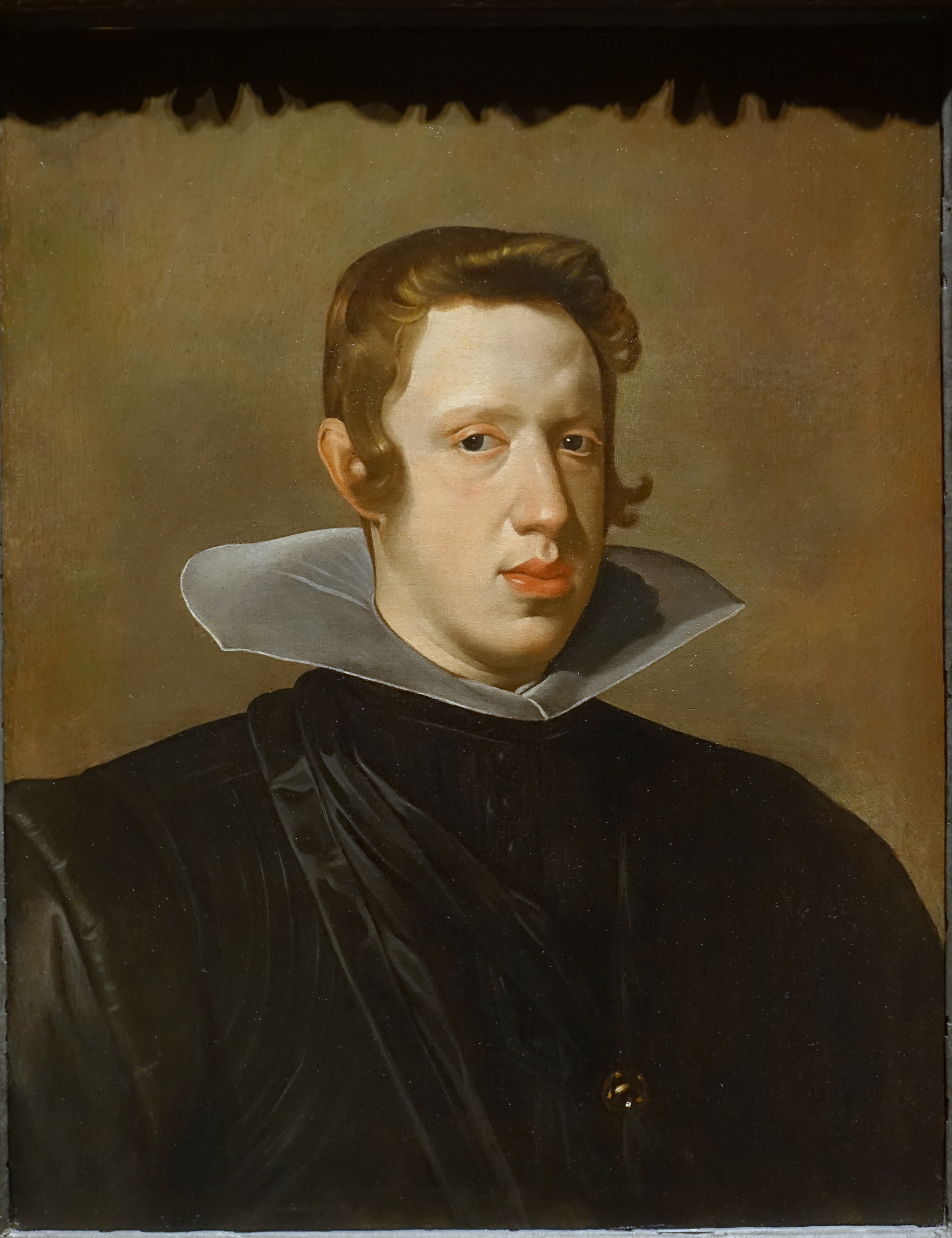
Портрет испанского короля Филиппа IV, 1623 г.
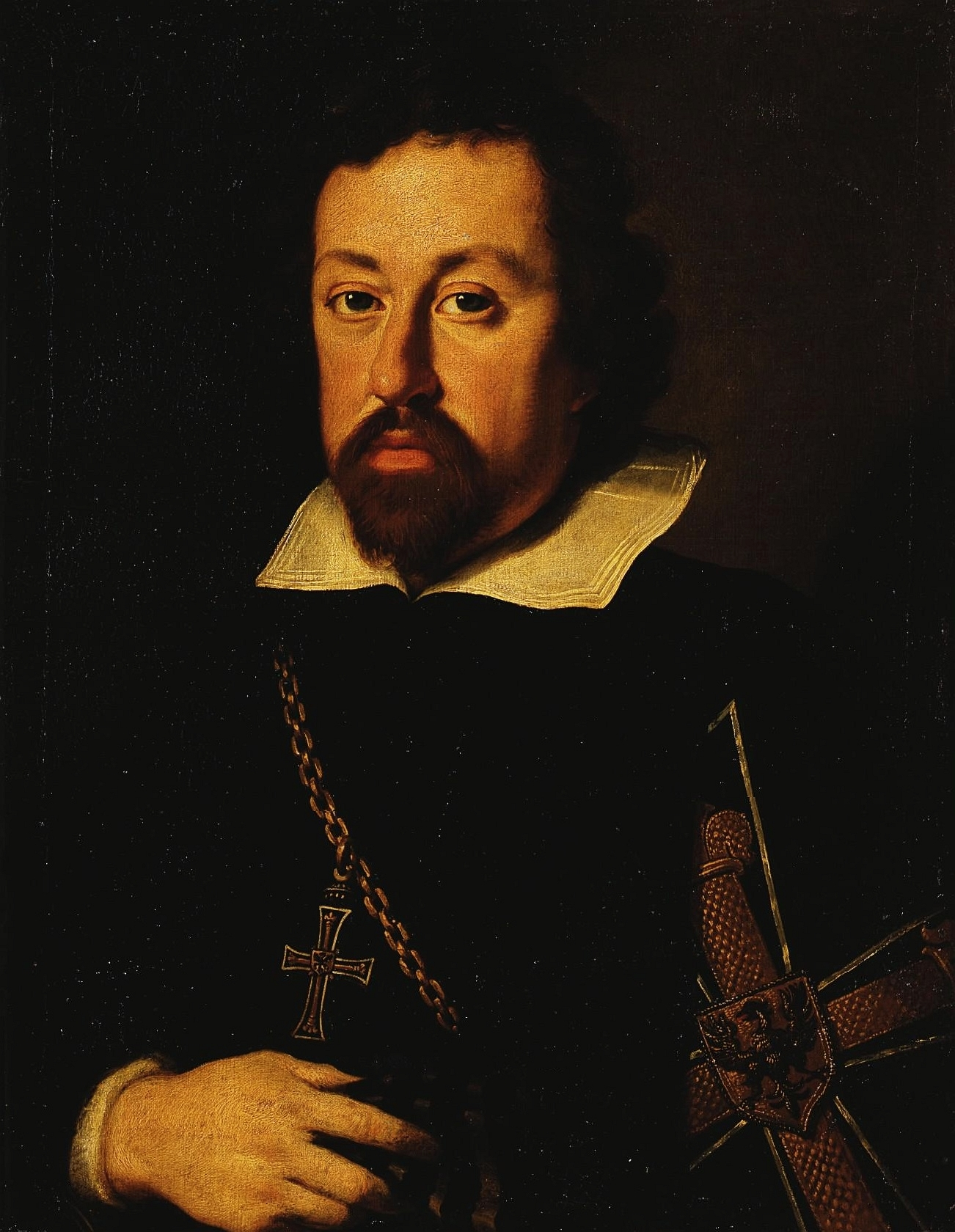
Портрет эрцгерцога Австрийского Карла кисти Юстуса Сустерманса, 1624 г.
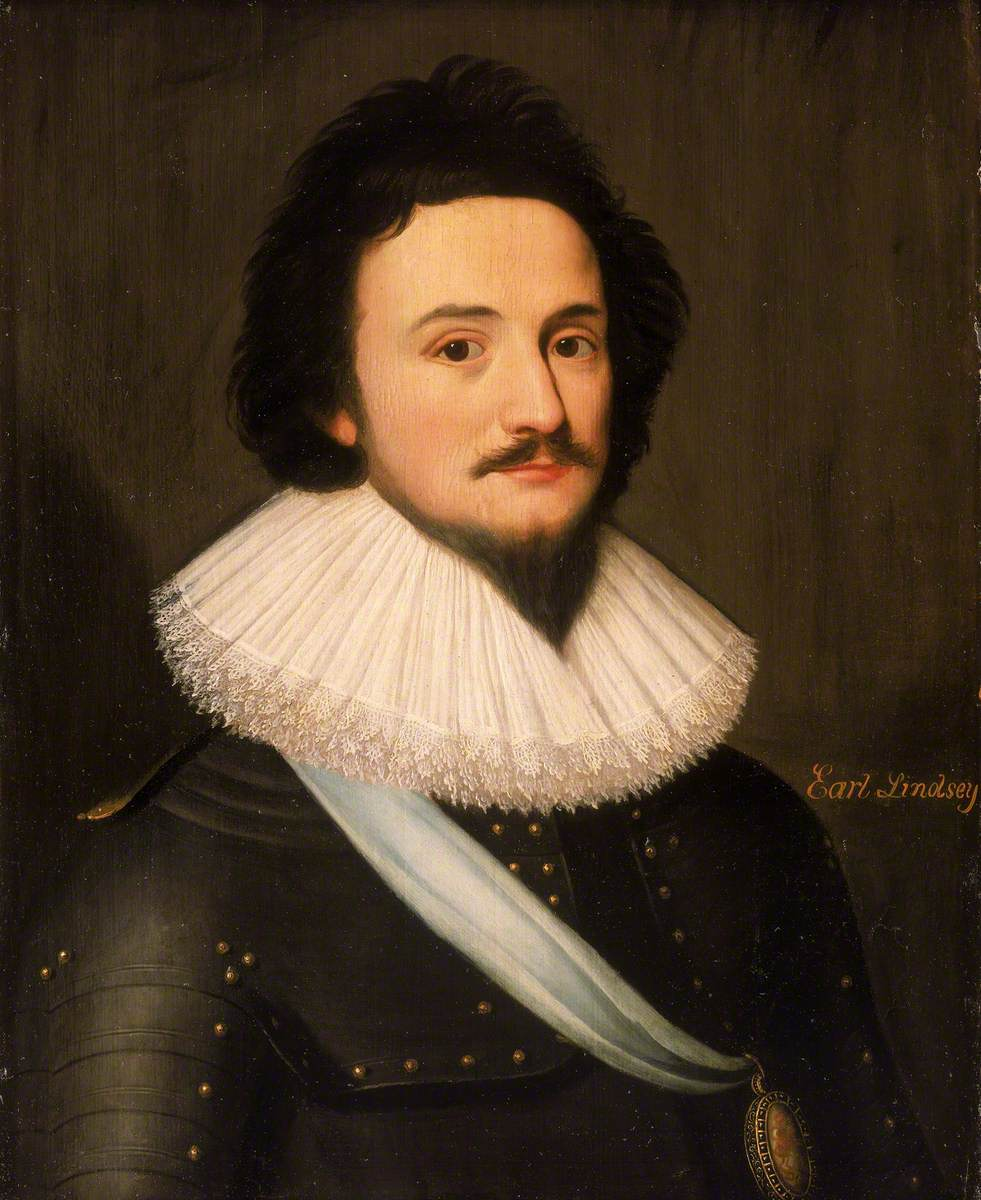
Портрет пфальцского курфюрста Фридриха V, неизвестный художник, ок. 1624 г. Из собрания национального морского музея в Гринвиче (Лондон, Великобритания)
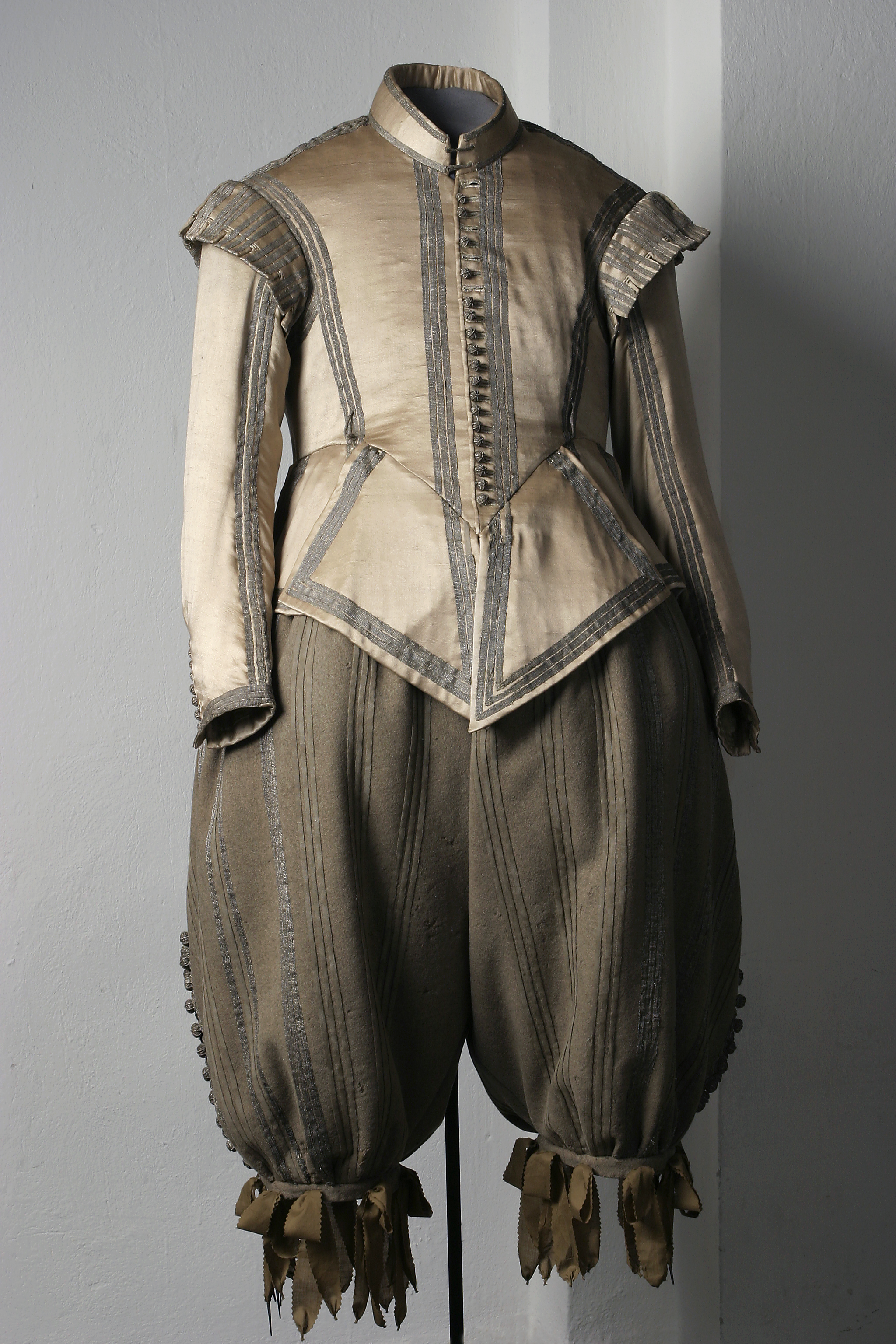
Военный костюм (атласный колет и шерстяные штаны) Густава II Адольфа, в которой командовал шведскими войсками в битве при Клайнвердере во время второй польской кампании, 1627 г. Из собрания Ливрусткаммарена
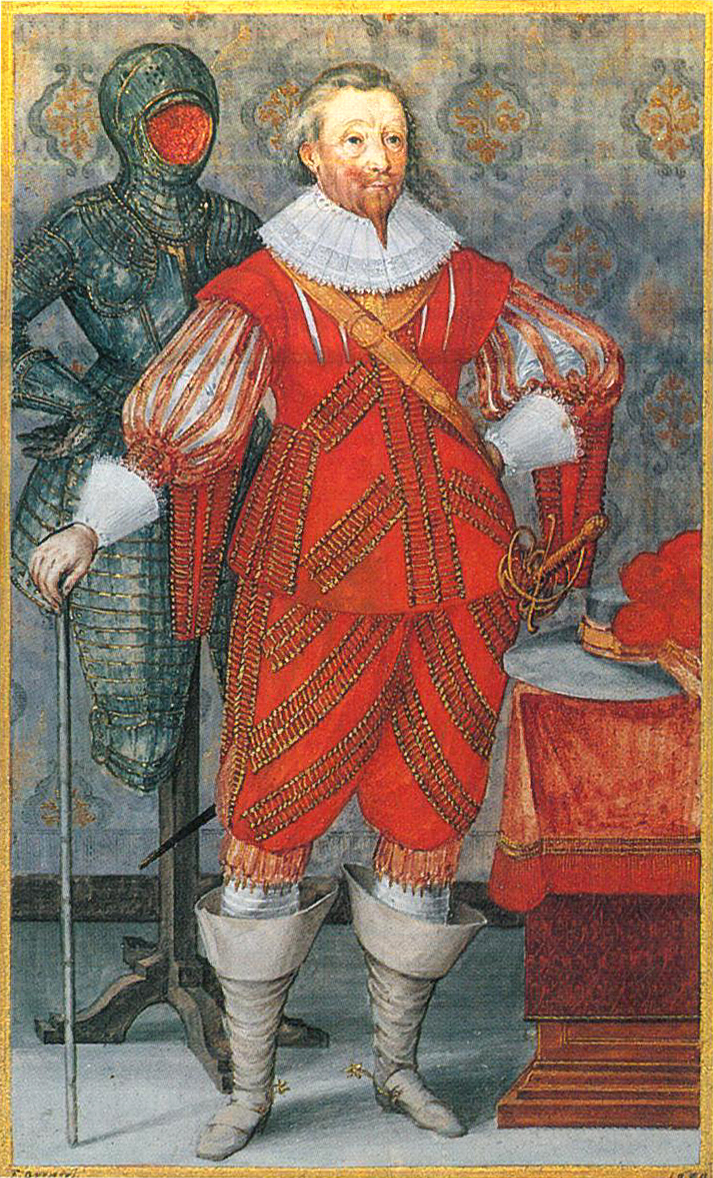
Портрет графа Фридриха Сольмс-Редельхеймского, 1629 г., из собрания Кунстхалле (Карлсруэ, Германия)

1630—1650-е гг.
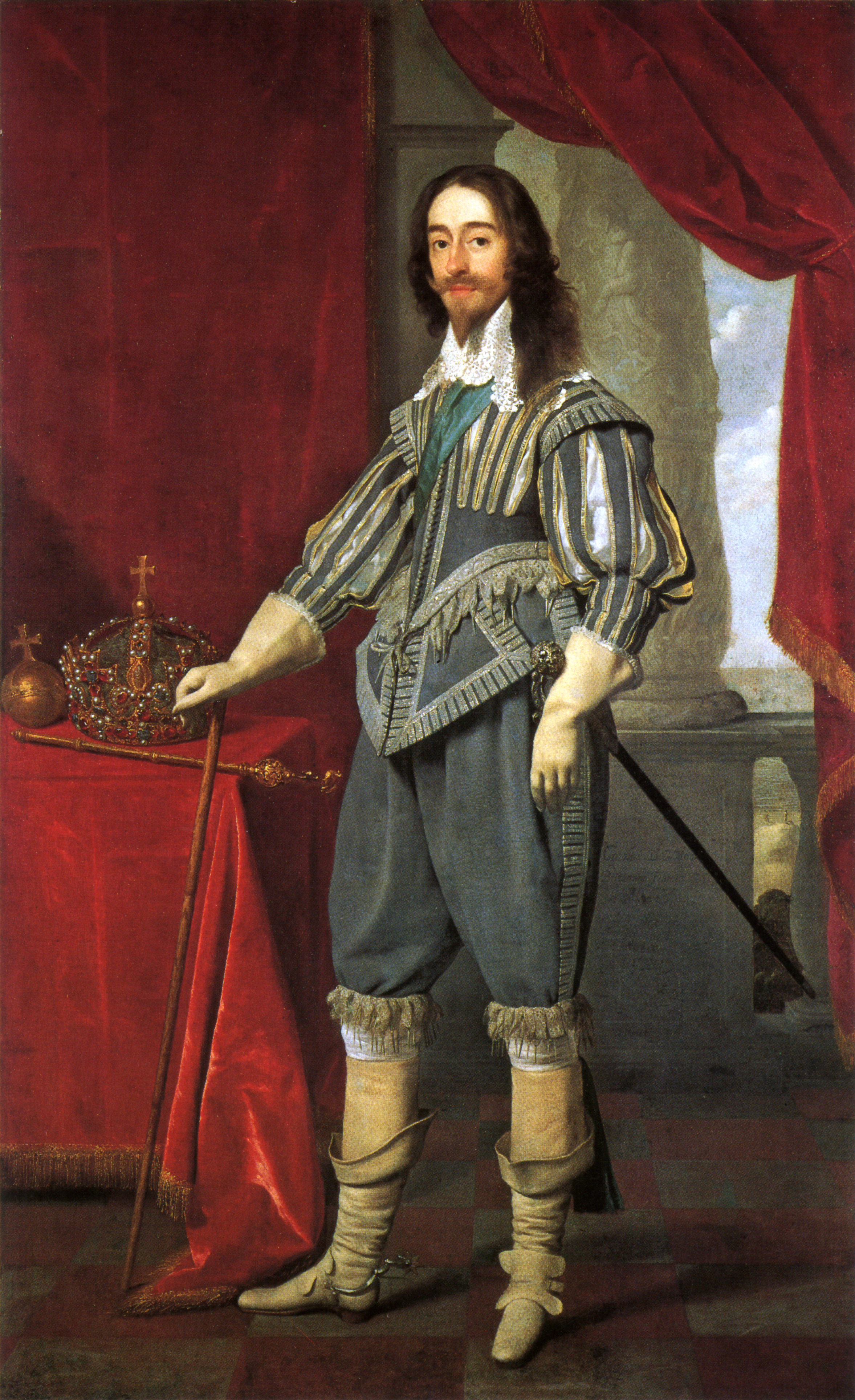
Портрет английского короля Карла I кисти Даниэля Мейтенса, 1631 г., из собрания лондонской Национальной портретной галереи.
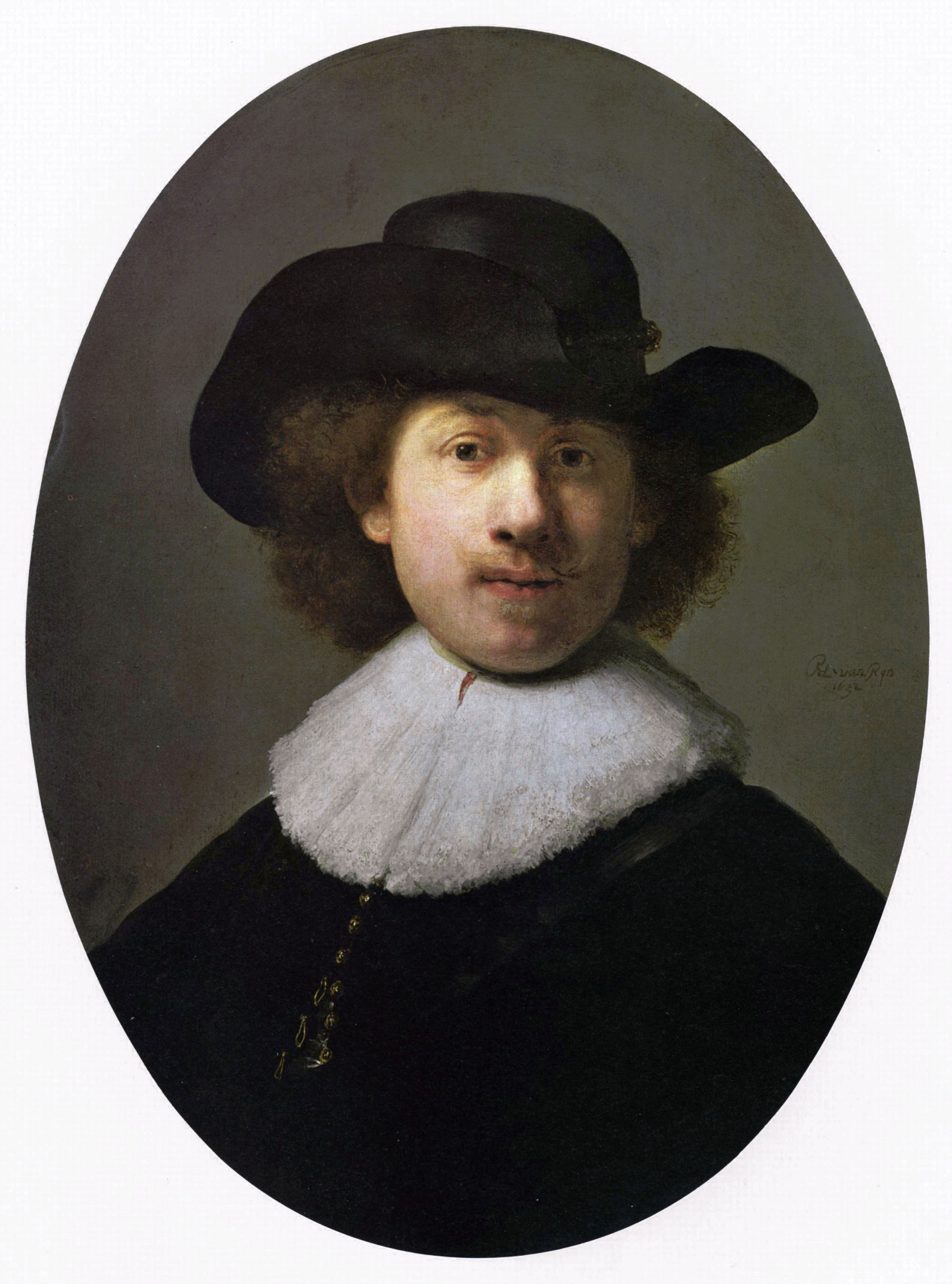
Автопортрет Рембрандта 1632 г.
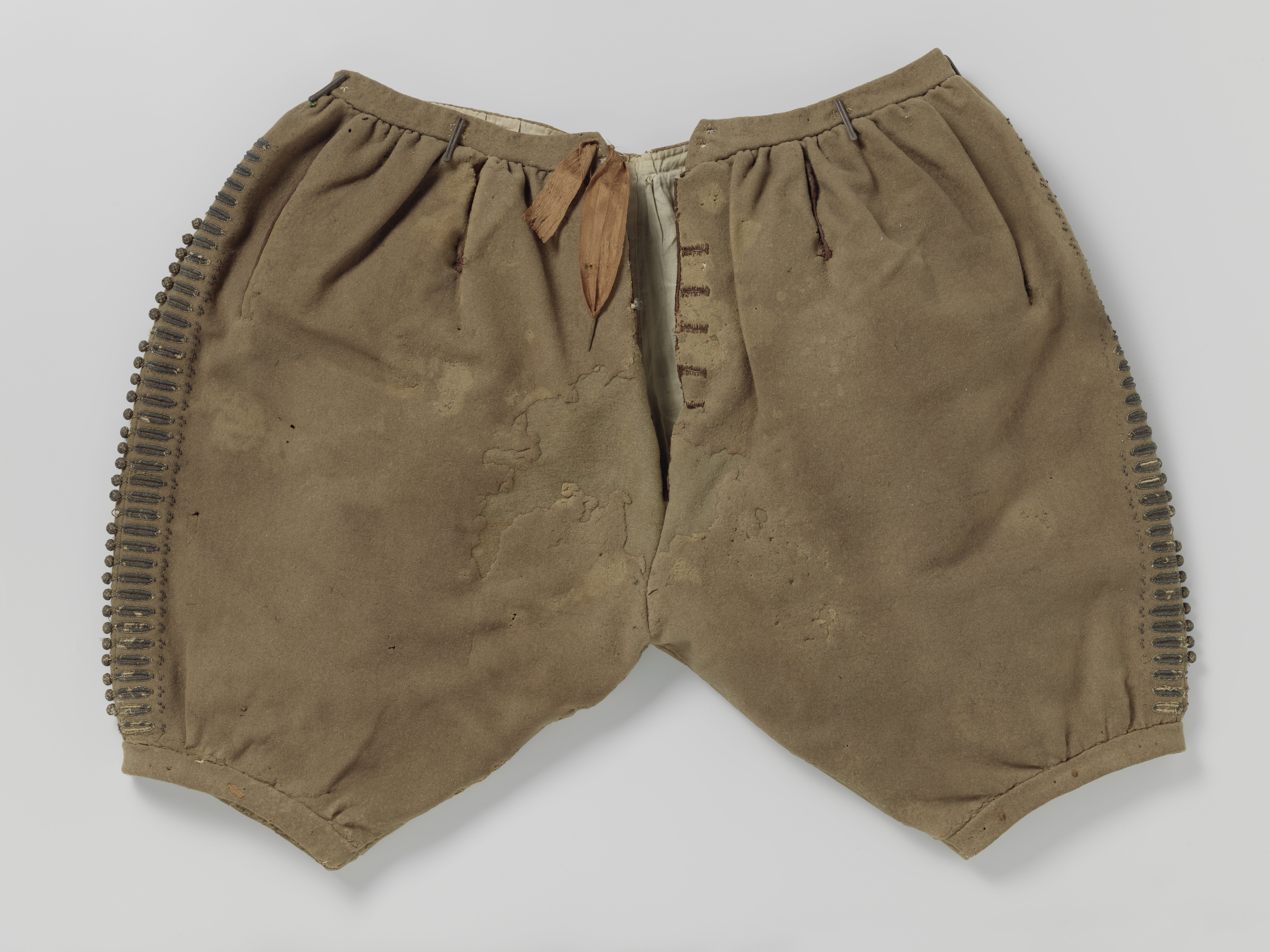
Бриджи (из шерстяного штофа) Эрнста-Казимира, графа Нассау-Дицского, в которых он был на сражении при Рурмонде (1632 г.), из собрания Рейксмюсеума
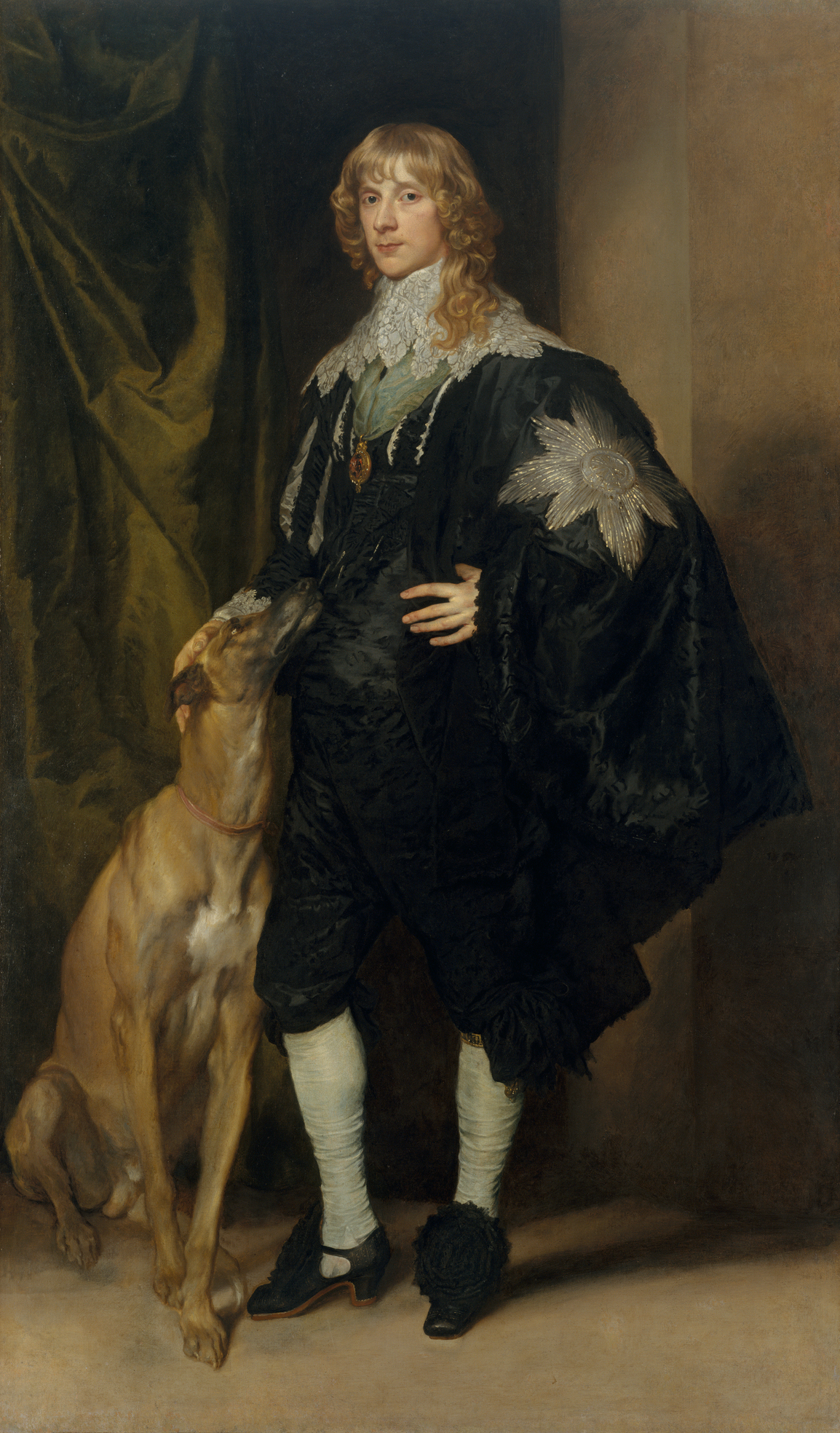
Портрет Джеймса Стюарта кисти ван Дейка
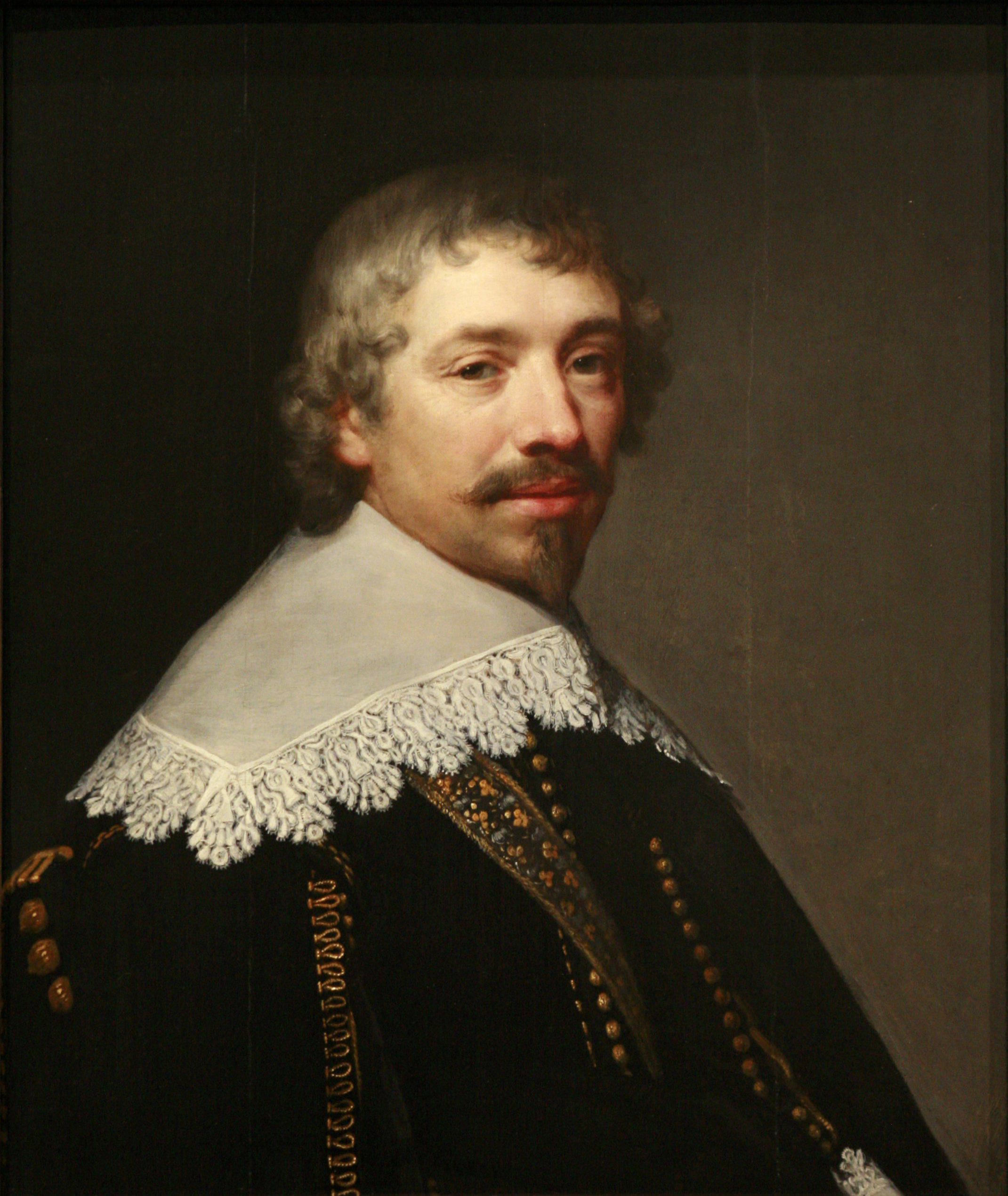
Портрет неизвестного кисти Яна ван Равенстейна, 1636 г. Из собрания страсбургского музея изобразительных искусств.
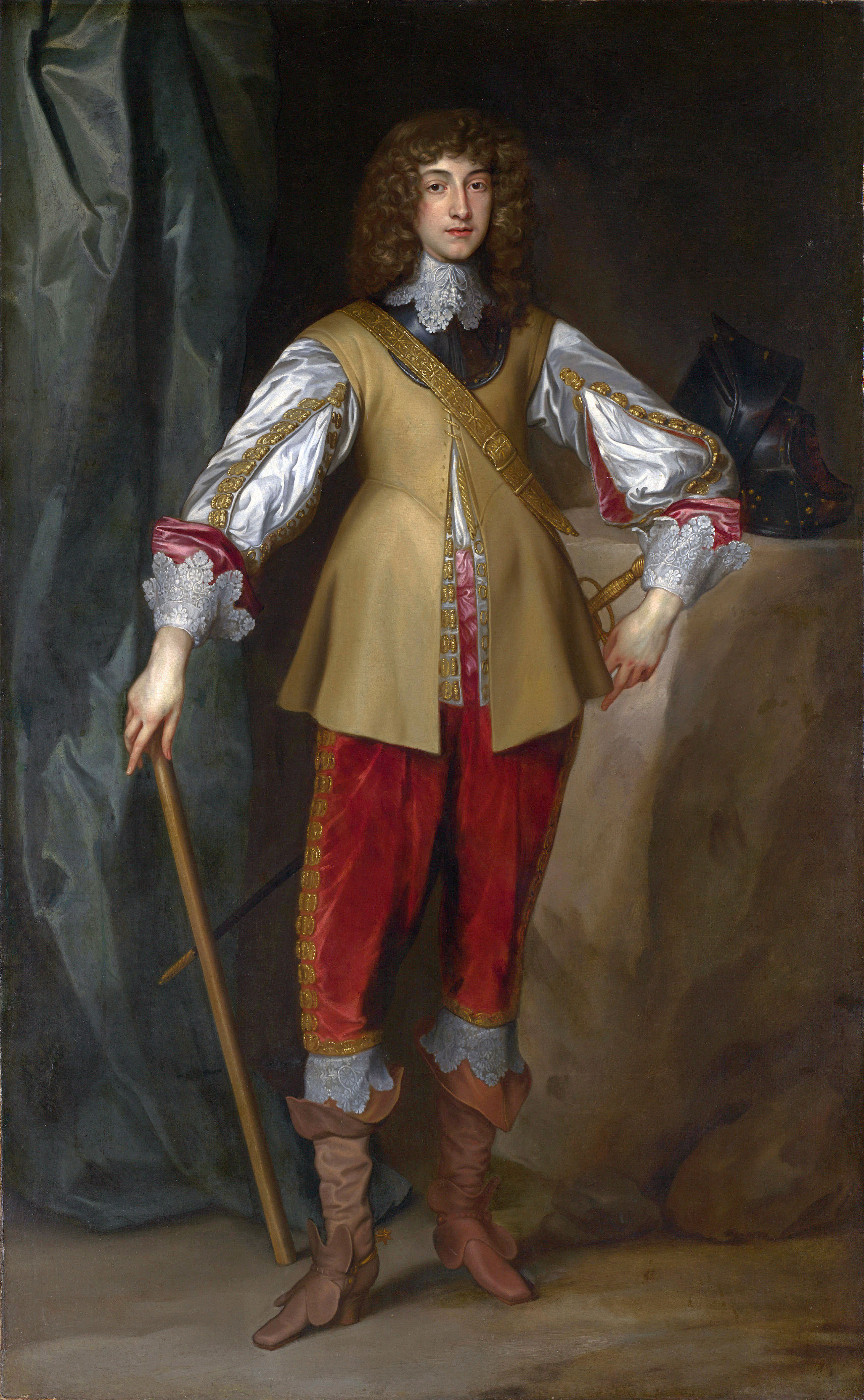
Рупрехт Пфальцский в кожаном колете, портрет кисти ван Дейка, 1637 г. Из собрания лондонской национальной галереи
«Ночной дозор» Рембрандта, 1642 г. Из собрания Рейксмюсеума.
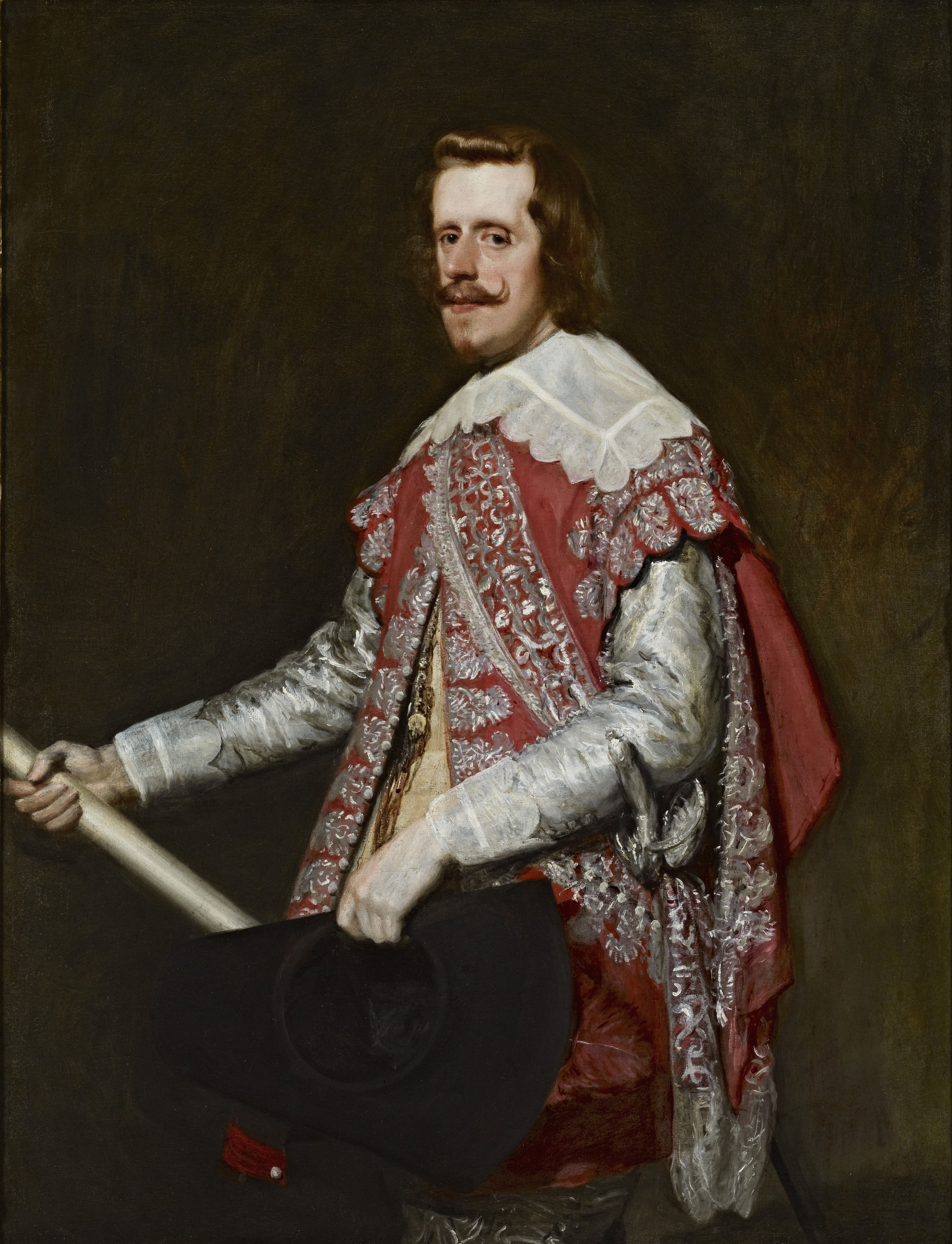
Портрет Филиппа IV в военном костюме кисти Веласкеса, 1644 г. Коллекция Фрика (Нью-Йорк)
Наряд пфальцграфа Пфальц-Клебургского (будущего шведского короля) Карла X Густава: дублет из серебряной парчи и плащ-казак и штаны из красной ткани, около 1647 г. Из собрания Ливрусткаммарена
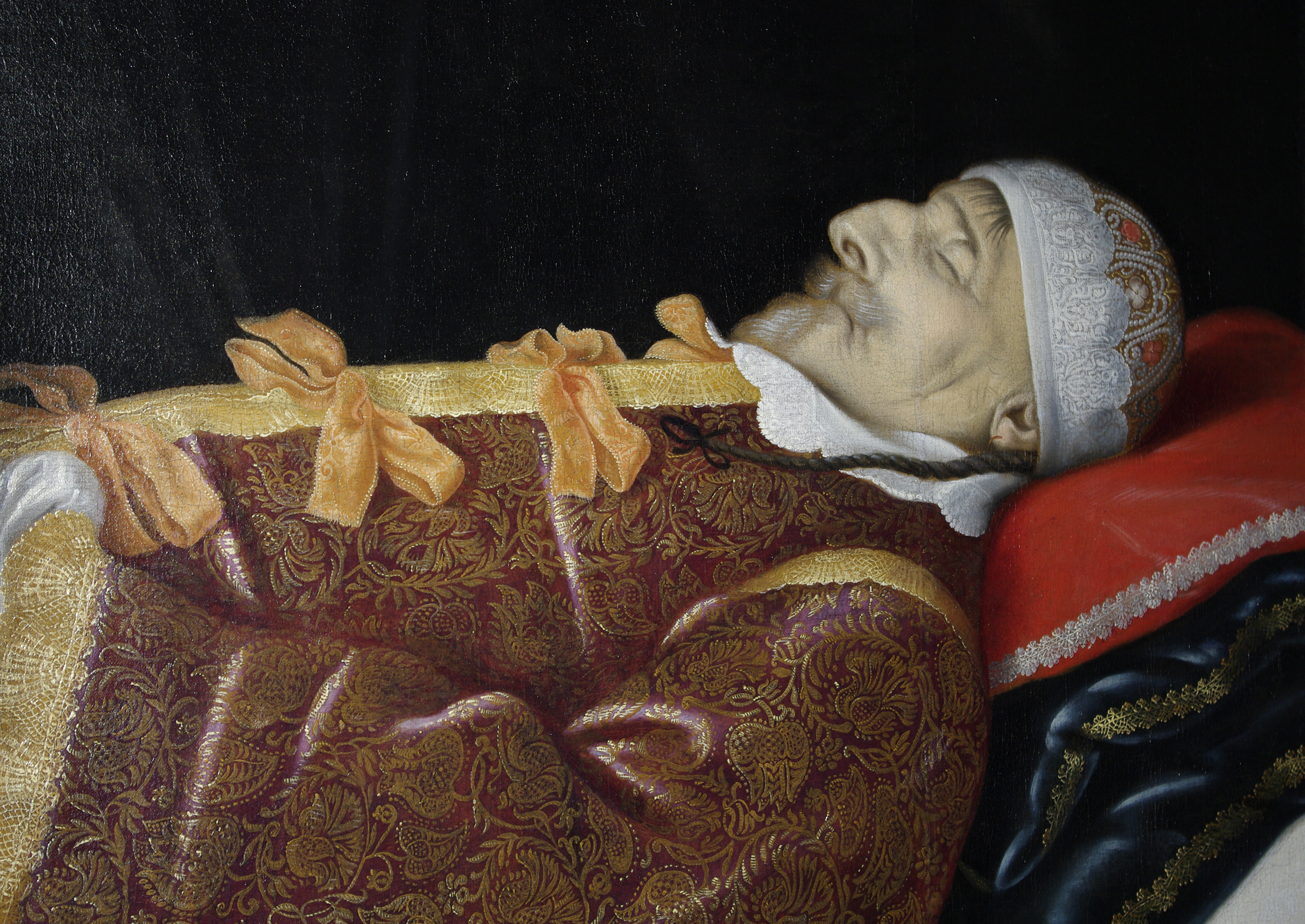
Фрагмент посмертного портрета датского короля Кристиана IV, 1648 г. На голове усопшего — ночной колпак.
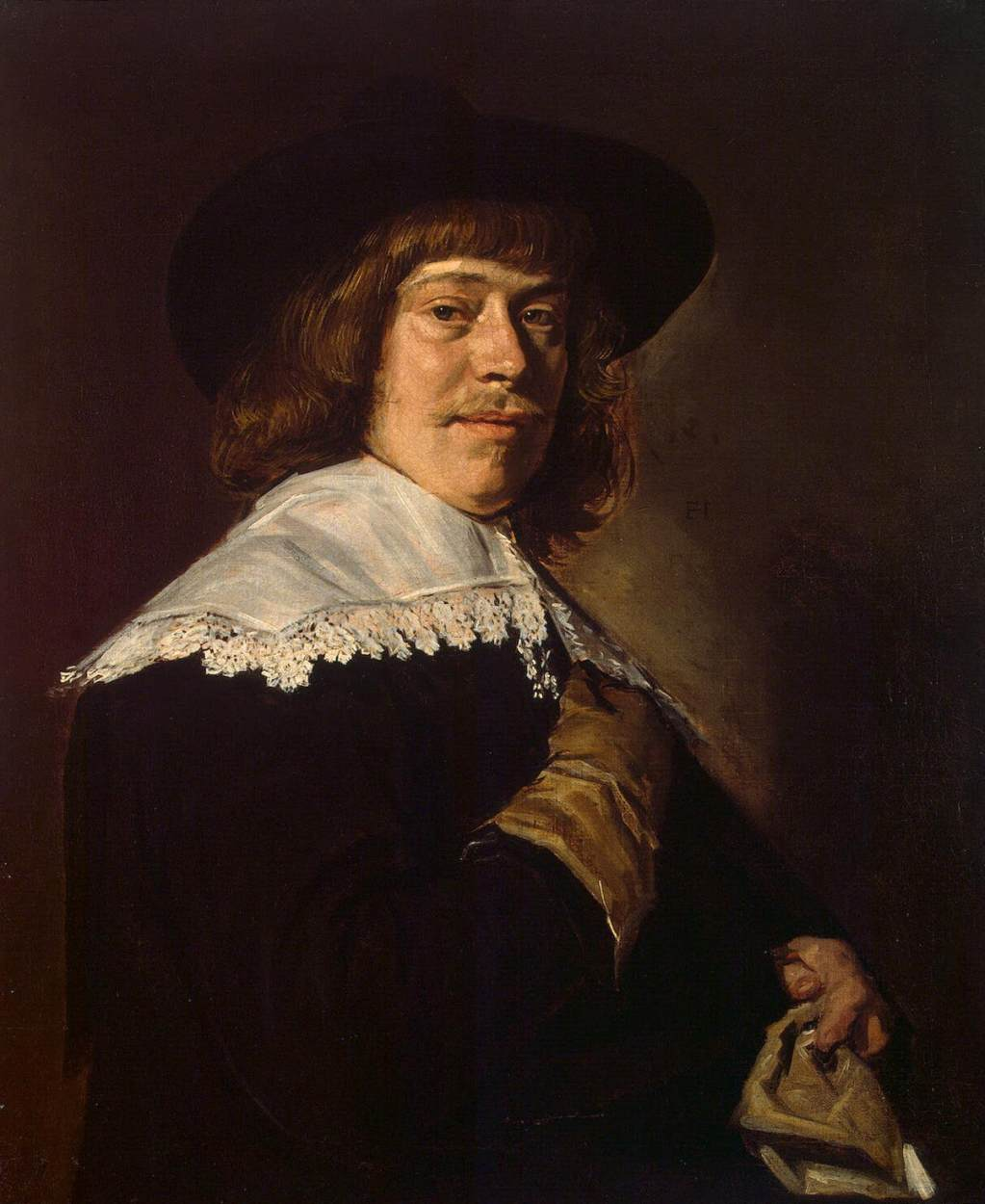
Портрет молодого человека с перчаткой в руке, картина Франса Халса, 1650 г. Из собрания Эрмитажа
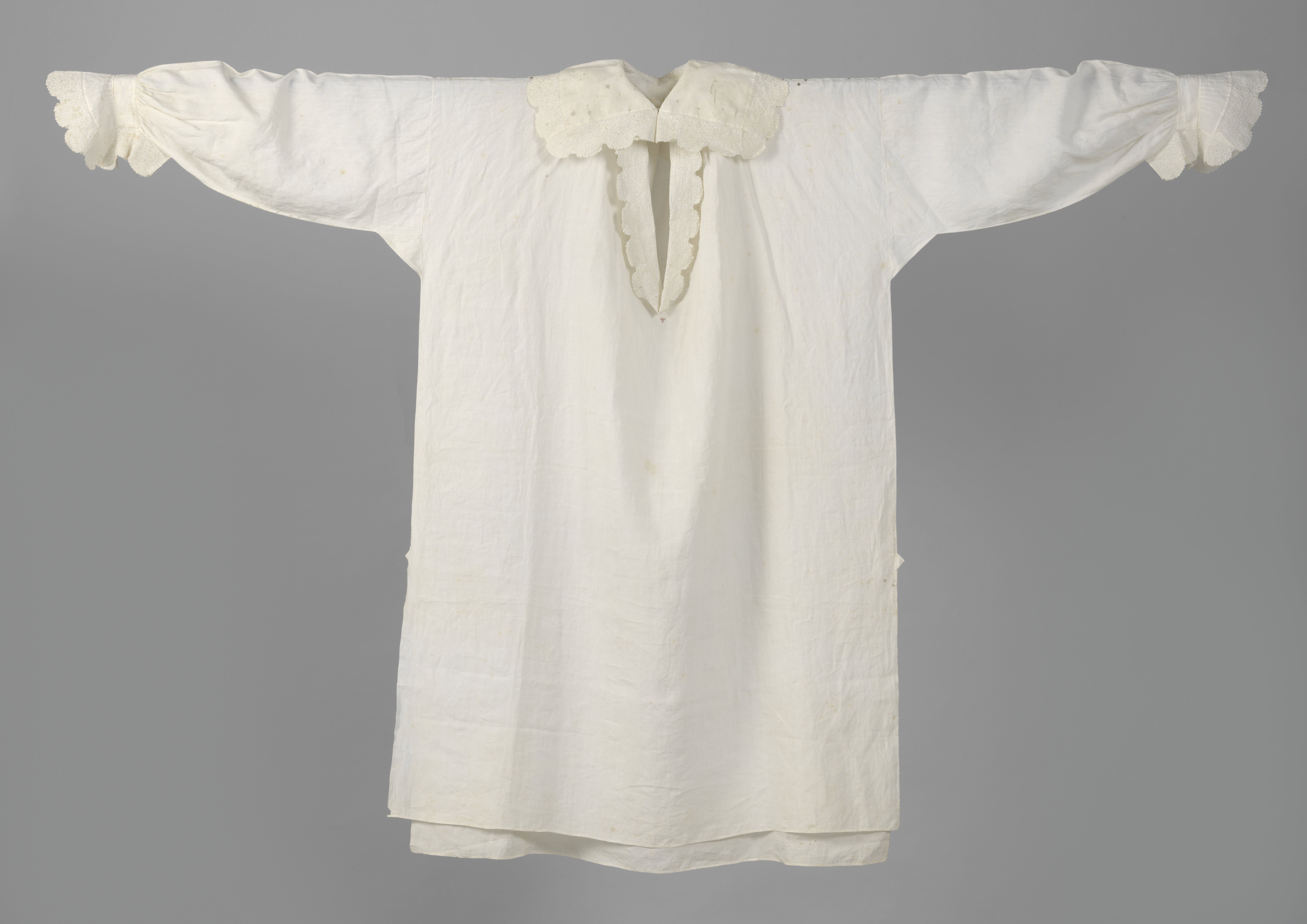
Льняная рубаха Вильгельма II (1626-1650), принца Оранского, из фондов Рейксмюсеума. Рубаха украшена по отложному вороту, разрезу и на манжетах рукавов коклюшечным фламандским кружевом
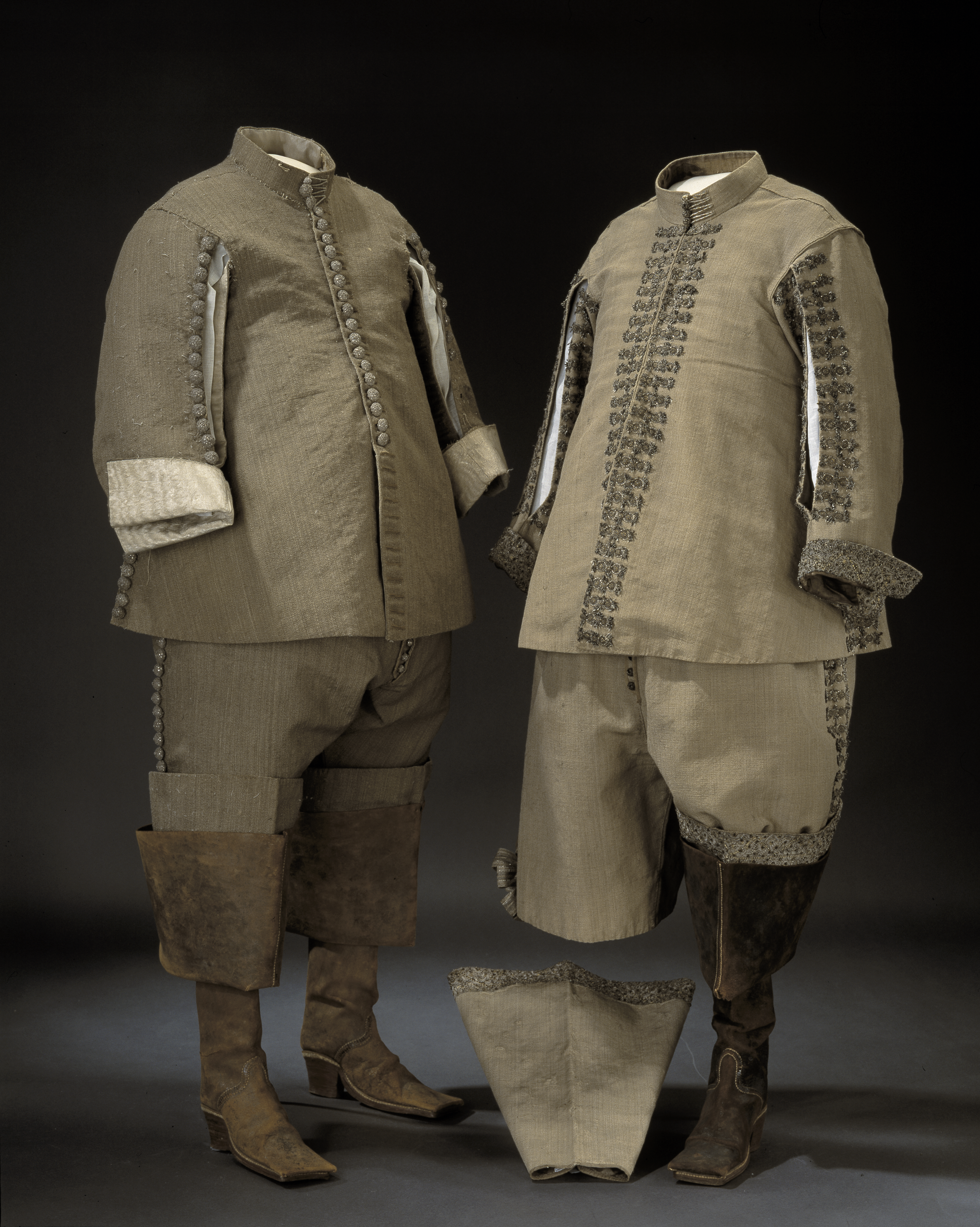
Костюмы Карла X Густава из собрания Ливрусткаммарена, 1650-е гг.

## Женская одежда

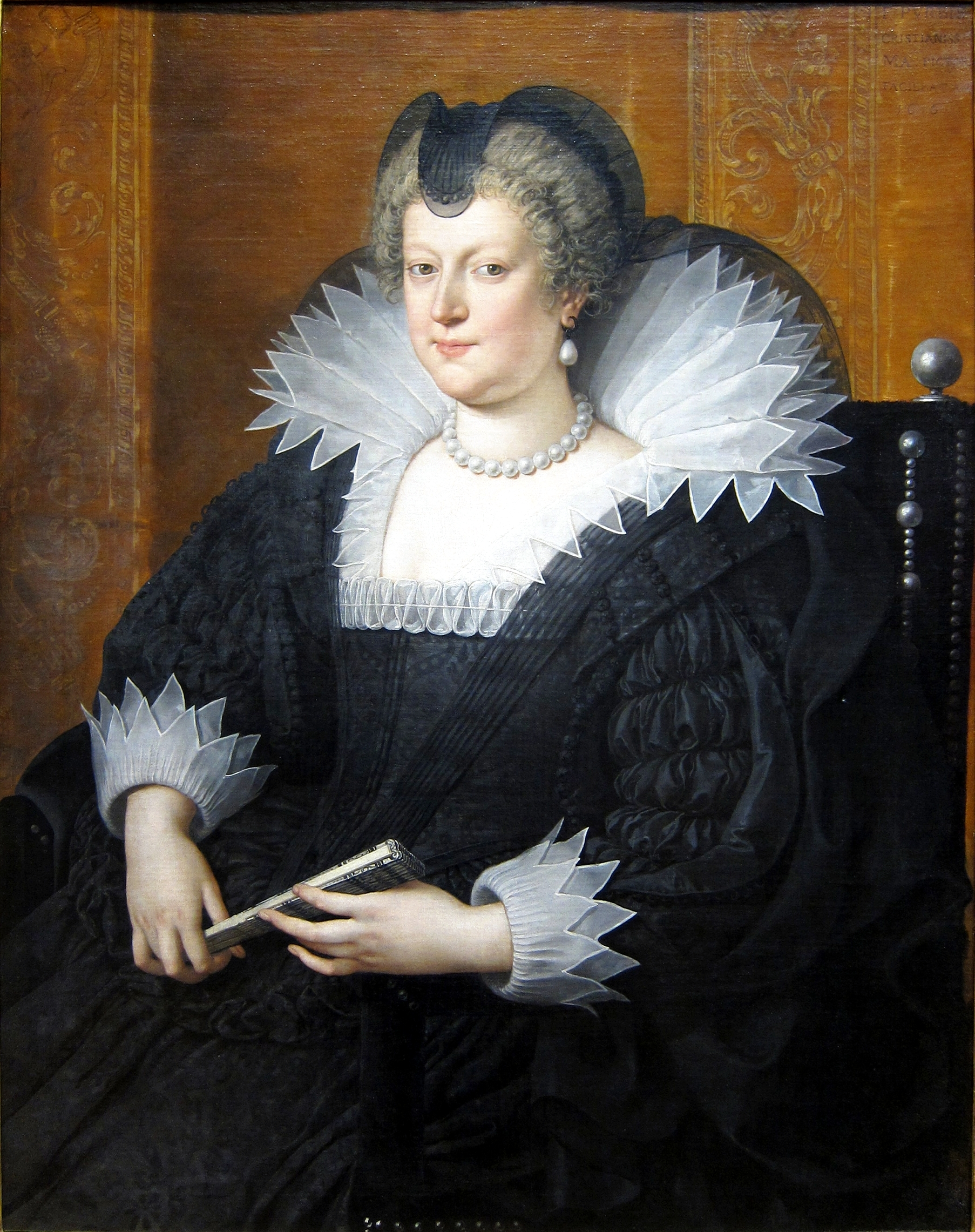
Мария Медичи, королева Франции (в 1610—1614 гг. — регентша, после — королева-мать). Портрет кисти Франса Пурбуса-младшего, 1616 г. Из собрания Чикагского института искусств

В рассматриваемый промежуток времени идеалом женской красоты считались тонкая талия, крутые бедра и покатые плечи. Одежда не могла не подчёркивать этот идеал, в частности, плечи могли подчёркиваться пышными рукавами платьев.

### Бельё
Основной нательной женской одеждой была сорочка, рубаха. Она была длинной, до колена и ниже, и не выглядывала из-под подола платья. Ворот и рукава собирались в сборку, как и на мужских рубахах.
Форма ворота со временем менялась. В первую четверть столетия женщины, наряду с мужчинами, могли носить фрезы. Французская королева Мария Медичи в это же время ввела моду на высокий, веерообразный стоячий ворот из тонкой ткани или кружева, окаймляющий вырез платья. Такой фасон и получил по названию королевы название «воротник а-ля Медичи», по другой версии, название дала сама Мария в честь своей бабушки, Екатерины, также французской королевы. Помимо самой Марии Медичи, с таким воротником на многих портретах изображена другая видная европейская государыня того времени — английская королева Елизавета I в последние годы своей жизни. В 1630-е годы в Нидерландах у женщин в моду входит широкий отложной ворот, накрахмаленный и отороченный кружевами, оттуда такой фасон заимствуется во Францию, где также становится фешенебельным. Уже на смену ему приходят платы из лёгких прозрачных тканей, накидывавшиеся на плечи. В Англии отложные вороты наподобие мужских женщины не носили.
Корсет изготавливался из китового уса или кости, иногда для него использовались тоненькие ивовые прутики. Каркас для юбок (вертюгаль) в данный период вышел из употребления, и пышность нижней части тела подчёркивали многочисленные накрахмаленные нижние юбки, количество которых могло зависеть от достатка и погодных условий. Однако в последующих двух столетиях каркас переживёт своего рода ренессанс в виде фижмы и кринолина соответственно.
Панталоны, появившиеся в предыдущее столетие, в данный период были всё ещё распространены не широко, например, в Англии обычно женщины их не носили. Во Франции панталоны изготовлялись из качмчатного полотна.
Женские чулки технически ничем не отличались от мужских. Во Франции знатные женщины чаще всего носили красные, голубые или светло-зелёные.
Ночные сорочки также присутствовали в гардеробе лишь богатых женщин, беднячки спали в дневных рубахах.
Домашней одеждой также служил долгополый халат. В отличие от мужского, женский был исключительно одеждой, носившейся внутри дома. В Нидерландах существовала такая разновидность женского халата, как влигер, происходящая от верхнего платья XVI в. Влигер расширялся книзу, придавая телу коническую форму, а также мог обладать или не обладать рукавами. Он был на подкладке и всегда красился в чёрный. С 1620-х годов его носили нараспашку, широко открывая платье и корсаж.

### Платье
Аристократический женский костюм того времени был двухслойным: помимо нижней сорочки, он включал в себя нижнее платье (фр. cotte) — лиф/корсаж и юбку (даже несколько), и верхнее платье (фр. robe), представлявшее собой собственно платье распашного покроя со шлейфом. Корсаж (натянутый на корсет) и юбка должны были сочетаться между собой: если не той же материей, то хотя бы цветовой гаммой и рисунком, знатные женщины украшали перед корсажа, сужавшийся книзу, бриллиантами. Корсаж отличался большим разнообразием фасонов, выражавшимся в наличии или отсутствии рукавов, вырезе. Верхнее платье застёгивалось или зашнуровывалось (также зашнуровывался корсаж). Шнуровка могла располагаться либо на боку, либо на передней стороне (на груди) платья/корсажа. Рукава верхнего платья (часто перевязывавшиеся лентами и обладавшие кружевными обшлагами) были укорочены по сравнению с нижним, линия талии — завышена. По цвету оно должно было контрастировать с нижним, как правило, будучи тёмных цветов. Знатные дамы имели множество верхних платьев на все случаи жизни: на бал, для официальных мероприятий, для верховой езды, для похода в церковь, домашние, дорожные (для поездок в каретах) и так далее. Зимнее верхнее платье подбивалось мехом.
Женская одежда того времени была долгополой: подол платьев доходил до пола.
На многих платьях этого периода присутствовало декольте, однако, к примеру, при французском дворе в рассматриваемый период слишком глубокий вырез осуждался.
Поверх платья могли повязывать фартуки, передники. В Нидерландах женщины в независимости от слоя общества носили кружевной передник белого, чёрного или фиолетового цвета. Узкие передники завязывали бретельками, а широкие стягивали за углы чуть пониже корсажа. Во Франции знатные женщины носили белый или цветной передник, украшенный кружевами, рюшами или вышивкой.

### Верхняя одежда
Как и у мужчин, женской верхней одеждой были разнообразные плащи и накидки.

### Обувь

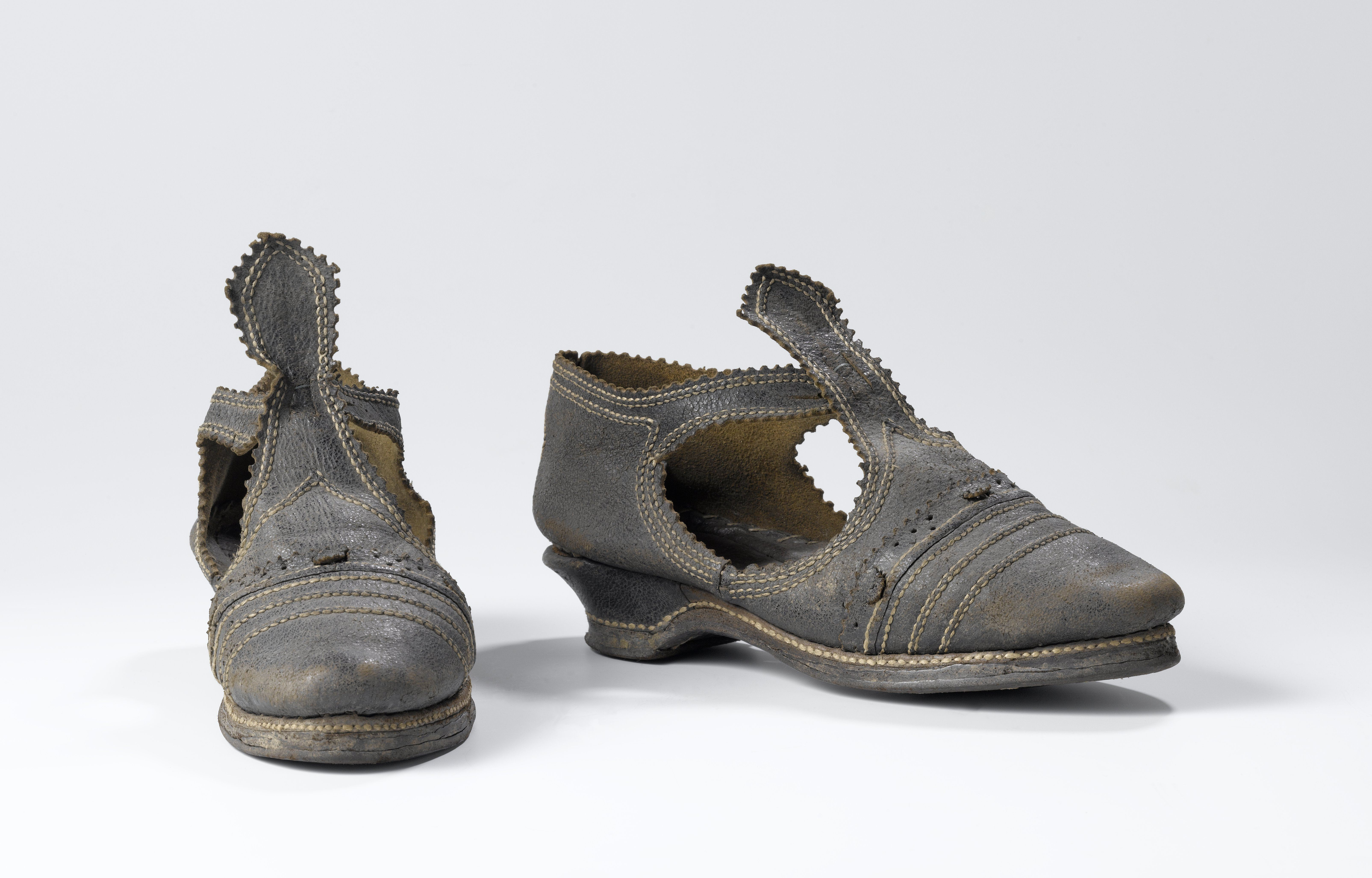
Дамские туфли, 1600—1630-е гг. Рейксмюзеум

Основной женской обувью были туфли, конструктивно ничем не отличавшиеся от мужских. Туфли изготавливались из цветной кожи, парчи, бархата, атласа, обладая высоким изогнутым каблуком и острым носком (также туфли могли быть и на высокой платформе, именно такой фасон предпочитала Анна Австрийская, французская королева). Украшались туфли пряжками, бантами и розетками-помпонами. Во Франции цвет туфель знатных женщин должен был гармонировать со цветом их же шёлковых чулок.

### Головные уборы
Довольно популярными головными уборами, особенно в среде незнатных женщин, а также пожилых знатных дам, были чепцы в виде множества разнообразных вариантов. Различия заключались в характере и количестве декора (чепцы могли украшаться кружевом и вышивкой), региональной традиции и социального положения. В Нидерландах чепец был фактически единственным головным убором, носившимся и дома, и на улице.
Чепцы женщины носили и в постель.
Шляпы в рассматриваемый период только начали входить в женскую моду. В первую треть XVII века женские шляпы не отличались от мужских. Шляпы могли одеваться как и поверх непосредственно головы, так и поверх чепцов.

### Причёски
Женские причёски первого десятилетия XVII века, как и мужские, аналогичны таковым в XVI веке, но по сравнению с предыдущим столетием они «выросли» в ширину, приняв полуокруглую форму (ранее женские причёски были высокими и узкими). С 1610-х годов в моду вошли причёски с прямым пробором и завитыми локонами по бокам, распускавшимся по плечам или подбиравшимся «шапочкой».
Как уже упоминалось выше, парикмахеров в современном понимании в данном историческом периоде не существовало. Знатные дамы делали себе куафюры сами либо же с помощью своих служанок.

### Аксессуары

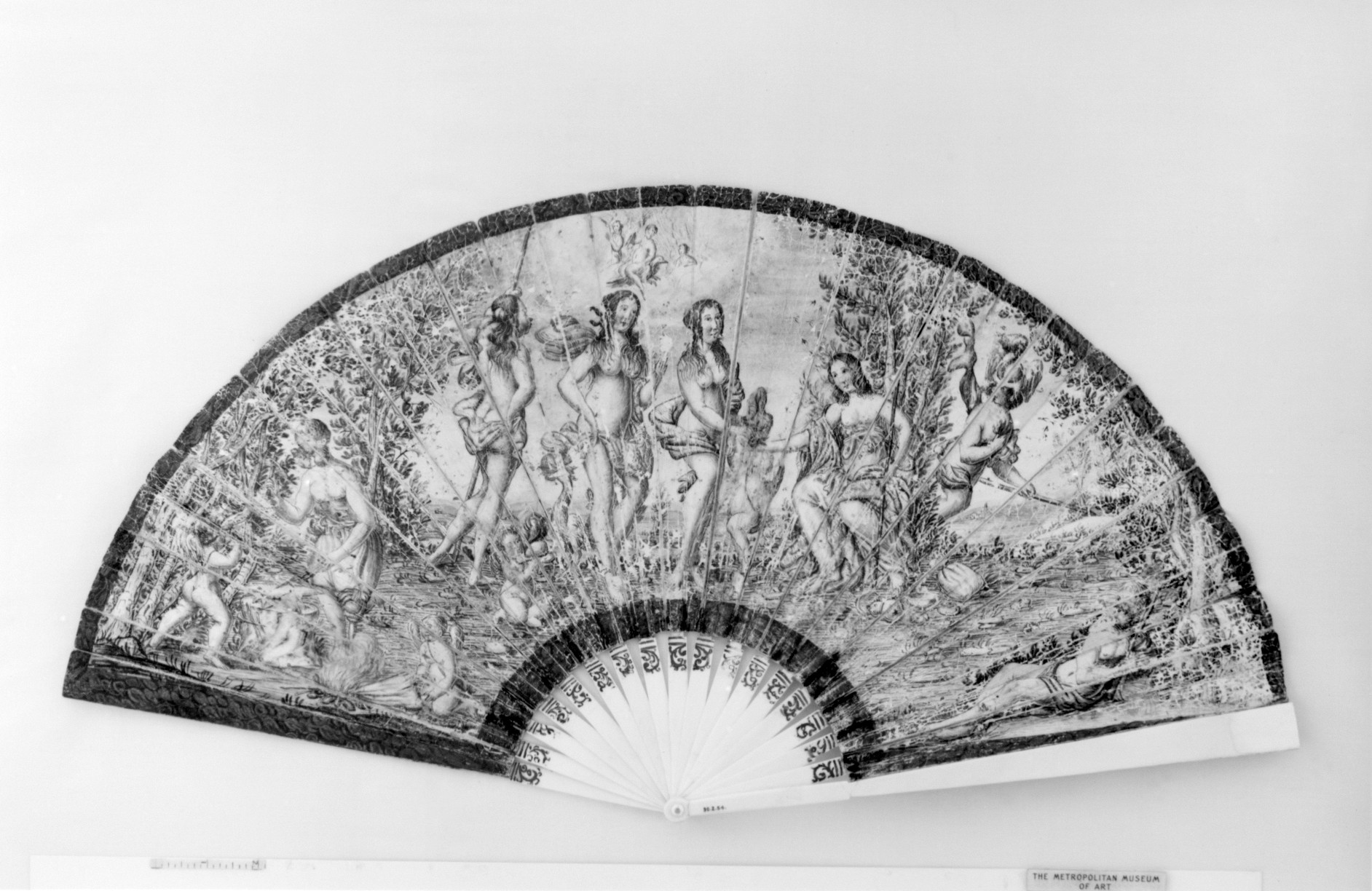
Веер, XVII в., вероятно Италия. Из собрания Метрополитен-музея

Набор женских аксессуаров, в отличие от мужских, был весьма велик и разнообразен, и они играли немаленькую роль в тогдашнем этикете, придавая женщине соответствующий образ.
Женский пояс, как правило, был в виде шнура. Знатные женщины могли себе позволить пояски с золотой бахромой. На поясе могли носить карманные часы, ключи, ножи и столовые приборы в специальных пеналах и омоньеры — тканые и кожаные кошельки, стягивавшиеся сверху на шнурках, служившие своего рода заменой карманам. Также дамы могли носить небольшие зеркальца в дорогой оправе.
Среди женщин высшего сословия популярным аксессуаром был складной веер, могший изготавливаться из овечьей кожи. Также из неё могли изготовляться женские перчатки. Помимо вееров, аксессуарами служили кружевные носовые платки с золотным шитьём, наколки из гипюра, маски и полумаски, и так далее.

### Ювелирные изделияибижутерия
Украшения в основном изготовлялись из жемчуга и бриллиантов. Они ценились очень дорого и даже знатные дамы могли пользоваться чужими, например, будучи одолженными. Впрочем, у Ришелье была огромная коллекция рубинов, известная в то время по всей Европе.
Одним из самых важных женских украшений были серьги, носившиеся вне зависимости от того, как была одета носительница. Днём знатные дамы носили жемчужные серьги, а вечером — бриллиантовые. Иногда серьги могли быть каплевидной формы. Подвески носили не только женщины, но и мужчины; они представляли собой металлические (золотые или серебряные) наконечники шнуров, украшавших одежду, покрывавшиеся эмалью, могшие украшаться драгоценными камнями и мелкими жемчужинами. Как правило, подвески были веретенообразной формы. Алмазные подвески, подаренные по сюжету «Трёх мушкетёров» герцогу Бекингему его любовницей Анной Австрийской (факта дарения, несмотря на задокументированную любовную связь герцога и французской королевы, вероятно, в реальности не было), играют существенную роль в романе. Из других украшений можно отметить броши, подвешивавшиеся на рукава или юбки; жемчужные ожерелья, браслеты, диадемы, жемчужные колья.

### Косметика
Вплоть до XX века загар считался атрибутом представителей низших сословий, в то время как аристократам, не занимавшимся физическим трудом, полагалась бледная кожа. Не исключением является и данный исторический период. Природную бледность не всегда удавалось сохранить ввиду обильной пищи (в частности, пряная пища вызывала покраснение кожи), поэтому приходилось пользоваться белилами, изготовлявшимися из природных материалов (некоторые дамы зачастую делали их сами). Из белил использовались в том числе вредные для здоровья, изготовлявшиеся из талька и оксида свинца.
В данный исторический период среди женщин были популярны светлые волосы, например, во французском королевском дворе тон задавали сама королева, её фрейлина Мари де Отфор и её же подруга, Мари де Роган, герцогиня де Шеврёз.
В это время женщинами использовались мушки разной формы, по одной из версий, популяризованные Маргарет Кавендиш, герцогиней Ньюкасл и чей расцвет придётся уже на XVIII век.

### Галерея

1600-1620-е гг.
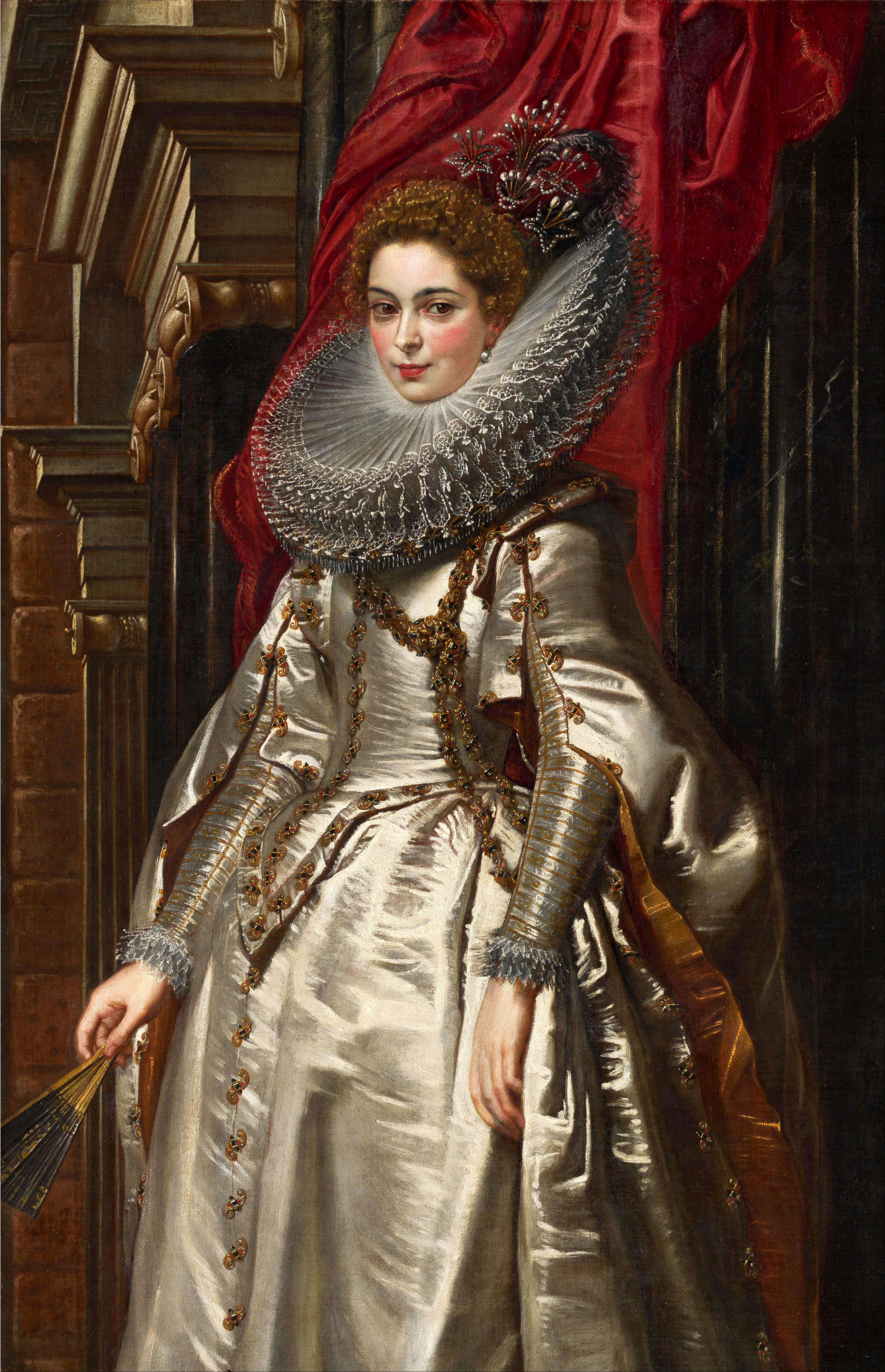
Портрет маркизы Бригитты Спинолы Дориа кисти Рубенса, 1606 г. Из собрания Национальной галереи искусства (Вашингтон)
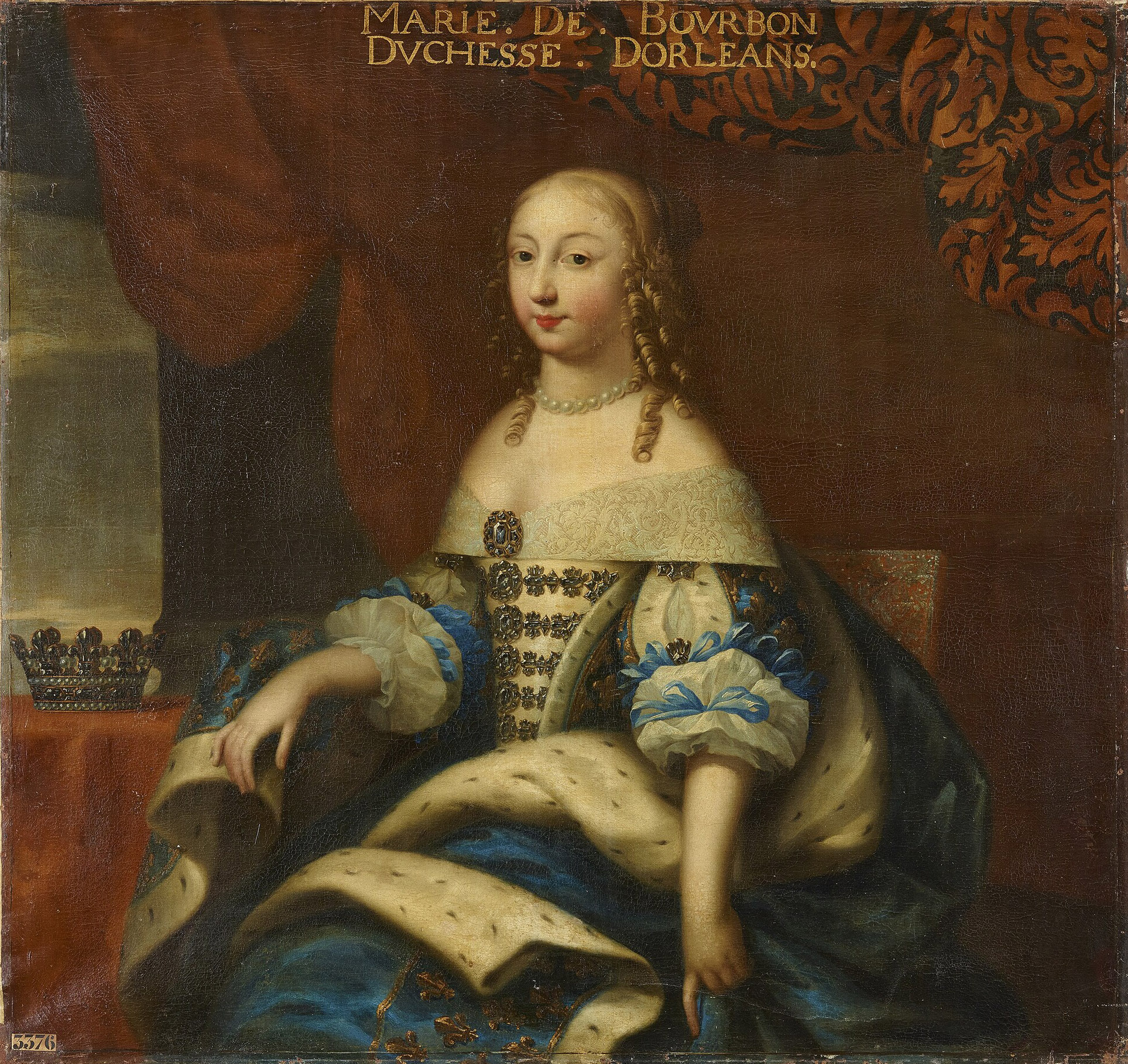
Портрет Марии де Бурбон, герцогини Орлеанской и де Монпансье, 1610-1620-е гг.
Мария Элеонора, принцесса Бранденбургская, со следующего года — королева Швеции, портрет 1619 г. кисти Михиля ван Миревелта, замок Грипсхольм (Стокгольм)
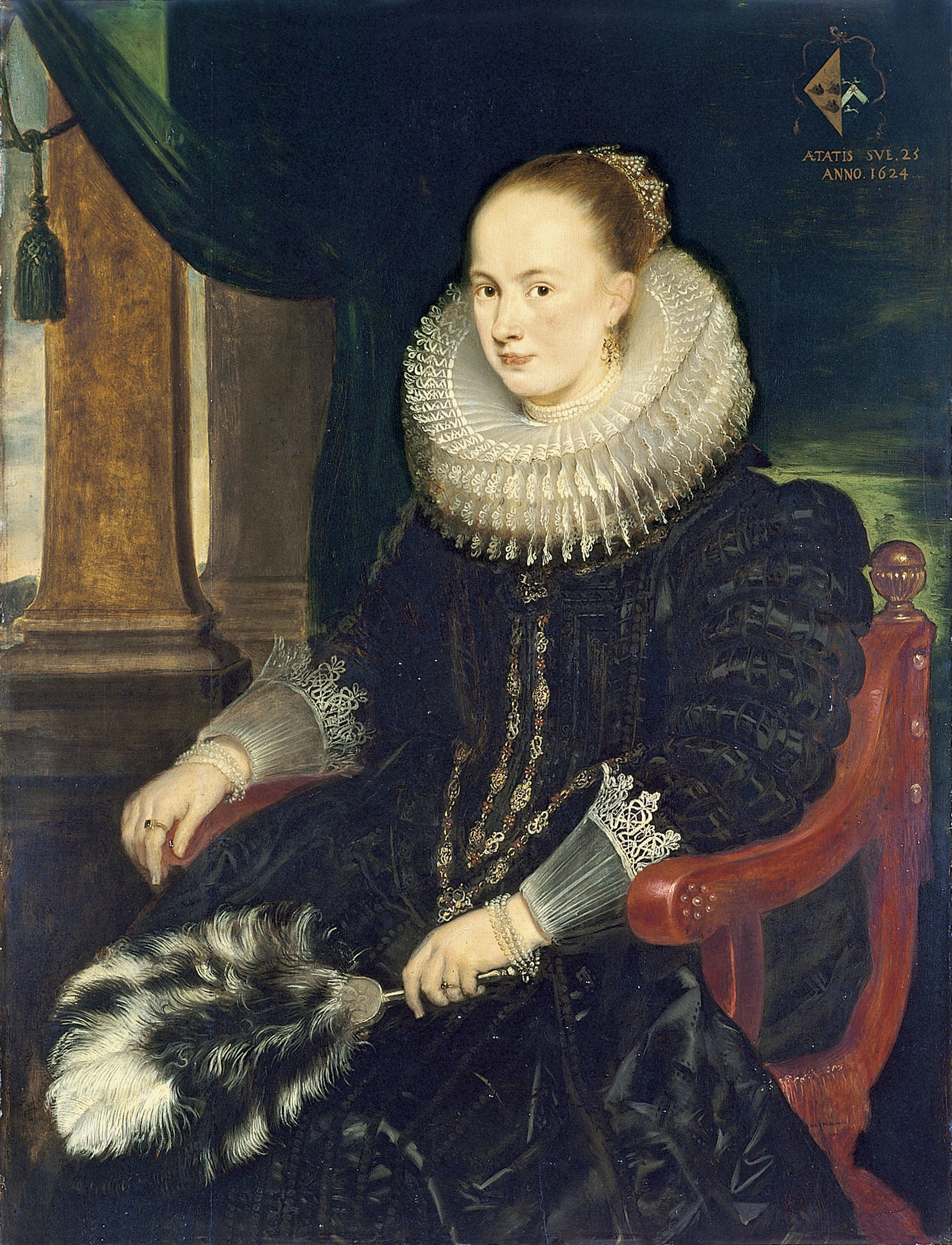
Портрет Антонии Канис кисти Корнелиса де Воса, 1624 г.
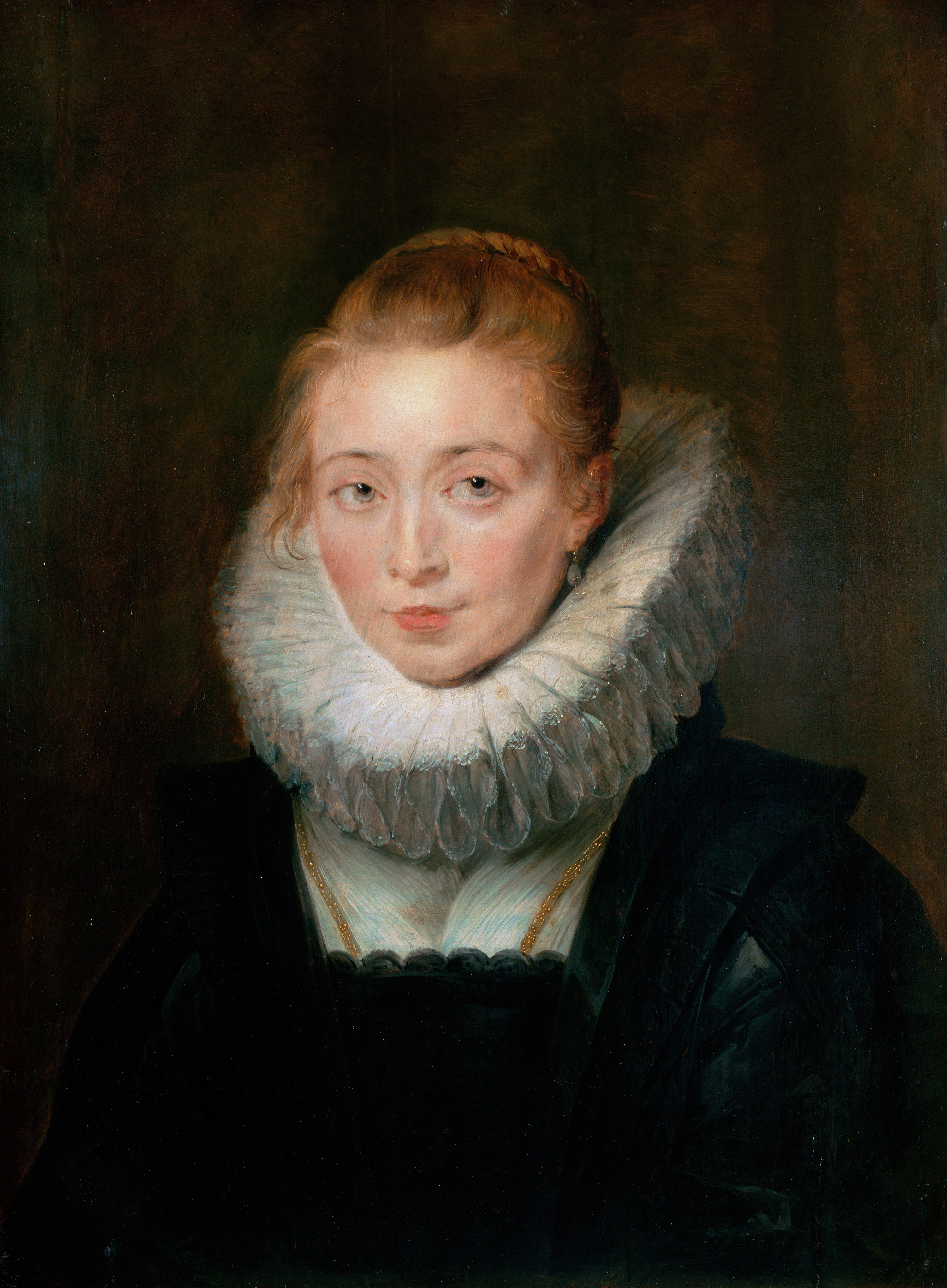
Портрет камеристки инфанты Изабеллы кисти Рубенса, около 1625 г., Эрмитаж
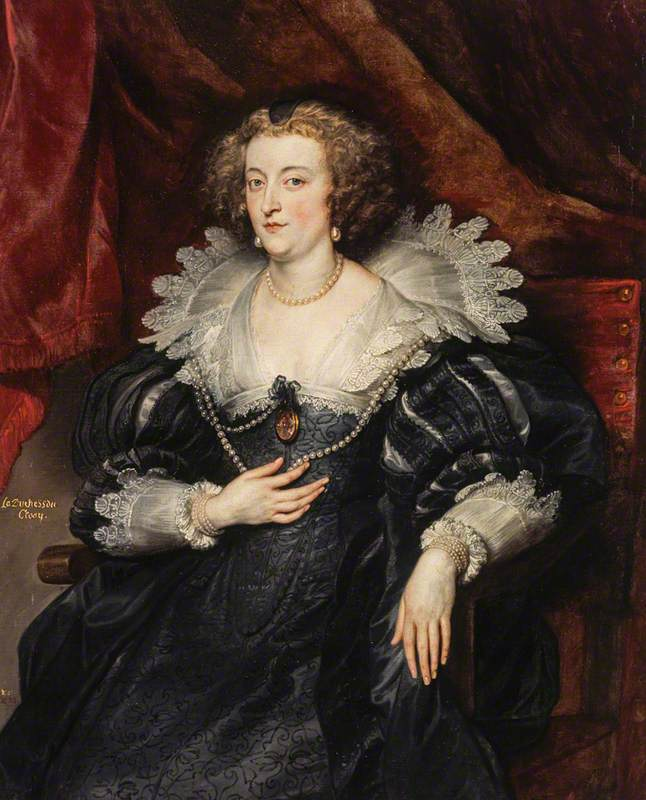
Портрет Женевьевы д’Юрфе, герцогини де Круа, Антноис ван Дейк, 1627-1628 гг.

1630-1650-е гг.
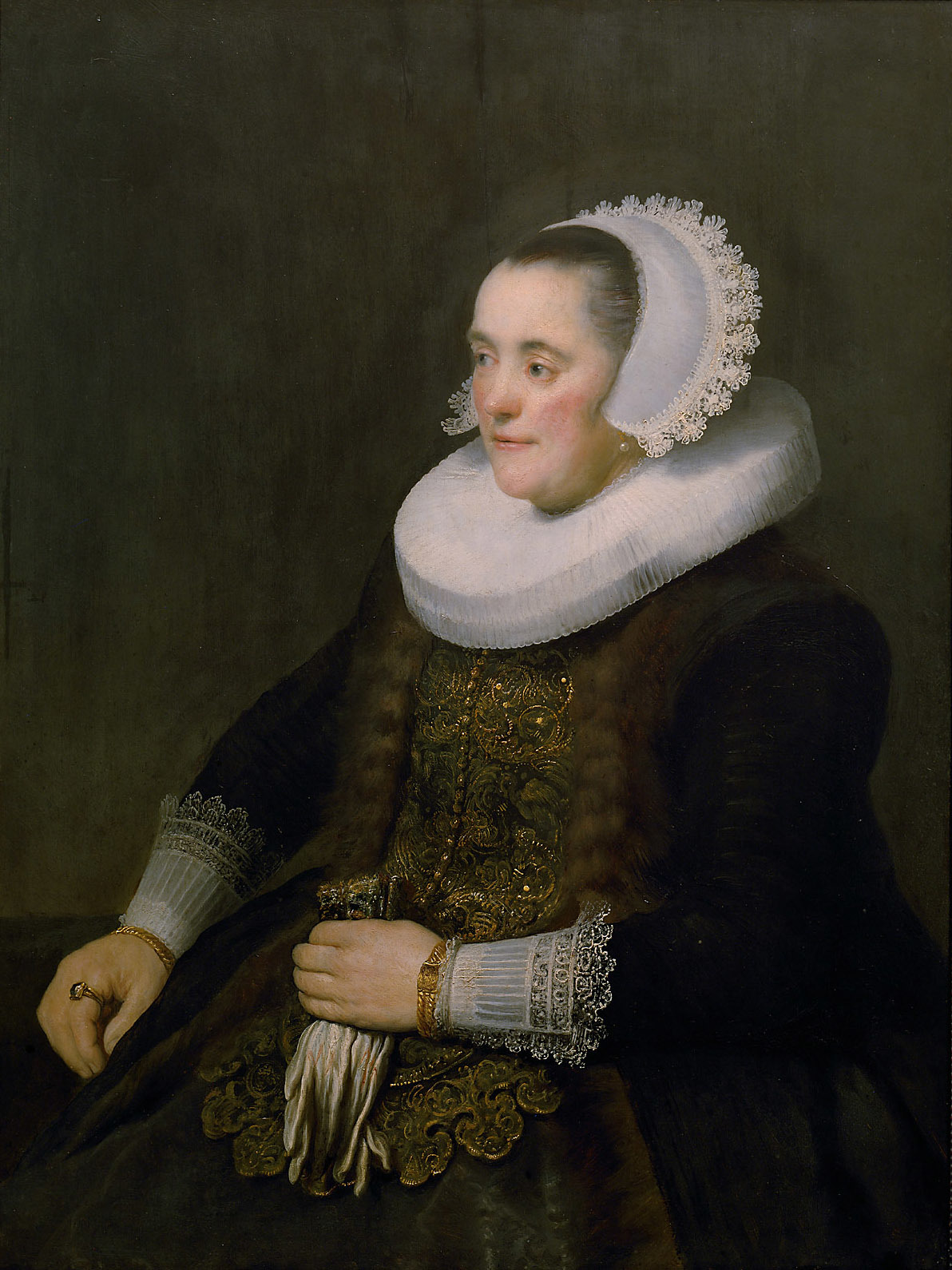
Женский портрет, Рембрандт, 1632 г.
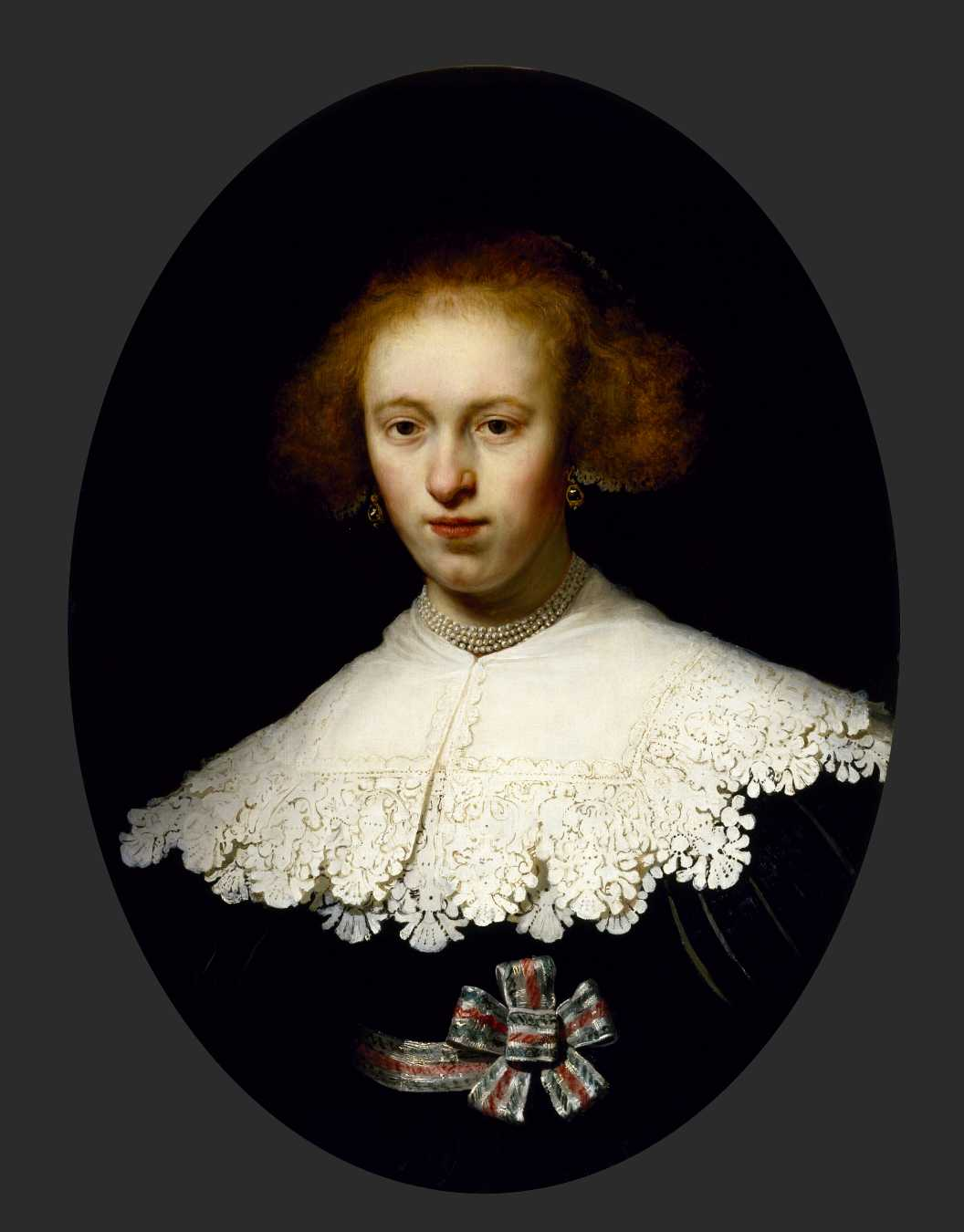
Портрет молодой женщины кисти Рембрандта, из собрания хьюстонского музея изящных искусств
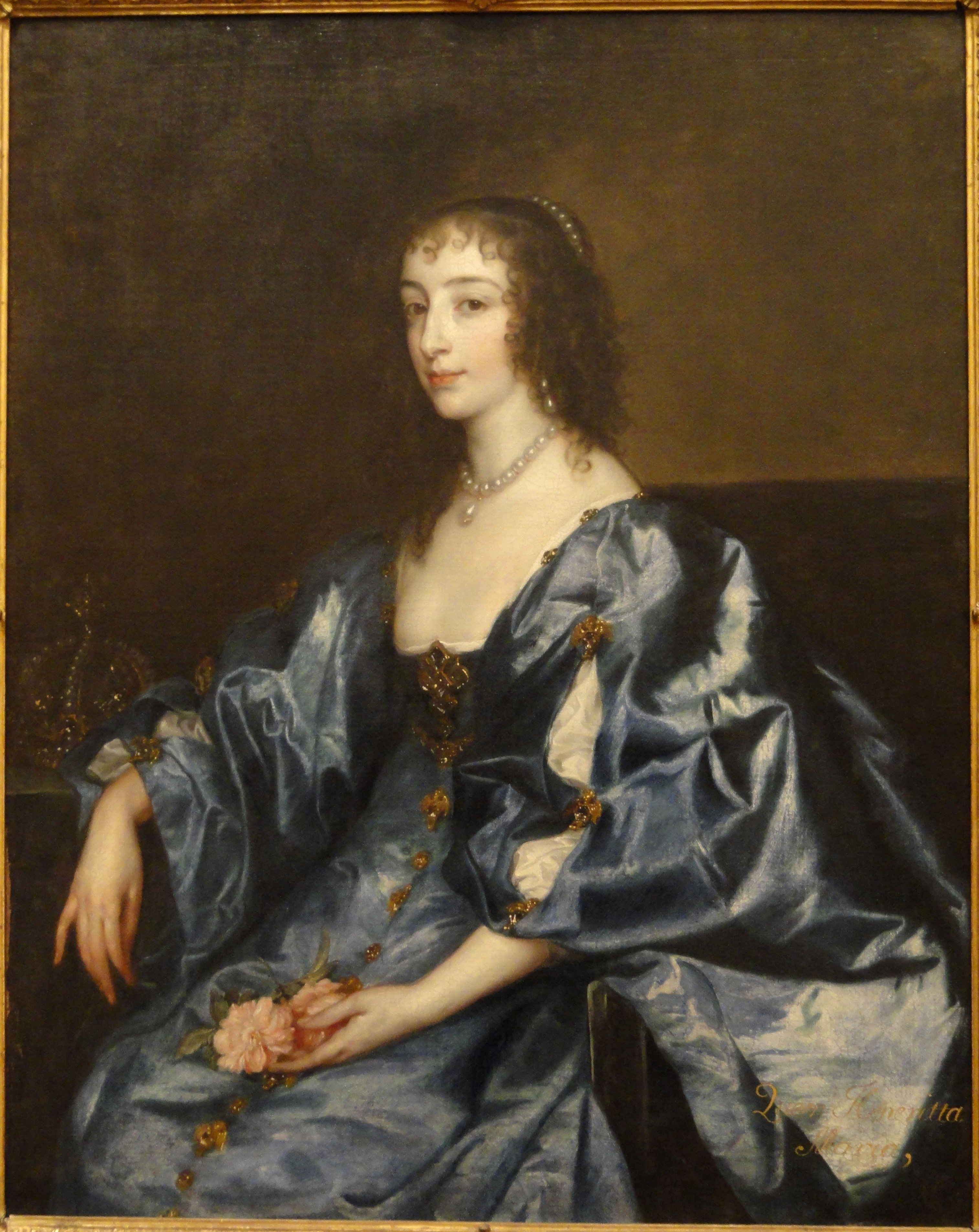
Портрет английской королевы Генриетты-Марии кисти ван Дейка, около 1636-1638 гг., из собрания художественного музея Сан-Диего
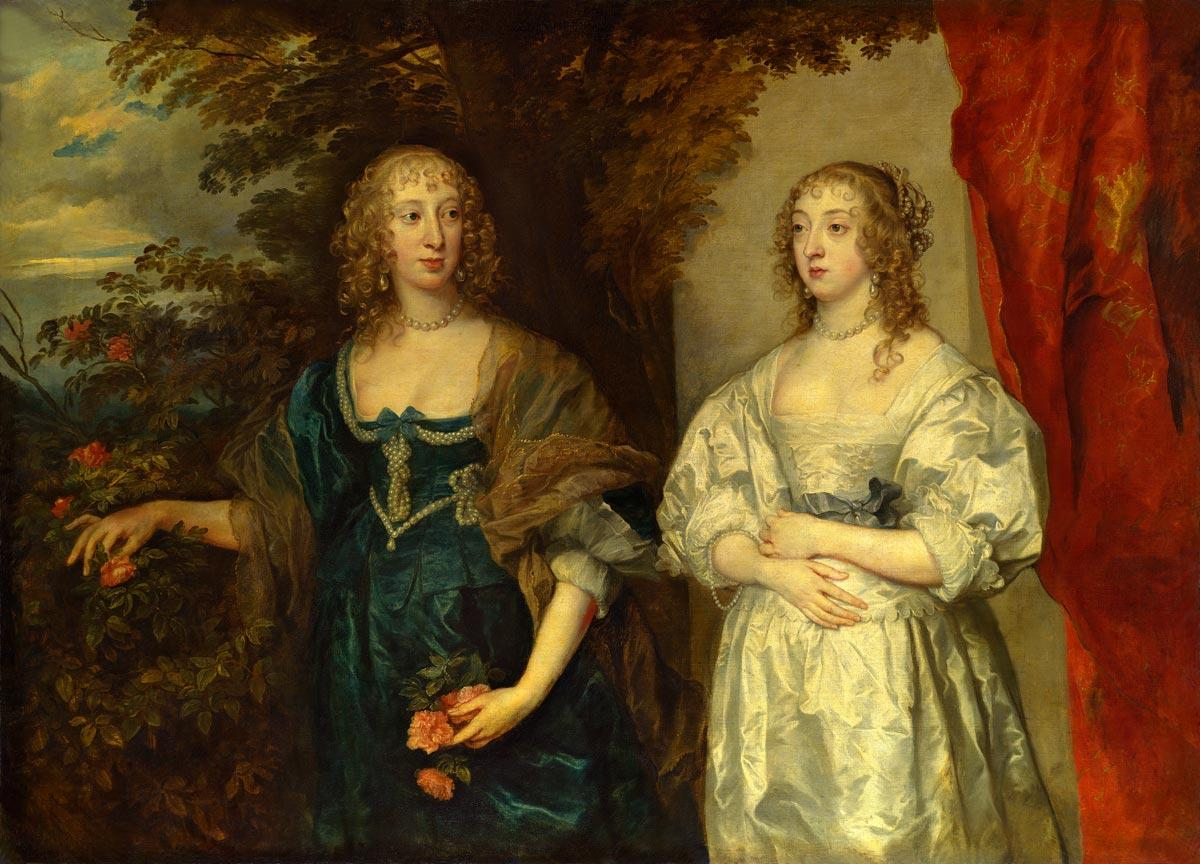
Портрет леди д’Обиньи и графини Портленд кисти ван Дейка, 1638 г., из собрания Пушкинского музея
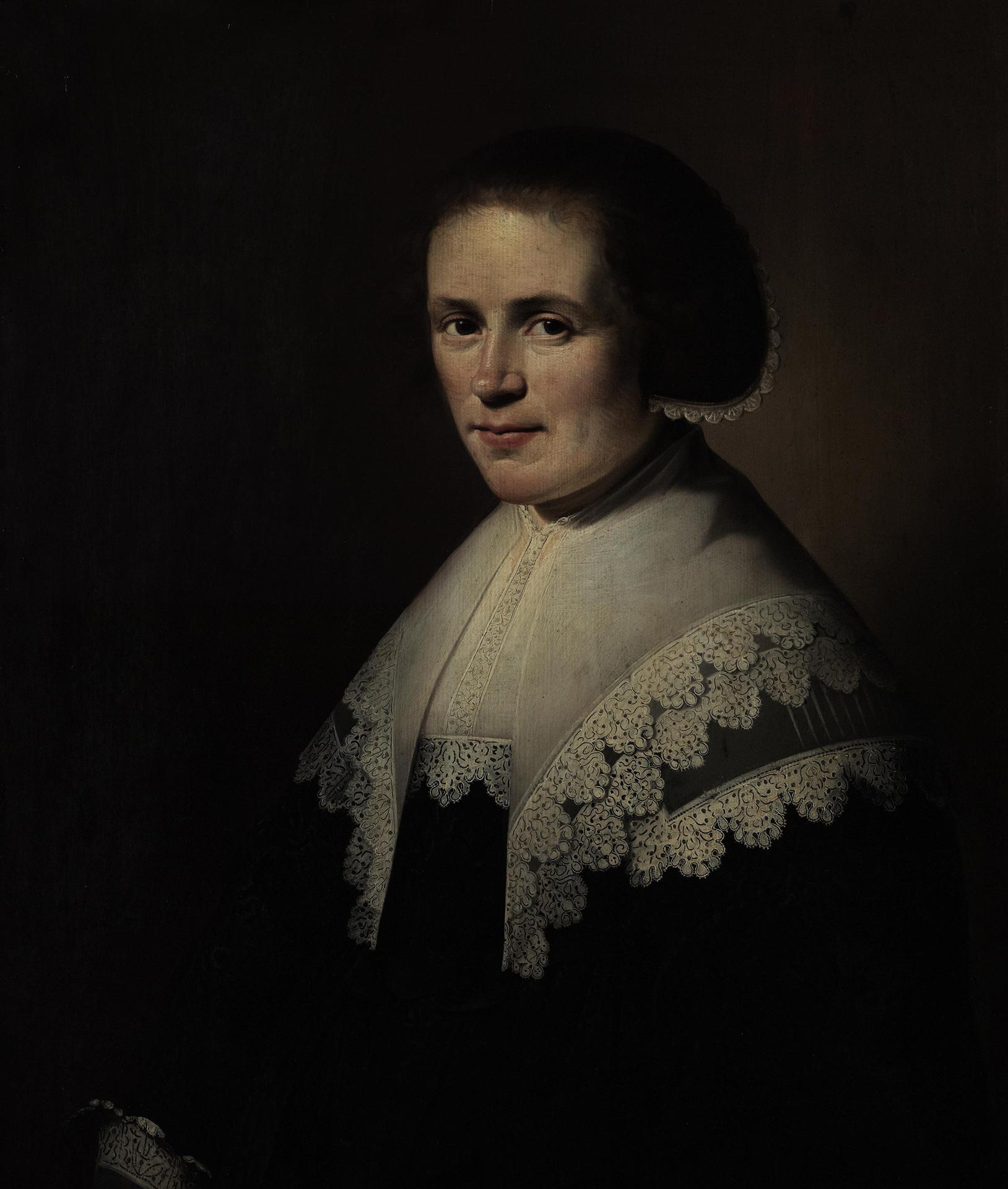
Женский портрет кисти Хендрика ван дер Влита, 1641 г. Из собрания Эрмитажа
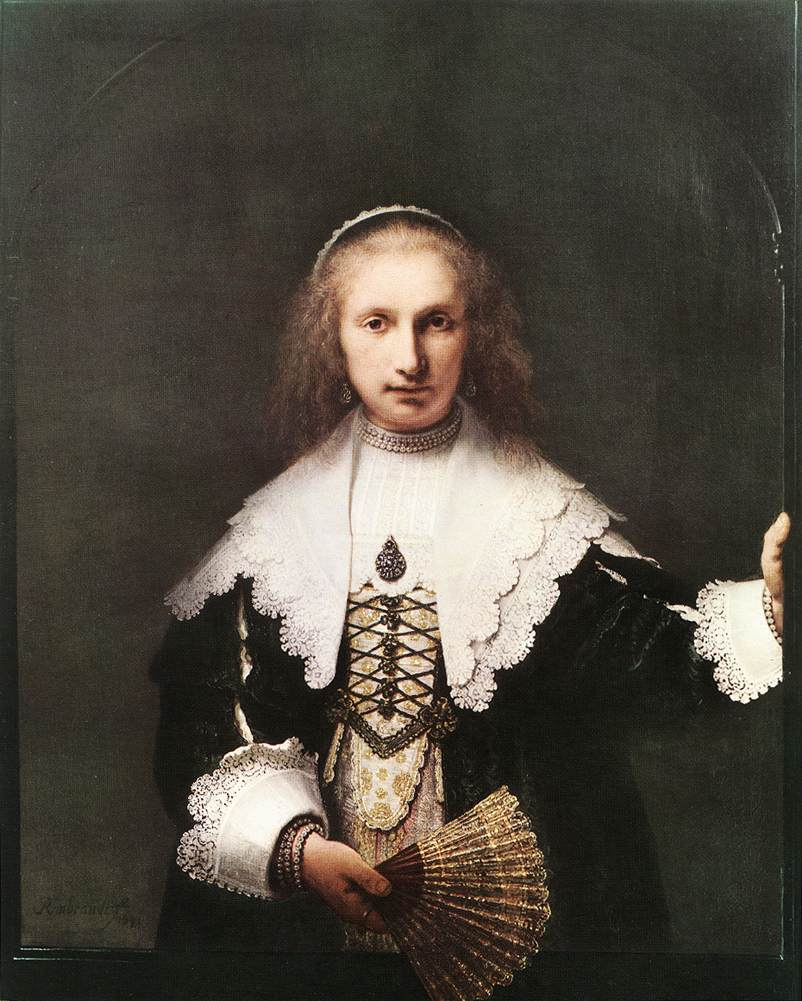
Портрет Агаты Бас кисти Рембрандта, 1641 г.
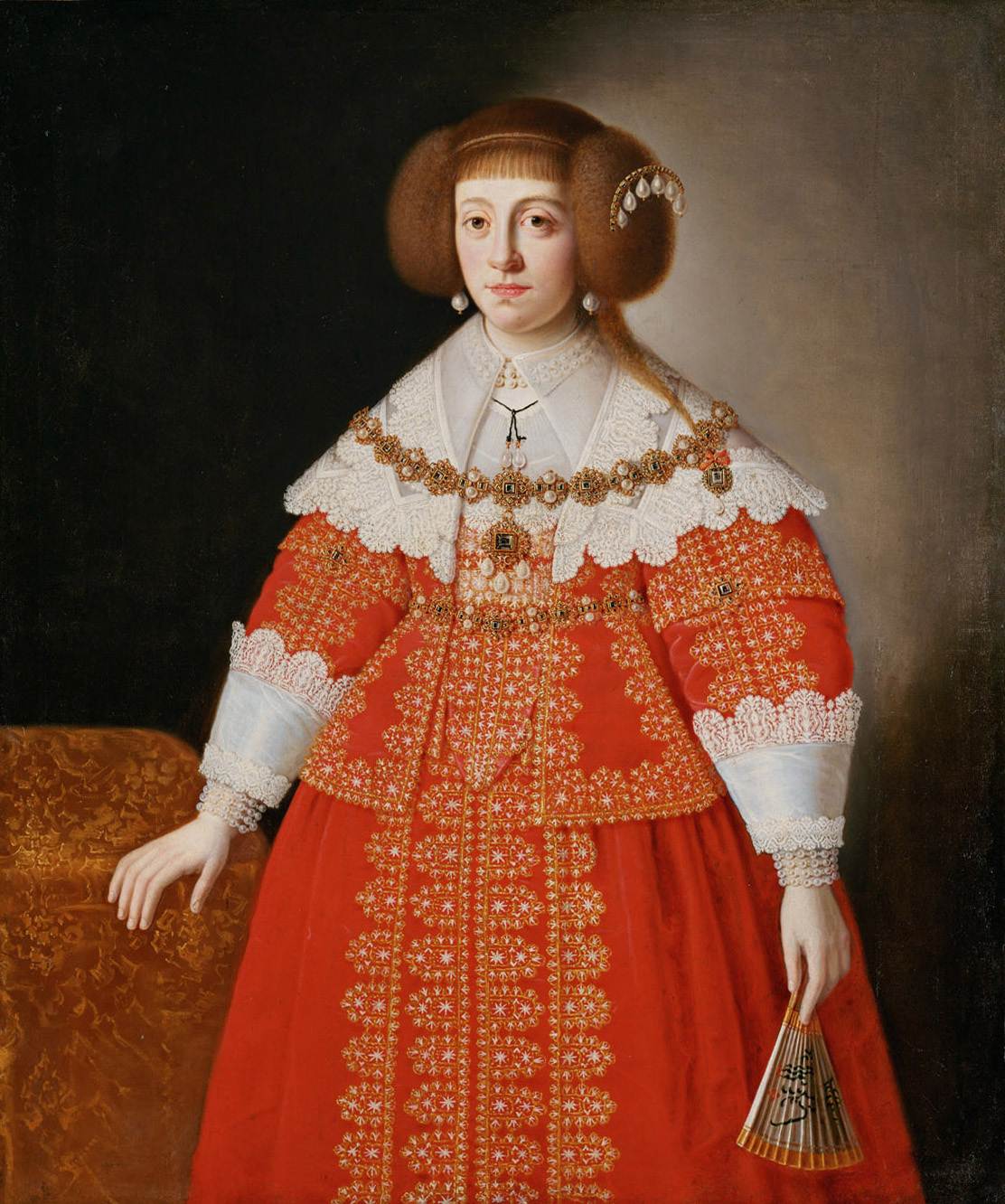
Портрет польской королевны, крон-принцессы Анны Екатерины Констанции Ваза/королевы Цецилии Ренаты Габсбург, кисти Петера Данкретса де Рея, 1642 г. Из собрания замка Амбрас (Инсбрук, Австрия)

## Детская одежда
Дети, как и мальчики, так и девочки; равно как и отпрыски дворянских семей, так и дети простолюдинов примерно до возраста пяти-шести лет носили платьица, после чего переходили на одежду соответствующего пола, не отличавшуюся от взрослой.

### Галерея

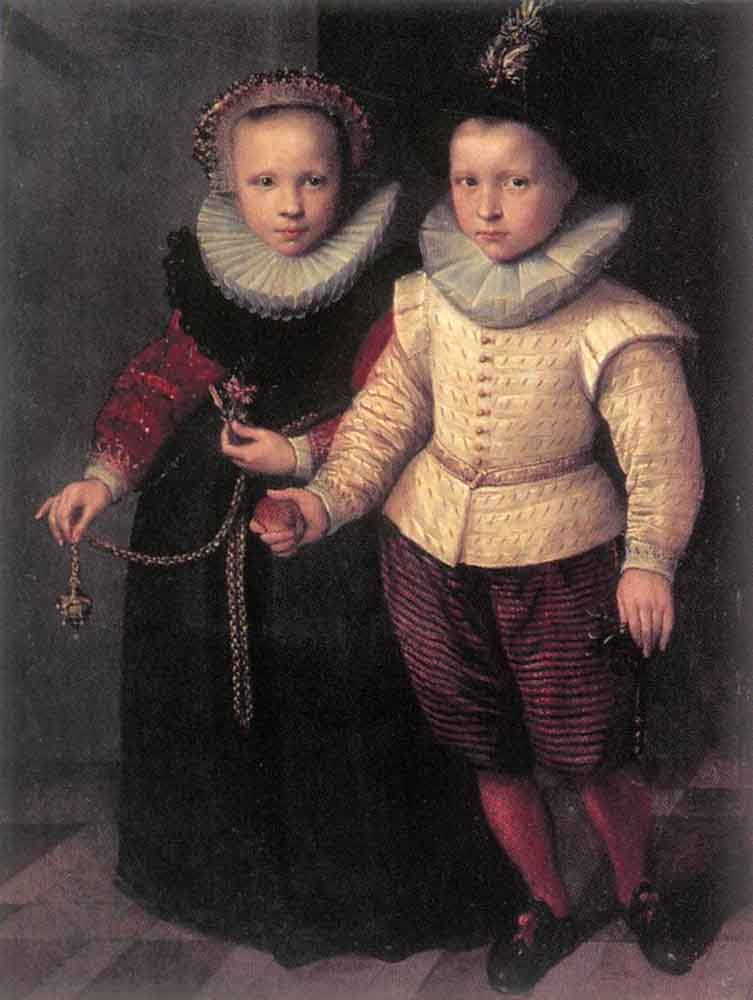
Детский парный портрет кисти Корнелиса Кетеля, ое. 1604 г.
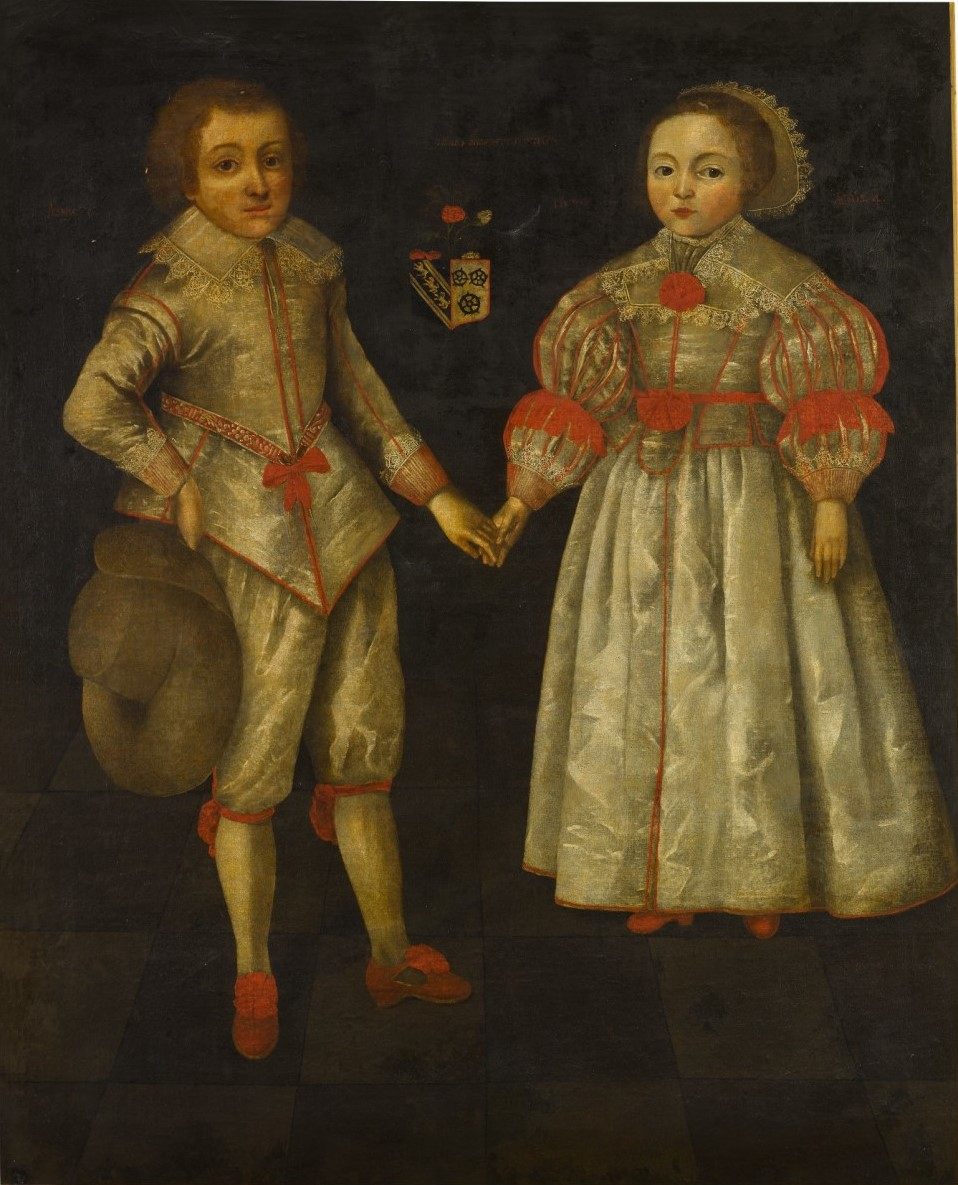
Портрет сэра Ричарда Брауна, 1-го баронета Лондона, со своей сестрой в детстве, ок. 1620-х гг.
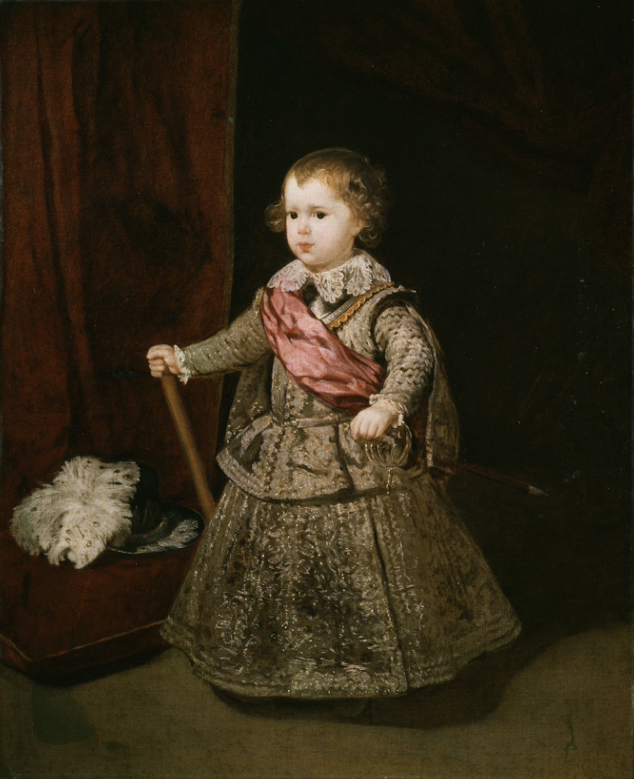
Портрет принца Астурийского (инфанта Испании) Бальтазара Карлоса, Диего Веласкес, 1630-1633 гг.
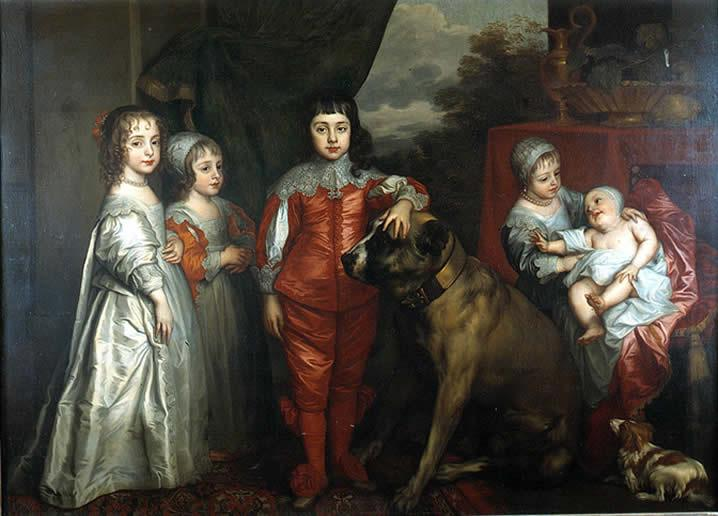
Портрет детей Карла I кисти ван Дейка, 1637 г.
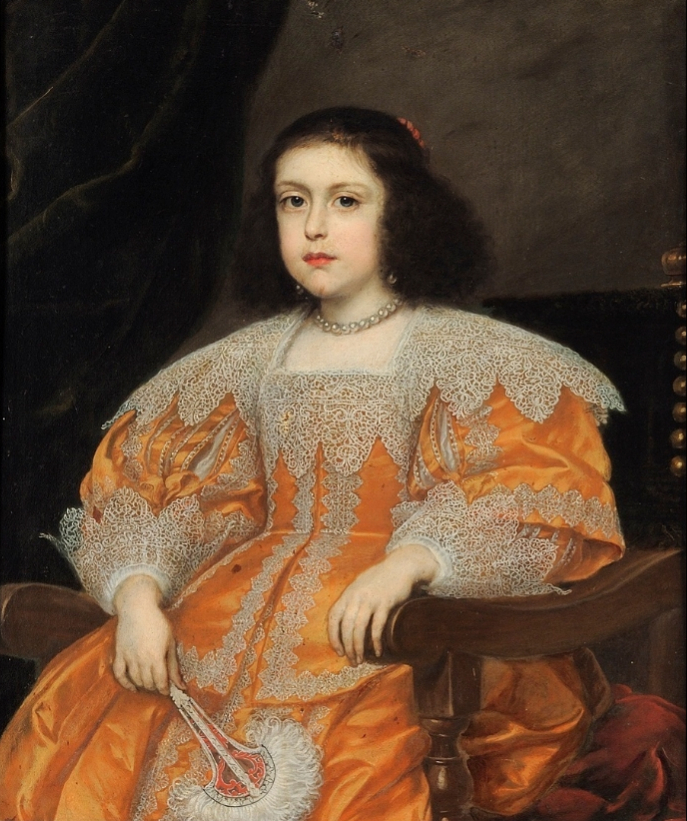
Портрет Марии Магдалины Фарнезе, принцессы Пармской, кисти Юлиуса Сустерманса, 1639-1640 гг.
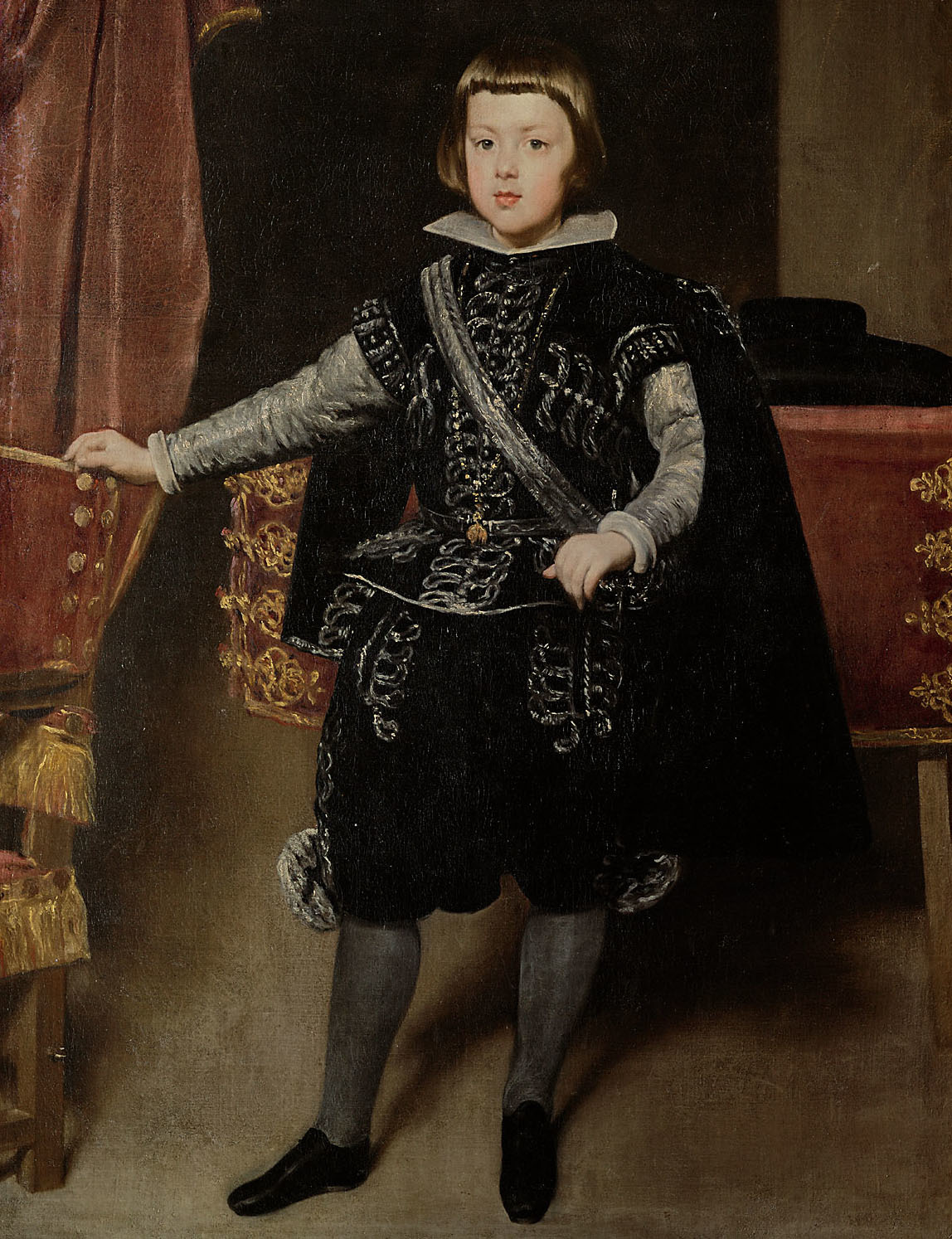
Портрет Бальтазара Карлоса кисти Веласкеса, 1640 г.
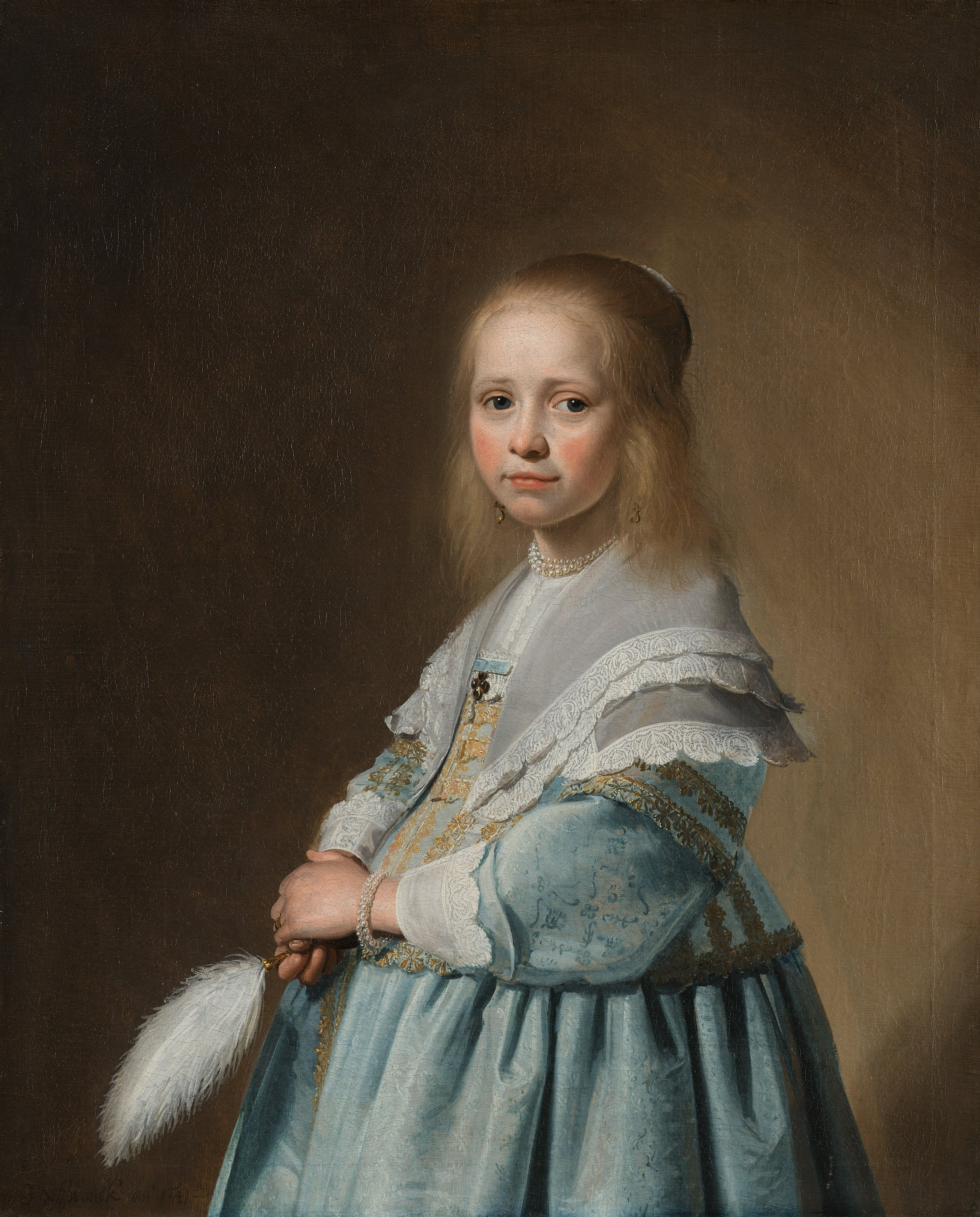
Портрет девочки в голубом платье, Корнелис Верспронк, 1641 г., из собрания Рейксмюсеума
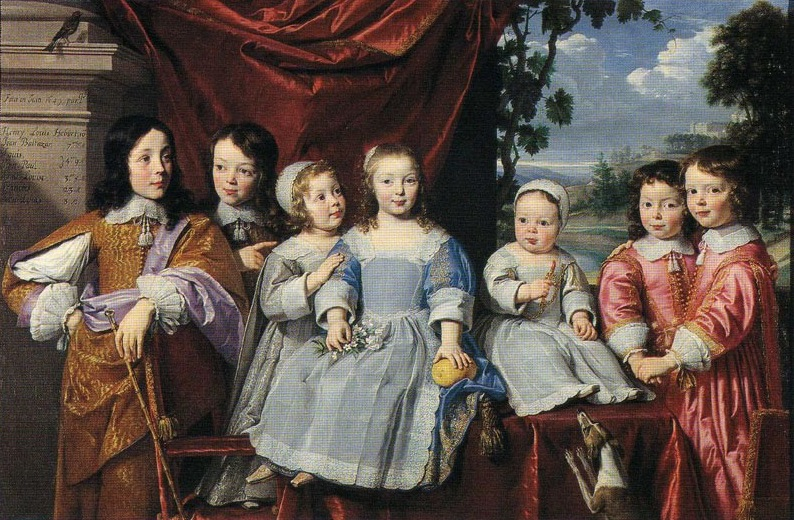
Дети французского учёного и писателя Анри Луи Абера де Монмора, полотно Филиппа де Шампеня, 1649 г., коллекция Реймсского музея изящных искусств

## Одежда простонародья

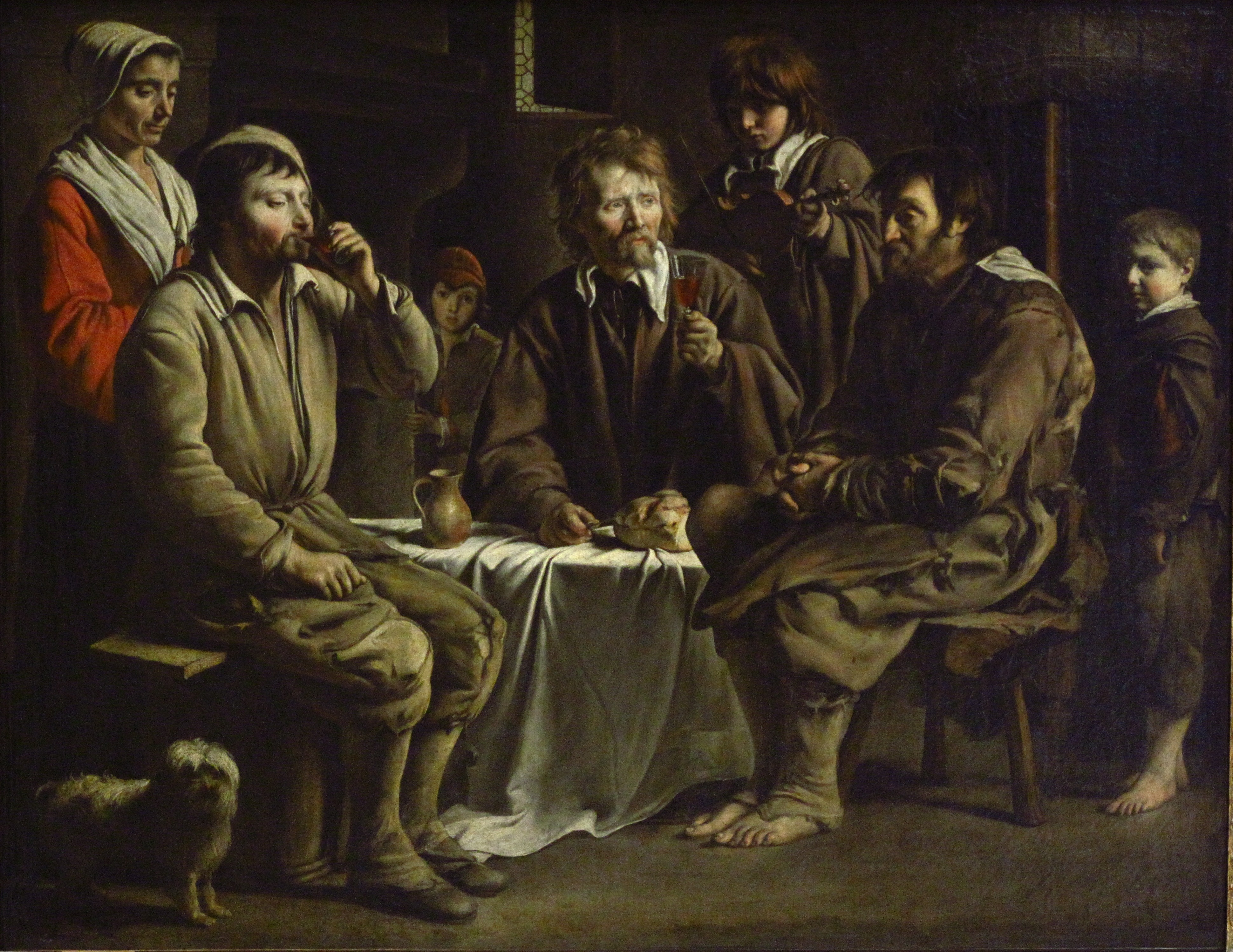
«Трапеза крестьян», Луи или Антуан Ленен, 1642 г., из собрания Лувра

Основные элементы одежды и у знатных людей, и простолюдинов не отличались, однако цветовая гамма была значительно скуднее, а качество ткани — хуже, что обуславливалось бедностью и ограничительными законами. Также простонародная одежда имела более архаичные элементы и характеризовалась большей простотой и практичностью (то же можно сказать и об одежде буржуа). В Нидерландах, к примеру, мужчины из городских низов носили льняную рубаху, дублет с узкими рукавами из сукна тёмных цветов (чёрный, коричневый, серый); женщины носили корсаж, надевавшуюся поверх него короткий жакет. Одежда французских крестьян и простых горожан отличалась мало — рубаха, штаны до колен, куртка у мужчин; юбка, передник, корсаж, а изредка — платье у женщин. Английские простолюдины в первое десятилетие XVII века носили шерстяные штаны-бриджи с льняной подкладкой. Простые шведы носили короткую куртку и штаны либо же достаточно длинную суконную куртку и штаны из домотканого сукна, серые крашеные. Дети же донашивали одежду взрослых. Чулки, носившиеся простолюдинами, были либо шерстяными, вязаными вручную, либо шитыми льняными. Ориентировочно с 1625 года у простолюдинов распространились широкополые шляпы, употреблявшиеся до 1680-х годов. Мужчины из простого народа в данный период отращивали волосы до ворота или до плеч, также отращивая недлинные бороды и усы.
Основным женским головным убором были простые чепцы (с самого начала столетия до примерно 1670-х годов поверх шиньона простолюдинки носили очень маленький, облегающий чепчик), также они могли одевать, например, для защиты от солнца, широкополые шляпы.
Во многих странах, к примеру, во Франции или Нидерландах, были распространены деревянные башмаки, носившиеся поверх кожаных башмаков, хотя в проём между собственно ногой и верхней частью, для того, чтобы они не соскальзывали при подъёме ступни, могли втыкать сено. Деревянные башмаки в то время были исключительно рабочей обувью, хотя в Нидерландах их носили и в качестве повседневной (так, в 1600 году в голландской деревне Ланге-Дейк (нидерл. Lange Dijk) на всех жителей было лишь три пары кожаных башмаков, надевавшихся помощниками бургомистра, отправляясь в Гаагу), а в непогоду их носили даже небогатые горожане. Также в качестве рабочей обуви были распространены сандалии с деревянными подошвами и калоши с деревянными подошвами и с кожаным верхом, являвшиеся потомками средневековых патенов. Подобные калоши носились и горожанами, включая парижан.
Уже в этом столетии, тем не менее, прослеживаются различия в простонародной одежде различных стран и отдельных областей, впоследствии лёгшие в основу народных костюмов в современном понимании этого слова. Так, во Франции верхней одеждой простолюдинов, как и мужчин, так и женщин, служил плащ с капюшоном-башлыком, шапероном. Данный предмет одежды вышел из употребления у знати ещё в позднее Средневековье, но у простого народа в начале XVII в. не терял свою популярность. Примерно такой же плащ, хёйк, был атрибутом одежды голландок того исторического периода, хотя после 1650 года он вышел из употребления у зажиточных мещанок, оставшись в скудном гардеробе крестьянок.
Одежда простолюдинов, как и горожан, так и крестьян, изображена на полотнах множества западноевропейских художников XVII в. Крестьяне часты в голландской живописи этого времени; зачастую они изображаются весёлыми и беззаботными, что имеет подтекст насмешки над селянами приобретавшей картины городской прослойки общества, прежде всего буржуазии. Во Франции, в частности, крестьян изображали братья Ленены, в отличие от голландцев, на их полотнах чувствуется заметное уважение крестьян к их непосильному труду и их простецкому и бедному образу жизни. Ленены фиксируют и некоторые особенности французской простонародной одежды этого периода: в частности, чулки, закрывавшие голень и пятку, но оставлявшие открытыми фаланги пальцев ног.

## Одежда пуритан начала-середины XVII в

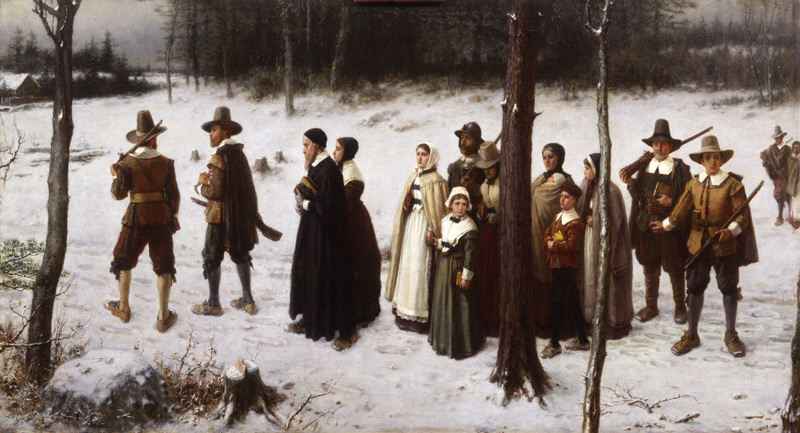
«Паломники [пуритане], идущие в церковь» (Pilgrims Going To Church), полотно Джорджа Боутона (1867 г.) из собрания Нью-Йоркского исторического общества

Пуритане, будучи представителями движения-разновидности кальвинизма, входящего в состав протестантства, в своей одежде использовали преимущественно тёмные тона. Отличительной чертой пуританской одежды, помимо этого, также было отсутствие каких-либо украшений, а также широкополые цилиндрические шляпы-капотены с высокой цилиндрической тульей, носившиеся и мужчинами и женщинами; они стали неотъемлемой чертой образа движения в мировой культуре.
Пуритане предпочитали изготовлять одежду из льна из шерстяных тканей, нежели из сатина и шёлка. Некоторые богатые пуританки всё-таки использовали в костюме вышивку и кружева, однако их количество было довольно скромным. Несмотря на сдержанность, пуритане полагали, что неравенство различных слоёв общества определено ещё Богом, поэтому кружева и вышивка были допустимы в соответствии с положением носительниц.
Одним из исторических мифов, связанных с пуританскими капотенами, является то, что тулья якобы обладала ремешком с пряжкой. Однако на самом деле достоверных подтверждений данному представлению нет, по всей видимости, оно появилось уже в XIX столетии. Таким же мифом является представлением о том, что они якобы всегда, даже в быту, носили исключительно чёрную одежду. Как уже упоминалось выше, пуритане, как и другие протестанты предпочитали тёмные оттенки одежды. Однако чёрные красители в рассматриваемый исторический период были отнюдь не дешёвыми, и окрашенная ими одежда быстро выцветала. Поэтому чёрная одежда предназначалась для старейшин и более высокоранговых пуритан, а также для официальных случаев (включая и написание портрета). Повседневная одежда большинства пуритан была, по-видимому, преимущественно коричневого, буровато-тёмно-красного, тёмно-жёлтого и тускловато-зелёного цвета. Зажиточные пуритане, могшие себе позволить частую носку чёрной одежды, могли носить, в том числе и одежду из чёрного узорчатого шёлка, не отличаясь, к примеру, от зажиточных голландцев того же времени.
Некоторые мужчины-пуритане отвергали моду на длинные и завитые локоны, в противовес нося короткие стрижки. В частности, этот факт послужил причиной того, что во время гражданской войны в Англии сторонников парламента и Оливера Кромвеля стали называть «круглоголовыми».